# Vignoble de Bordeaux
Pour les articles homonymes, voir Bordeaux (homonymie).
Le vignoble de Bordeaux est la région viticole française regroupant toutes les vignes du département de la Gironde, dans le Sud-Ouest de la France. Certains vins qui y sont produits comptent parmi les plus réputés et les plus chers du monde, faisant du bordeaux une référence mondiale.
La production du vignoble est variée : environ 80 % de vins rouges (comme le pomerol ou le pauillac) et 20 % de vins blancs secs (tels que l'entre-deux-mers ou le pessac-léognan) ou liquoreux (par exemple le sauternes ou le cadillac), auxquels s'ajoutent des rosés, des clairets et des vins mousseux (le crémant de Bordeaux).
L'existence de 38 appellations différentes au sein du vignoble s'explique par la diversité des terroirs, c'est-à-dire des types de sols, des cépages cultivés, des pratiques de culture et de vinification.
Avec 117 200 hectares cultivés et une production de cinq à six millions d'hectolitres de vin par an, la Gironde est le troisième département viticole français en termes de production globale après l'Hérault et l'Aude, mais numéro un pour les AOC en volume.

## Histoire

### Antiquité
La vigne est présente dans la région de Bordeaux depuis l'Antiquité : les notables de Burdigala (nom de la cité de Bordeaux, emporium au temps de l'Empire romain) auraient décidé de créer leur propre vignoble en raison du prix élevé des vins en provenance de Narbonnaise et d'Italie, importés par les négociants romains, mais aussi pour exporter eux-mêmes par voie de mer. Strabon, pourtant attentif aux vignes, ne constata pas leur présence sous le règne d'Auguste au début du Ier siècle, quand il nomma Bordeaux « pour la première fois sous son nom antique de Burdigala ».
La création d'un vignoble fut favorisée par la relative facilité de commercer avec la Bretagne (l'actuelle Angleterre) et les régions de l'Europe du Nord. Le cépage biturica, nommé aussi biturigiaca, que Pline l'Ancien et Columelle décrivent, aurait été adopté par les Bordelais en raison de sa bonne tenue sur les terroirs frais et humides des bords du golfe de Gascogne (la supposition ne fait pas l'unanimité). Pline puis Columelle vont découvrir Burdigala et parler de culture de la vigne. Le géographe Roger Dion considère que ce biturica est à l'origine du cabernet franc, du cabernet sauvignon ou de leur proche ancêtre.
Il est admis que le poète Ausone (Decimus Magnus Ausonius), consul à Burdigala sous les empereurs Valentinien Ier et Gratien au IVe siècle, aurait possédé une villa et des vignes à Saint-Émilion (d'où le nom du célèbre Château Ausone). Le vignoble occupait alors probablement les terrains argilo-calcaires, puisque les terres de graves ne seront drainées que beaucoup plus tard. Les documents manquent en ce qui concerne le sort du vignoble après l'écroulement du monde romain.

### Moyen Âge
Au XIIe siècle, la Guyenne devient un territoire du roi d'Angleterre à la suite du remariage d'Aliénor d'Aquitaine avec Henri Plantagenêt, comte d'Anjou et roi d'Angleterre sous le nom de Henri II. À cette époque, les rois d'Angleterre étaient d'origine française (normande et angevine) depuis Guillaume de Normandie, le français était d'ailleurs la langue officielle de la Cour d'Angleterre. Sous cette impulsion, le vignoble se développe dès le XIIe siècle, en suivant la croissance de Bordeaux au Nord-ouest et au Sud-ouest de celle-ci, puis au XIIIe siècle en direction de l'Entre-deux-Mers et du Médoc.
Au XIIIe siècle, la prise de La Rochelle, port exportateur des vins bordelais, par le roi de France transforme Bordeaux en port exportateur privilégié des vins à destination du marché anglais. Le roi d'Angleterre accorde alors d'importants privilèges fiscaux aux négociants bordelais : ces derniers se mettent à planter de la vigne à tour de bras, cependant nous n'avons aucune idée de la surface couverte en vignes soit en nombre de pieds soit en nombre d'hectares. Le vignoble s'étend vers le Libournais. À l'époque, le vin, obtenu par fermentation d'un mélange de jus de raisins noirs et de raisins blancs, était clair, d'où son nom de « claret » (perpétué aujourd'hui par le bordeaux-clairet), par opposition au vin noir (black wine) du haut-pays (vins de Cahors, de Gaillac, de Bergerac…), très concentré en tanins. Le « privilège bordelais » accordé aux producteurs locaux permettait de vendre en priorité les vins du cru, avant l'arrivée des vins du haut-pays, bloqués jusqu'à la Toussaint ou Noël. Ce privilège était très important à une époque où le vin se conservait mal. Hugh Johnson mentionne : « Selon toute vraisemblance, ces vins étaient souvent meilleurs et plus puissants que la plupart de ceux produits autour de Bordeaux. C'est pourquoi les Bordelais les jalousaient et s'efforçaient de vendre en priorité leur propre production ».
Au XIVe siècle le nouveau pape Clément V, servait le vin de sa région de Graves, que ce soit dans sa résidence d'Avignon ou à Oxford. Ce n'est qu'à partir du XVIe siècle qu'apparaissent des exploitations viticoles proches de celles d'aujourd'hui, avec les pieds de vigne plantés en sillons. Le 29 juin 1451, Charles VII occupe Bordeaux qui est reprise par l'Anglais John Talbot (le connétable anglais a donné son nom au château Talbot) en 1452, au grand soulagement des négociants bordelais, tels les Montaigne, jaloux de leurs franchises accordées par les rois anglais. En 1453, à la suite de la bataille de Castillon, la ville redevient une possession française et la guerre de Cent Ans s'achève. Mais la ville n’apprécie guère la tutelle du roi de France. Charles VII décide de faire de Bordeaux, restée assez anglophile, une ville royale et le 9 octobre 1453 interdit le commerce du vin bordelais avec l’Angleterre, la ville perdant alors sa prospérité.

### Époque moderne

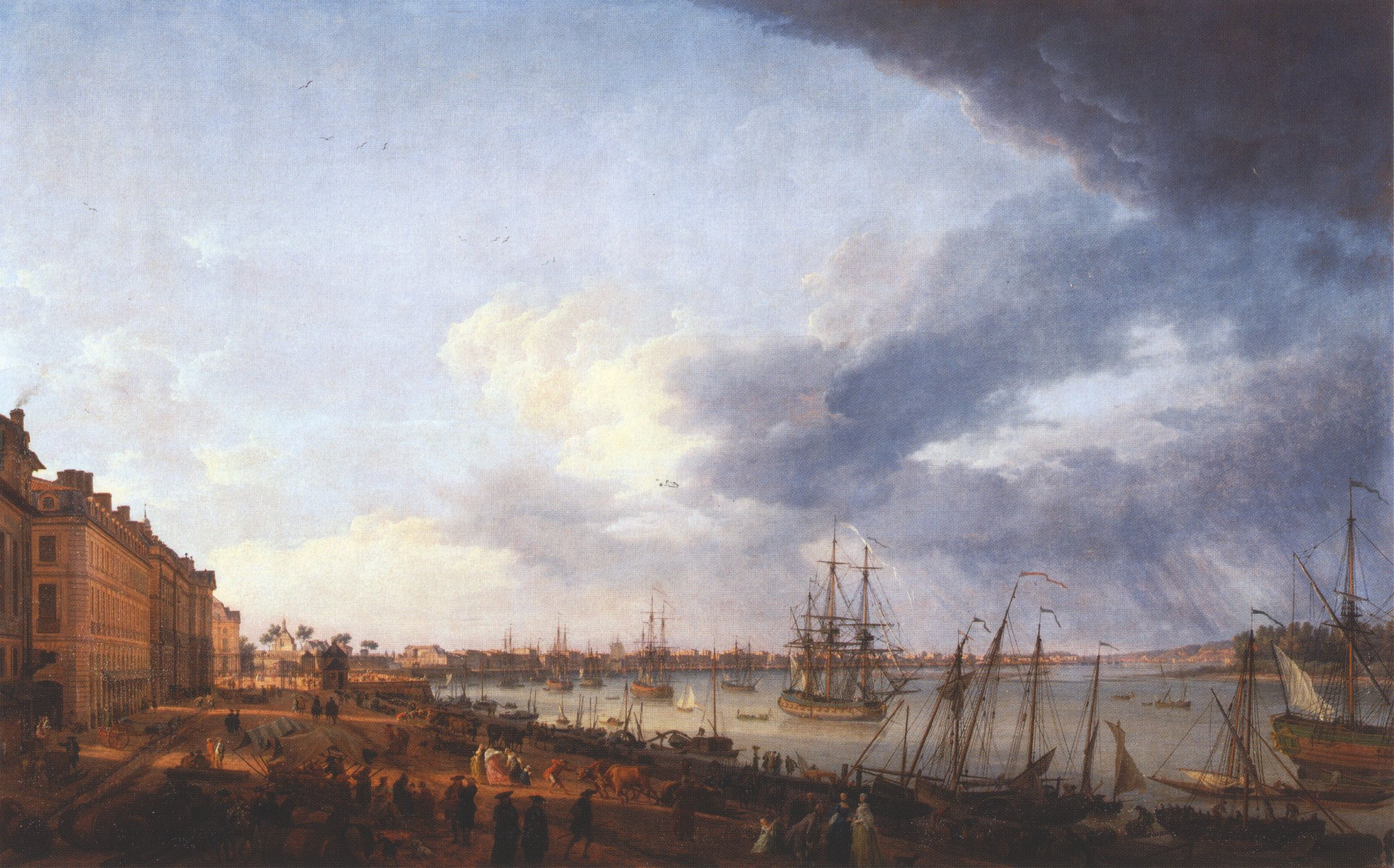
Le port de Bordeaux, qui a permis l'exportation du vin.
Claude Joseph Vernet, Première vue du port de Bordeaux prise du côté des Salinières, 1758, musée national de la Marine.

En 1599, Henri IV fait venir des techniciens des Pays-Bas pour drainer les zones marécageuses du royaume, afin d'accroitre la surface agricole. Ce travail, réalisé à grande échelle dans le marais poitevin, profite aussi au Médoc et aux zones humides entourant Bordeaux (appelées « palus »). Le financement de ces grands travaux n'étant pas finalisé, des hommes d'affaires néerlandais achètent à bas prix des terrains, à charge pour eux de les mettre en valeur. Ils transforment aussi les méthodes commerciales : ils diffusent en Europe des boissons jusqu'ici inconnues telles que le chocolat, le café ou le thé, ainsi que d'autres boissons alcoolisées (bières fortes et gin). De plus, les Hollandais encouragent la production de vins plus à leur goût comme des vins blancs doux (ils appréciaient ceux produits autour de Sauternes, qui n'étaient alors pas encore des liquoreux) et des vins noirs (en fait, des vins rouges tels que nous les connaissons aujourd'hui) non seulement dans le Bordelais, mais aussi à Cahors et au Portugal (les premiers vins de Porto leur seraient dus). Ces nouvelles boissons concurrencent durement les clarets gascons, plus au goût des Anglais.
La famille Pontac choisit alors une nouvelle voie pour produire son vin : la vigne est bien soignée, les vins rubis, puissants et corsés sont aptes à une grande garde (grâce au soufrage, au soutirage et à l'ouillage) et élevés dans des barriques neuves en chêne et vendus sous le nom de ces domaines (Haut-Brion à Pessac et Pontac à Saint-Estèphe). Profitant d'une auberge qu'elle détient à Londres (Pontack's Head, « l'Enseigne de Pontac », sur Abchurch Lane dans la City, véritable bar à vin avant la lettre, démolie en 1780), la famille Pontac fait connaître ses vins en Angleterre, les vend elle-même en spécifiant son origine et serait la première créatrice d'un cru qui porte son nom, le Haut-Brion. Ils sont si appréciés qu'ils finissent par se vendre plus cher que les clarets ordinaires. Les autres négociants et bourgeois bordelais se mettent alors à les imiter, les affaires fleurissent et le vignoble s'étend largement, cette fois vers les graves du Médoc et du Sauternais, ainsi que dans les régions de Blaye et Bourg (on parle d'une « fureur de planter »). C'est à cette époque que les vignobles du Médoc sont créés. Les parlementaires sont parmi les grands propriétaires, tels que Nicolas-Alexandre de Ségur (surnommé le « prince des vignes » par Louis XV, propriétaire de Latour, Lafite, Mouton et Calon-Ségur) ou Montesquieu (propriétaire de La Brède, dans les graves) ; du même coup naissent les crus bordelais, qui commencent à se faire connaître à Paris et Versailles, introduit à la Cour par le duc de Richelieu (duc de Fronsac, puis maréchal de France et gouverneur de Guyenne), d'où le surnom donnée au bordeaux de « tisane du Maréchal » ou de « tisane à Richelieu » (on lui attribuait des vertus médicinales) et au nom du « Château Richelieu », domaine viticole acheté à Fronsac en 1532 par le cardinal.
Des négociants anglais, flamands, allemands, russes et irlandais s'installent à Bordeaux à partir du XVIIe siècle (on retrouve leurs noms dans ceux des crus actuels : Lynch-Bages et Lynch-Moussas, Mouton Rothschild et Lafite Rothschild, Langoa Barton et Léoville Barton, Boyd-Cantenac, Prieuré-Lichine, Kirwan, Cantenac Brown, etc.), notamment hors de l'enceinte fortifiée dans ce qui devient le quartier des Chartrons qui se couvre d'entrepôts. Sous le règne de Louis XIV, le protestantisme est persécuté puis interdit (par l'édit de Fontainebleau de 1685) : les huguenots bordelais se réfugient à Rotterdam, Amsterdam et Hambourg, s'y installant comme négociants en vin. La mise en bouteille à la propriété commence à se pratiquer pour les meilleurs vins, d'où de gros besoin en verre : Pierre Mitchell fonde en 1723 la première verrerie bordelaise, utilisant du charbon anglais, standardisant les bouteilles sous la forme de ce qu'on appelle depuis la « bordelaise ». D'autres verreries s'ouvrent à Sainte-Foy-la-Grande en 1735 et à Libourne en 1750. En avril 1776, un édit de Turgot supprime tous les privilèges fiscaux relatifs au vin mais les négociants et le parlement de Bordeaux parviennent à faire limiter ce « privilège de Bordeaux » uniquement à la sénéchaussée, zone très réduite du département.

### Époque contemporaine

#### XIXesiècle

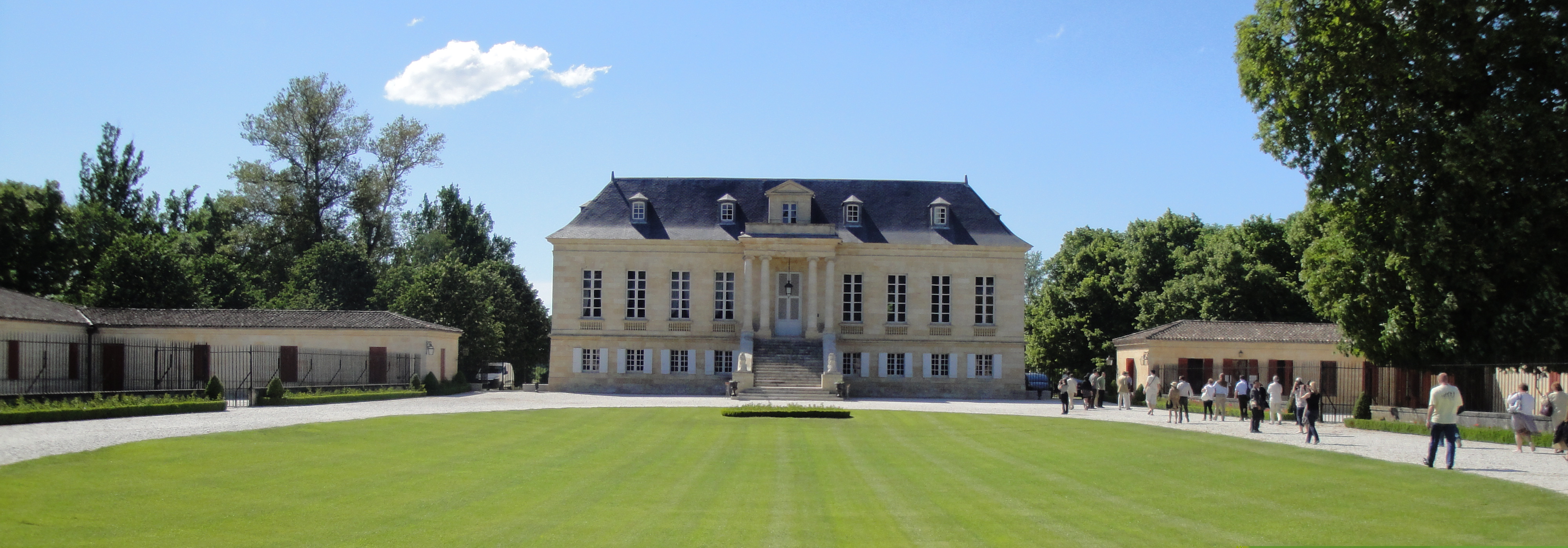
Le château La Louvière (appellation pessac-léognan), une des demeures construites au tout début du XIX, de style classique.

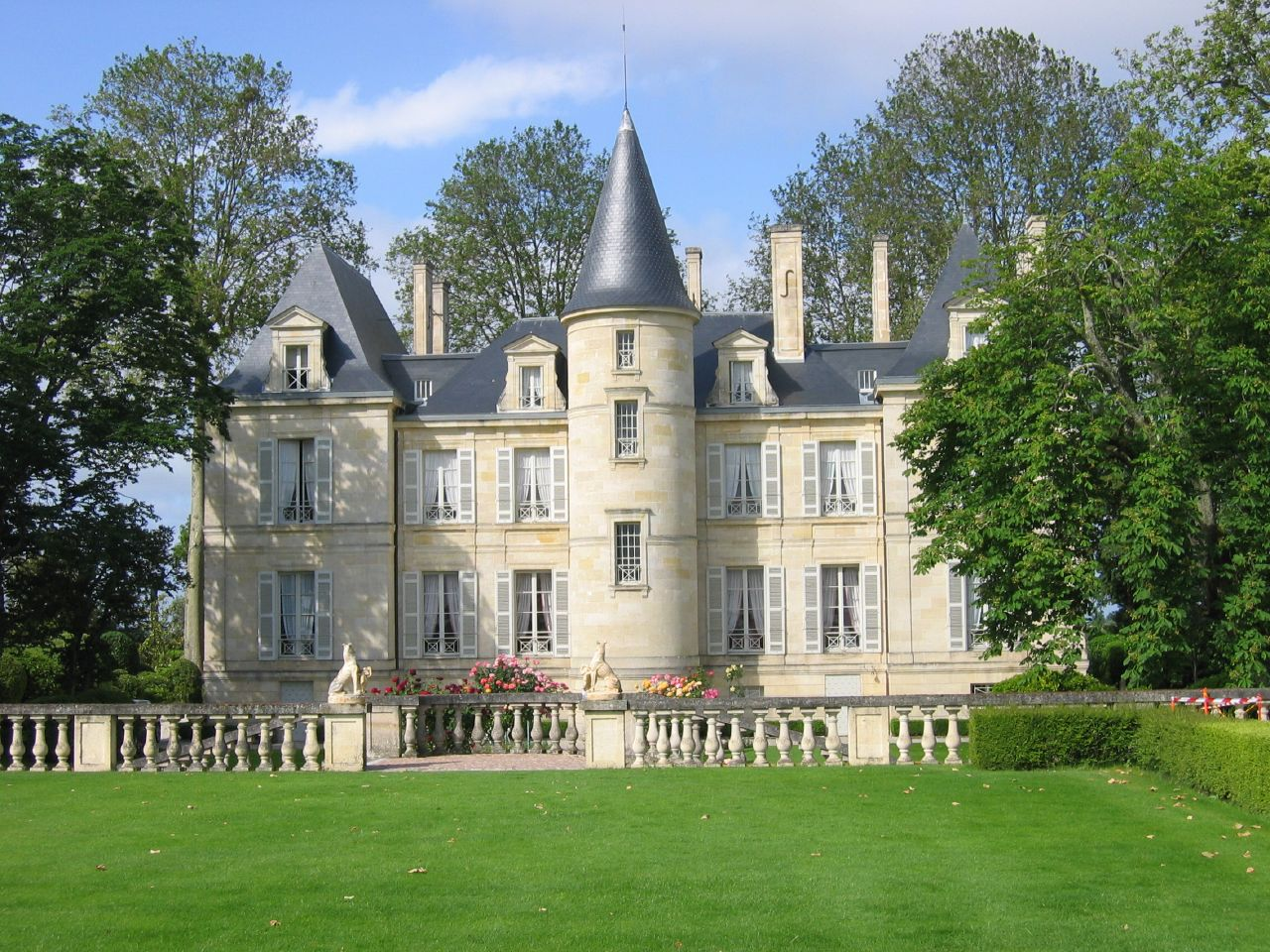
Le château Pichon Longueville (appellation pauillac), construit au milieu du XIX, de style Louis XIII.

Le XIXe siècle voit l'enrichissement des propriétaires et des négociants bordelais, qui investissent en plantant encore plus de vignes et en faisant construire des demeures appelés « châteaux » (avec parfois des tours fantaisies de style néo-Renaissance) sur leurs domaines, en plus du cuvier et du chai. Les progrès techniques permettent de laisser vieillir le vin sans qu'il se dégrade trop vite. En 1853, la ligne ferroviaire Paris - Bordeaux est inaugurée, permettant le transport en masse de vin vers la capitale, tandis que les exportations vers l'Europe du Nord (le Royaume-Uni, l'Allemagne, la Belgique et les Pays-Bas) et l'Amérique (l'Argentine et les États-Unis) augmentent.
Dans la seconde moitié du XIXe siècle arrivent de nouveaux entrants dans le négoce du vin, venus de Corrèze et, d'abord, de Meymac et de ses environs. Le premier à se lancer, Jean Gaye-Bordas, un marchand ambulant, fait des émules auprès des exploitants agricoles haut-corréziens, qui y voient l'occasion d'accroître leurs maigres revenus. Les Corréziens, en reprenant un négoce déjà existant, innovent par leur mode de démarchage auprès des particuliers, ce qui génère une nouvelle clientèle et de nouveaux débouchés. Ils promeuvent notamment les vins du Libournais, de Saint-Émilion et de Pomerol, et, par leur nombre, finissent par commercialiser des quantités conséquentes. De la montée en puissance de ce commerce sont issus ce qui est appelé les « marchands de vin de Meymac-près-Bordeaux ».
Ainsi, à partir du Second Empire, les vins rouges de Saint-Émilion et de Pomerol s'installent donc à leur tour aux premiers rangs de la production viticole bordelaise, derrière les crus du Médoc, des Graves et du Sauternais, dont 79 domaines sont classés en 1855 (58 produisent du rouge, 21 du blanc).
Mais le XIXe siècle est aussi le siècle de l'arrivée à Bordeaux de l'oïdium (en 1857), du phylloxéra (dès 1866, mais surtout de 1875 à 1892) et du mildiou (en 1878), qui ravagent le vignoble. C'est à Bordeaux qu'on invente la fameuse « bouillie bordelaise » qui permet de lutter contre le mildiou : c'est un mélange d'eau, de sulfate de cuivre et de chaux qui stoppe les ravages de cette moisissure. On doit cette invention à Alexis Millardet et Ulysse Gayon.

#### XXesiècle
En 1901 est fondée l'Union syndicale des propriétaires des crus classés du Médoc, regroupant les représentants des négociants, des grands domaines comme des petits producteurs, dans le but de contrôler l'origine du vin pour lutter contre les fraudes. En 1911, la production du bordeaux est limitée au seul département de la Gironde, car auparavant les vins du Sud-Ouest étaient souvent vendus sous ce nom ou les vins coupés avec ceux de la vallée du Rhône, d'Algérie, d'Espagne ou de Sicile ; en 1932, un critique disait que « la production du vignoble bordelais est si importante […] qu'elle suffit à assurer au moins le quart de ce qui s'en consomme ». 1935 voit la création du Comité national des appellations d'origine sur proposition du député de Gironde Joseph Capus ; dès 1936, les 24 premières appellations d'origine sont définies. En 1948, l'État créé le Conseil interprofessionnel du vin de Bordeaux (le CIVB), chargé de la promotion collective, de l'assistance technique, de l'encadrement des contrats et du contrôle.
Les appellations bordelaises sont, par ordre chronologique de création : le barsac, le loupiac, le côtes-de-blaye, le cérons, le bourg, le côtes-de-bourg, le bourgeais, le sainte-croix-du-mont (décrets du 11 septembre 1936), le sauternes (décret du 30 septembre 1936), le montagne-saint-émilion, le haut-médoc, le parsac-saint-émilion (disparu, annexée par l'AOC montagne-saint-émilion), le médoc, le saint-georges-saint-émilion, le saint-estèphe, le saint-julien, le pauillac, le puisseguin-saint-émilion, le lussac-saint-émilion, le saint-émilion, le bordeaux (14 novembre 1936), le pomerol, le lalande-de-pomerol, le néac (disparu, fondue dans le lalande-de-pomerol) (8 décembre 1936), le sables-saint-émilion (annexé par le saint-émilion), le fronsac, le graves, le graves-supérieures (4 mars 1937), le côtes-de-bordeaux-saint-macaire, le graves-de-vayres, le sainte-foy-bordeaux (fusionné dans le côtes-de-bordeaux), l'entre-deux-mers (31 juillet 1937), le moulis-en-médoc (14 mai 1938), le canon-fronsac (1er juillet 1939), le bordeaux mousseux (16 mars 1943 ; devenu le crémant de Bordeaux), le bordeaux-supérieur (14 octobre 1943), le côtes-de-fronsac (annexé par le fronsac), le côtes-canon-fronsac (5 janvier 1944 ; fondu dans le canon-fronsac), le premières-côtes-de-bordeaux (8 février 1945), le margaux (10 août 1954), le saint-émilion grand cru (7 octobre 1954), le côtes-de-castillon (15 juillet 1955 ; fusionné dans le côtes-de-bordeaux), le bordeaux-clairet (21 janvier 1956 ; devenue une dénomination de l'appellation bordeaux), le listrac-médoc (8 mai 1957), le bordeaux-côtes-de-francs (26 mai 1967 ; fusionné dans le côtes-de-bordeaux), le cadillac (10 août 1973), le pessac-léognan (9 septembre 1987), le crémant de Bordeaux (3 avril 1990) et le côtes-de-bordeaux (29 octobre 2009).
À la fin des années 1940, le russe blanc Alexis Lichine, propriétaire du château Prieuré-Cantenac et du château Lascombes, amorce la relance des exportations des vins bordelais vers les États-Unis que la prohibition et la Seconde Guerre mondiale avaient fortement réduit. Parmi les propriétaires de grands domaines, aux descendants aristocrates (Lur-Saluces à Fargues) et aux Chartrons (Barton à Léoville Barton et Langoa Barton ; Cruse à Pontet-Canet ; Rothschild à Lafite, Mouton, Rieussec et L'Évangile ; Schÿler à Kirwan ; etc.) se sont joints des négociants d'autres régions (Moueix à Pétrus, Trotanoy et Hosanna — un des plus célèbres négociants de « Meymac-près-Bordeaux » — ; Cazes à Lynch-Bages et aux Ormes de Pez, etc.), des grands patrons (Halabi à Cantenac Brown ; Pinault à Latour ; Albada-Jelgersma à Giscours et au Tertre ; Mentzelopoulos à Margaux ; Peugeot à Guiraud ; etc.), des firmes trans-nationales (LVMH à Cheval Blanc ; Dassault à Dassault ; Suntory à Lagrange ; AXA à Suduiraut ; Castel à Beychevelle ; etc.), des Belges (37 propriétés en 2012, en faisant à cette date les premiers investisseurs étrangers dans le vignoble bordelais, avec par exemple Thienpont au château Le Pin, Albert Frère à Cheval Blanc et Bonnie à Malartic-Lagravière), ainsi que des Chinois qui investissent dans ce vignoble surtout à partir des années 2000. Ces derniers détiendraient 130 propriétés dans le Bordelais en 2017, soit environ 2 % de la superficie totale du vignoble, la Chine étant devenue selon le CIVB le premier marché à l'exportation en volume des vins de Bordeaux (près de 30 % des exportations pour la campagne de 2017, pour un chiffre d'affaires de 365 millions d'euros), loin devant l'Allemagne, la Belgique et le Royaume-Uni.
De 1981 à 2021 se tenait chaque année impaire le salon Vinexpo Bordeaux (réservé aux professionnels). Organisée depuis 1998 tous les deux ans, la Fête du vin est depuis 2021 organisée chaque année. Le vignoble croit pendant les années 1990, passant d'environ 100 000 hectares en 1992 à 125 000 en 2000.

#### XXIesiècle
Si les prix des vins classés du Médoc, de Saint-Émilion et de Pomerol connaissent des hausses presque continues depuis plusieurs décennies, dopés par les exportations vers la Chine populaire, au point que ces vins sont devenus des placements spéculatifs avec cotations officielles spécialisés dans le vin, la foule des petits producteurs qui forment le gros de la production bordelaise est en crise (notamment depuis la récolte 2004). Les exportations en volume sont à la baisse faisant chuter le prix du vin en vrac à seulement 100 € l'hectolitre (soit un euro le litre de vin), d'où des manifestations de viticulteurs, des plans d'arrachages subventionnés, la distillation d'une partie des surplus et la création en 2007 d'un « vin de pays d'Aquitaine », devenu en 2009 l'IGP atlantique (moins contraignant notamment en termes de rendements).
La crise sanitaire de 2020 et 2021 entraîne une baisse des ventes des vins de Bordeaux.

## Vignoble
| \| Médoc Graves Sauternais Entre-deux-Mers Libournais Blayais Bourgeais \| Les grandes subdivisions du vignoble de Bordeaux. |
| Médoc Graves Sauternais Entre-deux-Mers Libournais Blayais Bourgeais                                                         |

Le vignoble de Bordeaux est situé en Nouvelle-Aquitaine, région du Sud-Ouest de la France. Ses limites géographiques sont théoriquement celles du département de la Gironde, mais l'aire d'appellation (pas systématiquement plantée) compte 505 communes sur les 542 du département : sont exclus les sables de la forêt des Landes (les landes de Bordeaux), le cœur de l'agglomération bordelaise et les zones inondables trop fertiles et humides des bords de rivière (les « palus »). 117 200 hectares ont servi à la production de vin en 2010 (le chiffre correspond au total des déclarations de récolte, sans compter les vignes encore trop jeunes).
|                         | 2000    | 2001    | 2002    | 2003    | 2004    | 2005    | 2006    | 2007    | 2008    | 2009    | 2010    |
| Surface en AOC          | 117 300 | 118 900 | 120 600 | 123 000 | 123 300 | 123 200 | 122 100 | 120 600 | 119 400 | 118 000 | 115 400 |
| Surface en vin de table | 1 300   | 1 300   | 900     | 900     | 1 300   | 1 500   | 2 000   | 1 600   | 1 500   | 1 400   | 1 800   |
| Surface tout vins       | 118 500 | 120 200 | 121 600 | 123 900 | 124 600 | 124 700 | 124 000 | 122 200 | 120 800 | 119 500 | 117 200 |

Le vignoble de Bordeaux n'est traditionnellement pas compté parmi les vignobles du Sud-Ouest. Lors de la délimitation des régions viticoles françaises par l'INAO, celle-ci a défini quatorze régions, dont celle de Bordeaux (limitée au département de la Gironde), du Sud-Ouest (Dordogne, Lot-et-Garonne, Charente et Charente-Maritime) et Toulouse-Pyrénées (Aveyron, Haute-Garonne, Gers, Lot, Pyrénées-Atlantiques, Hautes-Pyrénées, Landes, Tarn et Tarn-et-Garonne).
Le vignoble de Bordeaux est traditionnellement découpé en plusieurs subdivisions : le Médoc, les Graves et le Sauternais sur la rive gauche de la Garonne, l'Entre-deux-Mers entre Garonne et Dordogne, le Libournais, le Blayais et le Bourgeais sur la rive droite de la Dordogne.

### Climatologie
C'est un climat tempéré de type océanique, assez chaud pour permettre la culture des vignes même sur terrain plat. La pluviométrie est répartie de manière assez homogène tout au long de l'année avec des automnes plutôt pluvieux. L'arrivée plus précoce des perturbations entraine une année difficile. Au contraire, les années à belle arrière-saison assurent de bons millésimes. Les températures donnent des hivers doux et des étés relativement chauds. Le bon ensoleillement assure une bonne maturité au raisin.
Les relevés de la station météorologique de Bordeaux-Mérignac (sur l'aéroport, à 47 mètres d'altitude : 44° 49′ 50″ N, 0° 41′ 28″ O) sont représentatifs du climat de la Gironde.
| Mois                              | jan.  | fév. | mars | avril | mai  | juin | jui. | août | sep. | oct. | nov. | déc. | année |
| --------------------------------- | ----- | ---- | ---- | ----- | ---- | ---- | ---- | ---- | ---- | ---- | ---- | ---- | ----- |
| Température minimale moyenne (°C) | 2,3   | 3,1  | 3,9  | 6,3   | 9,5  | 12,4 | 14,4 | 14,2 | 12,2 | 9,1  | 5,1  | 2,9  | 8     |
| Température moyenne (°C)          | 5,8   | 7,1  | 8,8  | 11,3  | 14,6 | 17,8 | 20,2 | 19,9 | 17,9 | 14   | 9,1  | 6,4  | 12,7  |
| Température maximale moyenne (°C) | 9,4   | 11,2 | 13,7 | 16,3  | 19,7 | 23,2 | 26,1 | 25,6 | 23,7 | 18,9 | 13,1 | 9,9  | 17,6  |
| Nombre de jours avec gel          | 9,1   | 8    | 5,9  | 1     | 0    | 0    | 0    | 0    | 0    | 0,5  | 4,5  | 9    | 38    |
| Ensoleillement (h)                | 86    | 109  | 162  | 190   | 211  | 242  | 276  | 249  | 207  | 165  | 103  | 83   | 2 083 |
| Précipitations (mm)               | 100,4 | 85,5 | 76,4 | 72,2  | 77,3 | 56,2 | 46,5 | 54,2 | 73,9 | 87,6 | 94,1 | 98,7 | 923   |

| Mois                              | jan. | fév. | mars | avril | mai  | juin | jui. | août | sep. | oct. | nov.  | déc.  | année |
| --------------------------------- | ---- | ---- | ---- | ----- | ---- | ---- | ---- | ---- | ---- | ---- | ----- | ----- | ----- |
| Température minimale moyenne (°C) | 3,7  | 3,6  | 5,8  | 8     | 11,4 | 14,6 | 16,2 | 16,3 | 13,3 | 10,7 | 6,7   | 4,4   | 9,6   |
| Température moyenne (°C)          | 7,1  | 7,8  | 10,7 | 13    | 16,6 | 19,8 | 21,7 | 21,9 | 18,8 | 15,2 | 10,4  | 7,7   | 14,2  |
| Température maximale moyenne (°C) | 10,5 | 12   | 15,5 | 18    | 21,7 | 25   | 27,1 | 27,6 | 24,2 | 19,6 | 14,1  | 11    | 18,9  |
| Nombre de jours avec gel          | 7,3  | 6,3  | 1,8  | 0,1   | 0    | 0    | 0    | 0    | 0    | 0,1  | 1,9   | 5,8   | 23,3  |
| Ensoleillement (h)                | 89   | 117  | 170  | 186   | 220  | 237  | 256  | 248  | 208  | 150  | 100   | 84    | 2 069 |
| Précipitations (mm)               | 86,9 | 66,9 | 63,3 | 75,6  | 71,1 | 70,4 | 48,6 | 56,7 | 81,2 | 83,3 | 114,5 | 106,4 | 924,9 |

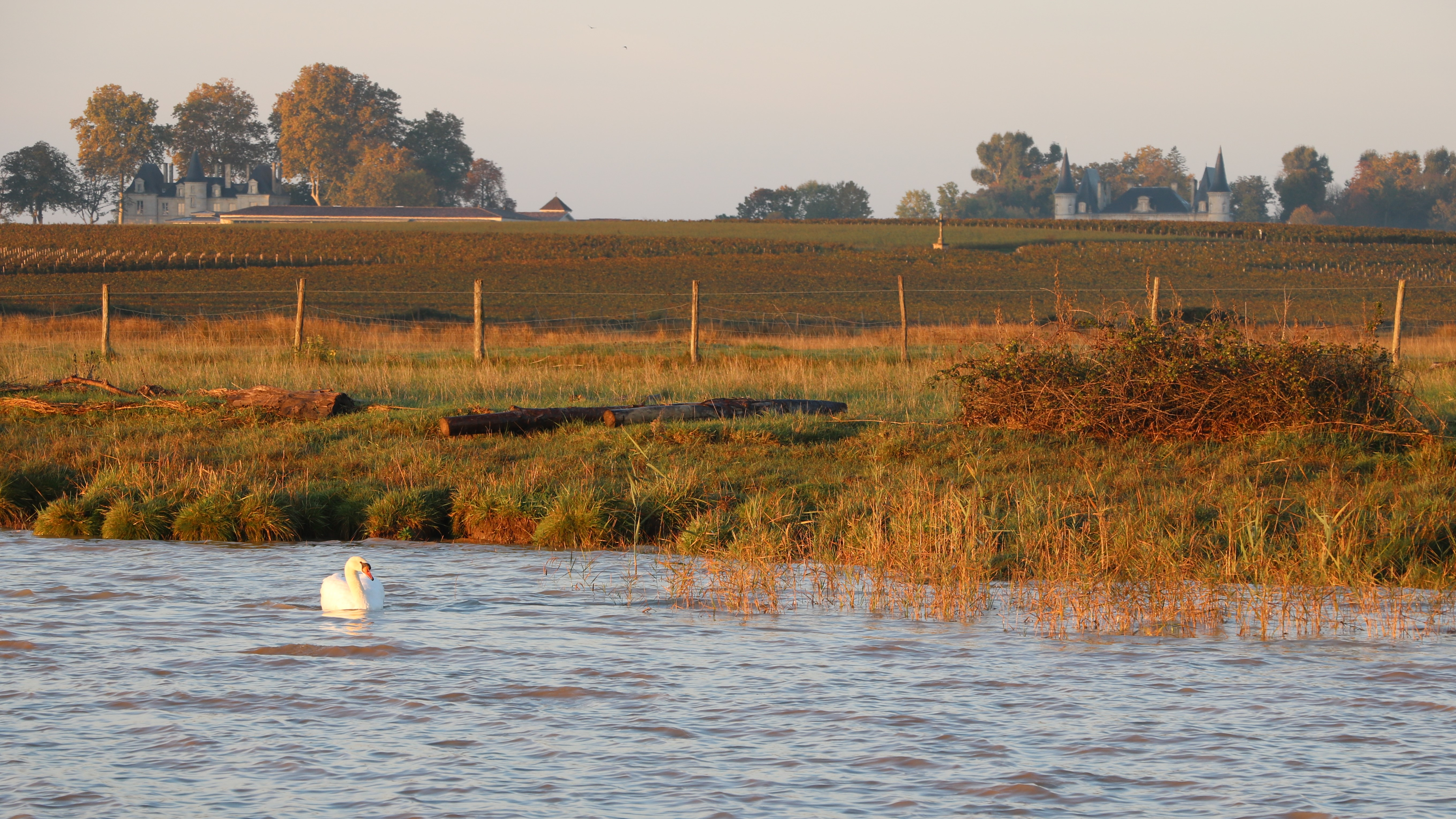
Rives de Gironde bordées de rangs de vignes produisant l'appellation pauillac.

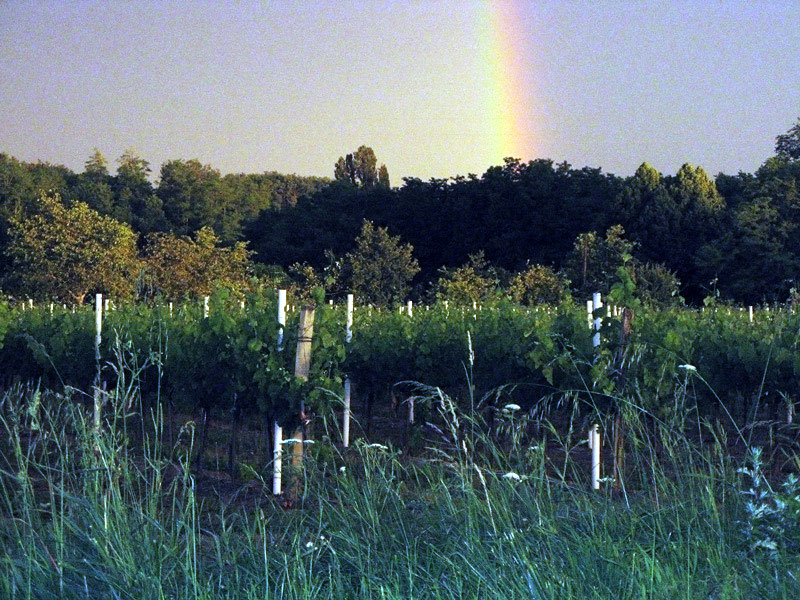
Orage et arc-en-ciel au-dessus des vignes produisant l'appellation fronsac.

Ces moyennes météorologiques sont modifiées par le relief et par la présence des cours d'eau : les températures maximales moyennes croissent légèrement du sud-ouest au nord-est tandis que les minimales sont plus basses dans le Bazadais et le Libournais (qui sont plus éloignés de l'influence de l'océan) ; le Médoc, le Blayais et le Bourgeais bénéficient ainsi de la proximité de l'estuaire de la Gironde, qui limite les excès de température, fournissant notamment de la fraîcheur lors des étés trop chauds.
La dénomination francs-côtes-de-bordeaux est la plus élevée en altitude du département, la zone est plus sujette aux vents et donc les températures y évoluent un peu plus vite.
L'ensoleillement approche les 2 200 heures sur le littoral et décroît vers l'est jusqu'à atteindre environ 1 900 heures.
Le Sauternais quant à lui dispose d'un climat local particulier. La rivière Ciron coule sous le couvert végétal de la forêt des Landes avant de traverser le vignoble de Sauternes, son eau froide y amenant de l'humidité ; à l'automne, ce phénomène crée des brouillards matinaux qui s'estompent durant la matinée, entraînant le développement de la pourriture noble nécessaire à la production de vins liquoreux.
Le climat bordelais connaît des variations annuelles modérés, qui ont des conséquences sur l'état des vignes, sur les rendements et sur la qualité de la production.
Par exemple, l'année 1956 est marquée par de fortes gelées qui détruisent une partie du vignoble, tandis que 2003 l'est par un été caniculaire, pire que celui de 1947, les vignes souffrant de la chaleur et de la sécheresse : le record de la station de Mérignac est battu le 4 août 2003 avec une température de 40,7 °C mesurée à l'ombre et une moyenne mensuelle maximum de 32,1 °C (6,5 °C de plus que la normale).
La production de cette année-là est atypique, avec des vins sucrés, manquant d'acidité et très alcoolisés dû à des raisins surmûris (malgré des vendanges précoces).

### Géologie et orographie
Le sous-sol de la Gironde fait partie du bassin sédimentaire aquitain et peut être divisé en trois ensembles géologiques :
- d'abord le Blayais, le Libournais et l'Entre-deux-Mers qui sont sur des sols argilo-calcaires, de pH neutre ou alcalin[42], plutôt réputés pour le merlot ;
- ensuite le Sauternais, les Graves et le Médoc, avec des sols graveleux plutôt acides, réputés pour le cabernet sauvignon ;
- enfin plus au sud et à l'ouest s'étend la partie des Landes de Gascogne se trouvant en Gironde (subdivisées entre le Bazadais, la Haute-Lande-Girondine, les Landes de Bordeaux et les Landes du Médoc), où domine le sable, ne portant pas actuellement de vignes (mais une frange fait partie de l'aire d'appellation du bordeaux).

Ces terrains plutôt plats de la Gironde nécessitent un drainage des sols, que ce soit sur la rive gauche de la Garonne où l'argile est présente sous forme de lentilles souterraines ou sur la rive droite où l'argile est plus présente encore. Dans les parcelles des meilleurs crus ce drainage est obtenu par des drains enterrés, en pins évidés dès le XVIIe siècle puis en poterie, remplacé dernièrement par du plastique. Ces drains sont essentiels pour les domaines se trouvant sur des sols où l'argile domine, ce qui est le cas du Château Cheval Blanc, du Château Pétrus et du Château d'Yquem.

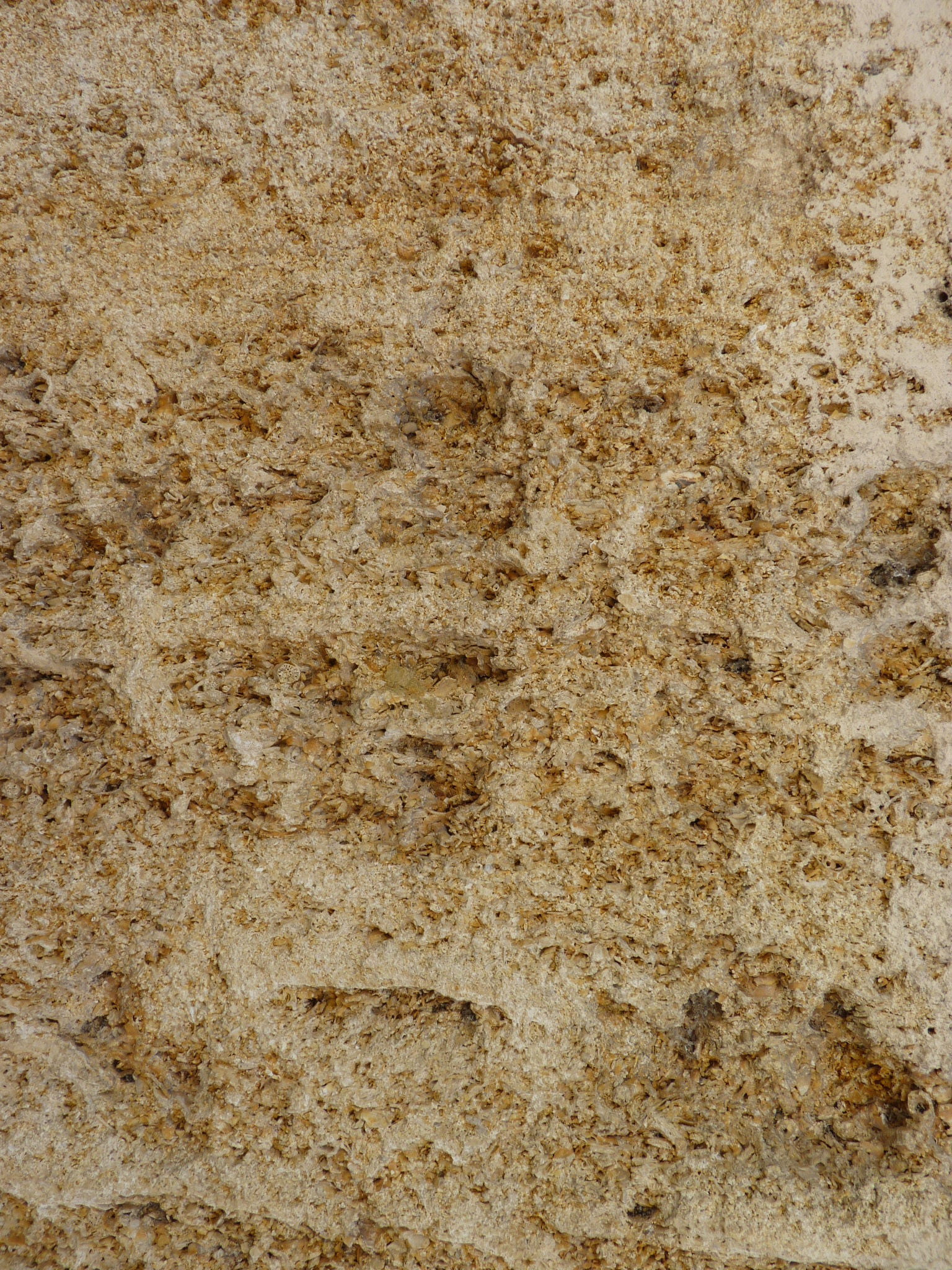
Du calcaire à Astéries sur une maison de Sainte-Foy-la-Grande.

Le Blayais est avant tout calcaire : formation dite du « calcaire de Blaye » datant du Lutétien (Éocène moyen), remplacée plus à l'est par le « calcaire de Plassac » du Priabonien (Éocène supérieur) sur les reliefs et des colluvions argileuses würmiennes et holocènes sur les versants et les fonds. L'arrière-pays encore plus à l'est a des reliefs de « calcaire de Saint-Estèphe » gréseux à débris de fossiles (de l'Éocène) avec des vallons remplis de colluvions sableuses quaternaires.
Le Bourgeais est un peu différent, avec sur le relief au-dessus de Bourg des lambeaux de calcaire à astéries (des étoiles de mer) datant du Rupélien (Oligocène). Le coteau bordant la Dordogne (de Gauriac à Bourg) est couvert de limon ocre-jaune dit « limon du Bourgeais », tandis que l'arrière-pays est lui couvert des sables et graviers dits « de Pugnac » datant de l'Éocène moyen et supérieur,.
Le Fronsadais forme un plateau délimité par l'Isle à l'est et la Dordogne au sud, au sommet couvert par un dépôt brun de sables, graviers et argiles, avec à flanc de coteau les « molasses du Fronsadais » datant de l'Éocène supérieur et de l'Oligocène inférieur, composées de sables et d'argiles carbonatées grisâtres (sur 15 à 20 mètres d'épaisseur).
L'appellation pomerol s'étend sur Libourne et Pomerol, en rebord du plateau de Saint-Émilion. Sur les molasses du Fronsadais se sont déposés des dépôts profonds de sables, graviers, galets et argiles se succédant de l'ouest vers l'est en terrasses, avec une boutonnière d'argile entre Pétrus et Certan.
Les vignobles de Lalande-de-Pomerol et de Néac occupent les mêmes sols plus au nord, entre les ruisseaux de la Barbanne et de Lavie.

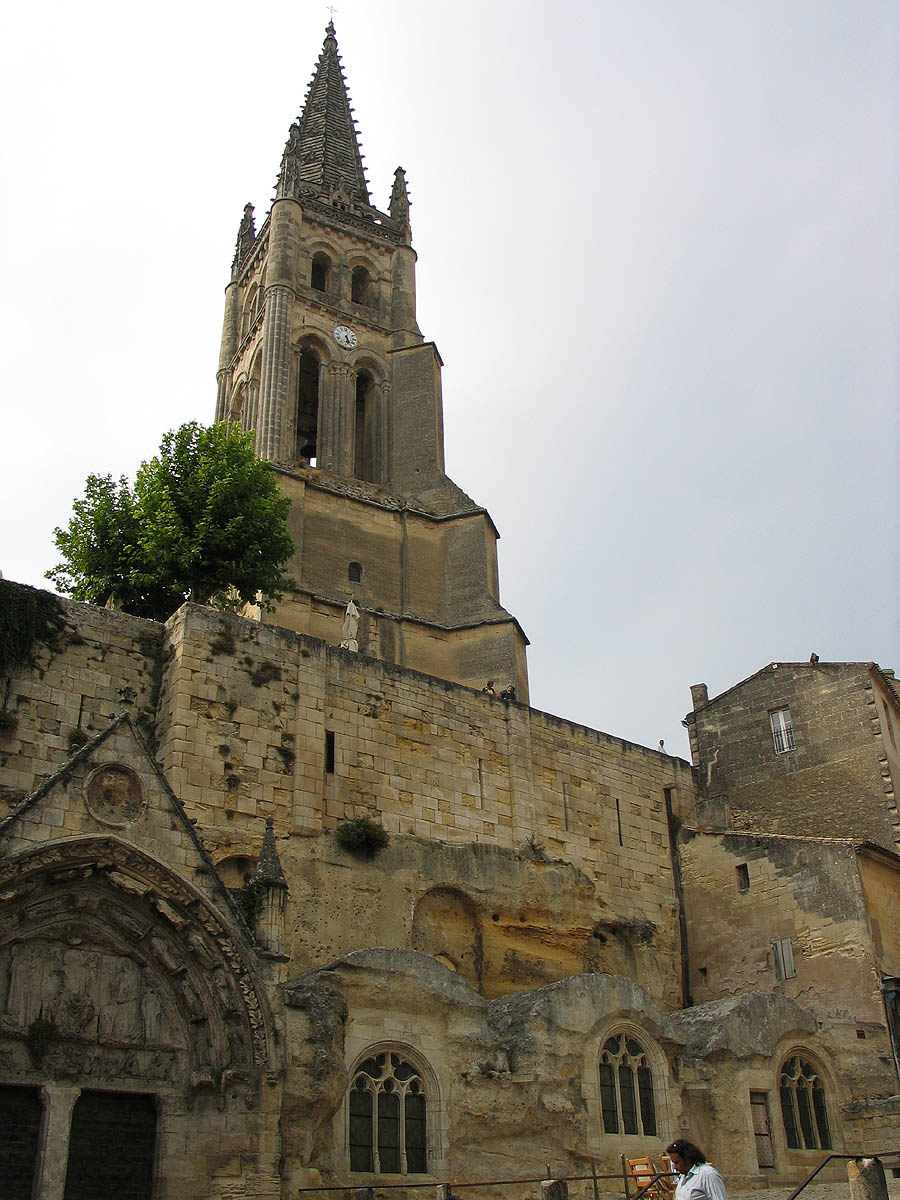
L'église de Saint-Émilion est construite en calcaire à Astéries.

Saint-Émilion et ses satellites (Montagne, Puisseguin et Lussac) occupent un plateau découpé par des vallons, dont les sommets sont formés de calcaires à Astéries datant du Rupélien (Oligocène supérieur) d'une épaisseur de 10 à 15 mètres, avec des versants formés d'argiles vertes carbonatées et de sables, puis des molasses du Fronsadais.
La partie occidentale de l'appellation saint-émilion est la continuation de la haute-terrasse couvrant le haut de Pomerol, tandis que la partie méridionale descend les différentes terrasses sableuses et graveleuses (du Pléistocène).
Castillon et Francs, plus à l'est, sont sur des entablements de « calcaire de Castillon » reposant sur des argiles vertes affleurant sur les versants,.
L'Entre-deux-Mers est divisible en plusieurs ensembles : d'abord la moitié nord-est où se retrouvent les mêmes formations que sur la rive droite de la Dordogne, soit le calcaire à Astéries reposant sur les molasses du Fronsadais (Oligocène inférieur) ; ensuite la partie centrale où ce même calcaire est recouvert de collines de marnes à argiles grises (Oligocène) avec dans les vallées des limons argilo-sableux (Pléistocène inférieur) ; enfin le coteau bordant la rive droite de la Garonne où s'ajoutent du calcaire gréseux datant du Burdigalien (Miocène inférieur) et un niveau à huîtres à Sainte-Croix-du-Mont (Miocène), avec au sommet de côte des argiles à gravier (Pliocène) dont il reste une butte-témoin plus à l'est à Gornac.
Plus en aval de la Garonne (AOC cadillac), le haut du coteau est formé de limons et d'argiles sableuses, tandis que plus près du fleuve le vignoble est sur la terrasse datant du Riss (Pléistocène moyen) formée de sables, graviers et galets.
Encore plus en aval, les premières-côtes-de-bordeaux sont sur du calcaire à Astéries, recouvert par des dépôts de sables et graviers enrobés d'argile datant du Pléistocène inférieur,.
Le Sauternais est posé sur du calcaire à Astéries, très largement couvert par des dépôts d'alluvions formant des terrasses aux pentes faibles. Il y a une exception sur Barsac et le long des rives du Ciron où l'érosion fait affleurer le calcaire à Astéries datant du Stampien (Oligocène supérieur), recouvert d'une fine couche de limon et de sable.
Le sud de Preignac ainsi que le nord de Bommes, Sauternes et Fargues sont sur la moyenne-terrasse datant du Mindel (Pléistocène inférieur), formée de sables peu argileux, avec du graviers et des galets recouverts de limons.
Enfin le sud du Sauternais est sur la haute-terrasse datant du Günz (Pléistocène inférieur) formée de sables et de graviers dans une matrice argileuse jaunâtre,.

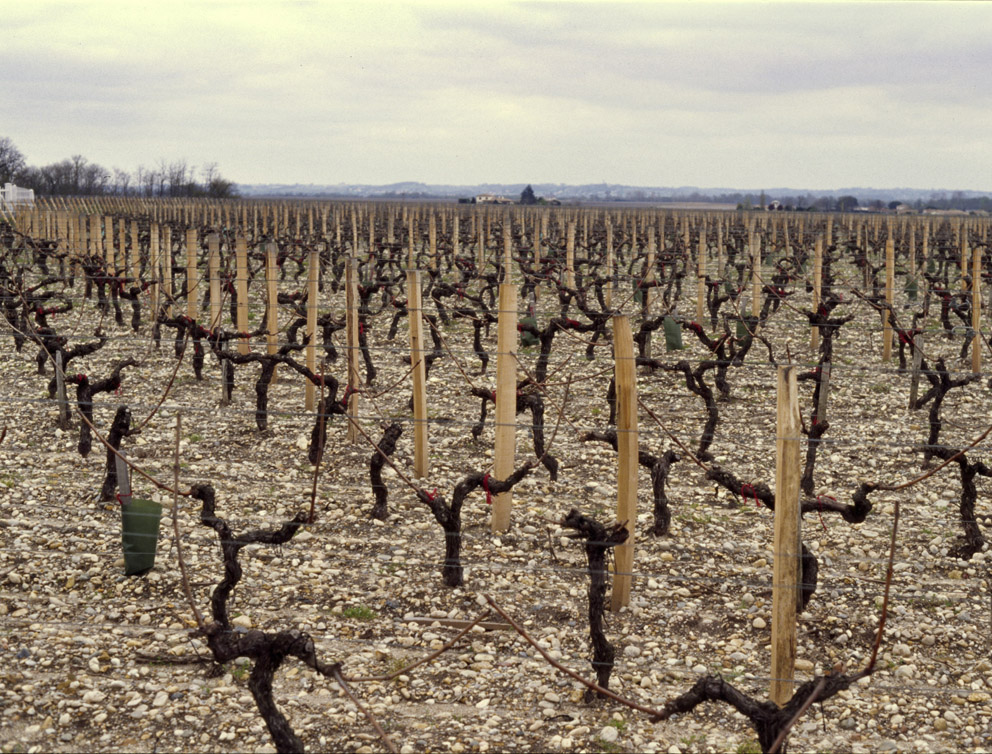
Dans les Graves et le Médoc, les ceps poussent sur un sol graveleux dont le gravier est visible dans cette parcelle de l'appellation moulis-en-médoc.

Les Graves portent le nom du type de sol dominant, les graves, qui sont des dépôts de graviers et de galets souvent mélangés à du sable et de l'argile, déposés par la Garonne. Elles forment une série de terrasses en pente douce de plus en plus anciennes à mesure qu'on s'éloigne du fleuve. Il y a d'abord les « argiles des palus » bordant la Garonne ;
puis la terrasse datant du Mindel (Pléistocène moyen) formée de graves dans une matrice argileuse, à laquelle succède celle du Pléistocène inférieur, avec enfin à l'ouest la « formation de Dépée » composée de sables argileux et de petits graviers, qui annonce les sables landais.
À ce tableau s'ajoutent les affluents rive gauche du fleuve qui découpent les terrasses en croupes,.
Le Médoc s'inscrit dans la continuité de la zone des graves : il est majoritairement graveleux dans le Haut-Médoc, notamment sur les aires d'appellation margaux, saint-julien, pauillac et saint-estèphe. Les crus classés sont installés sur les croupes découpées par les cours d'eau se jetant dans l'estuaire ; ces terrasses sont composées de galets et de graviers cimentés par des sables argileux, de plus en plus argileux du sud vers le nord. Quelques formations calcaires affleurent sur des parties de Listrac, Moulis et Saint-Estèphe,.

### Encépagement
Le principal cépage noir planté en Gironde est le merlot N (69 407 hectares en sont plantés en Gironde), accompagné par le cabernet sauvignon N (25 634 ha) et le cabernet franc N (11 503 ha). Les autres cépages noirs sont plus rares : le villard noir N (991 ha), le côt N (appelé « malbec », 595 ha), la carménère N, le fer servadou N et le petit verdot N.
Les cépages blancs sont essentiellement le sémillon B (7 236 hectares) et le sauvignon B (5 516 ha) : le premier est le cépage roi des appellations de vins moelleux ou liquoreux, tandis que le deuxième est devenu majoritaire voire exclusif dans les vins blancs secs. La muscadelle B (866 ha), l'ugni blanc B (213 ha), le colombard B (114 ha), le merlot blanc B (25 ha), le chardonnay B (4 ha) et le villard blanc B (1 ha) viennent compléter la palette. Le sauvignon G, à grains roses, est autorisé, mais il n'est qu'anecdotique.
Ces différents cépages sont assemblés, dans des proportions variant selon les producteurs et les années, par exemple en rouge le trio merlot - cabernet sauvignon - cabernet franc, en blanc sec le duo sauvignon - sémillon, en effervescent le couple sémillon - muscadelle et en liquoreux la triade sémillon - sauvignon - muscadelle.
Étant donné le prestige des vins de Bordeaux, le merlot, les cabernets et le sauvignon ont été plantés dans tous les vignobles de la planète.
Le merlot N (appelé « sémillon rouge » ou « semilhoun » dans le Médoc, « sème dou flube » dans les Graves et « bégney » au sud du département) est vigoureux (aux rendements plutôt élevés) mais sensible au mildiou et à la cicadelle. Parmi les cépages noirs bordelais il mûrit en premier, donnant des baies à peau fine (sensibles à la pourriture) dont on fait des vins rouges aromatiques (fruits rouges et épices) et pas trop tanniques, capables d'être bus jeunes comme de vieillir, apportant aux assemblages sucre et alcool. C'est un cépage minoritaire sur la rive gauche (mais présent partout, notamment dans les margaux) et dominant sur la rive droite (notamment dans les pomerols).
Le cabernet sauvignon N (appelé « petit bouchet » ou « petit cabernet » en Libournais) mûrit tardivement (une à deux semaines après le merlot), sensible à l'eutypiose et à l'excoriose, donnant de petites baies à peau épaisse (peu touchées par la pourriture), dont on obtient des vins rouge sombre, puissants et très tanniques (astringents), nécessitant un long vieillissement (le bois et le temps assouplissent les tanins). Quand il est récolté avant sa pleine maturité, il donne des arômes dits « herbacés » (plus ou moins marqués par le poivron vert). C'est le cépage dominant dans les rouges de la rive gauche (notamment les appellations les plus prestigieuses du Médoc), plus rare sur la rive droite.
Le cabernet franc N (appelé « bouchet franc » ou « gros bouchet » en Libournais, « carmenet » en Médoc) mûrit un peu plus tôt que le cabernet sauvignon (une dizaine de jours), donnant lui aussi de petites baies mais dont on fait des vins moins tanniques, un peu moins colorés et plus aromatiques. Il est en général minoritaire dans les assemblages bordelais, sauf dans certains saint-émilions.
Le sémillon B (appelé « sémillon roux » ou « gros sémillon ») est productif mais sensible à l'oïdium et au mildiou ; il donne des blancs secs dont le fruité s'affirme avec le temps, mais surtout ses grosses baies ont une peau épaisse accueillant bien la pourriture noble (elles n'éclatent pas), d'où son emploi pour faire des vins sucrés, alcoolisés et « gras ». C'est le cépage dominant pour faire des vins moelleux ou des liquoreux (il est dominant dans le Sauternais).
Le sauvignon B est un cépage productif ; il est la base des bordeaux blancs secs, donnant des vins un peu fruités (quand ils sont jeunes), mais il apporte aussi de l'acidité (de la « vivacité ») nécessaire aux moelleux et liquoreux. Ce cépage est présent un peu partout dans le département.
La muscadelle B (appelé « angelico » ou « muscade » à Sauternes) est sensible aux maladies, mais donne des vins aromatiques (fruits exotiques quand ils sont jeunes), d'où sa présence minoritaire dans les assemblages moelleux ou liquoreux.

Les principaux cépages du vignoble
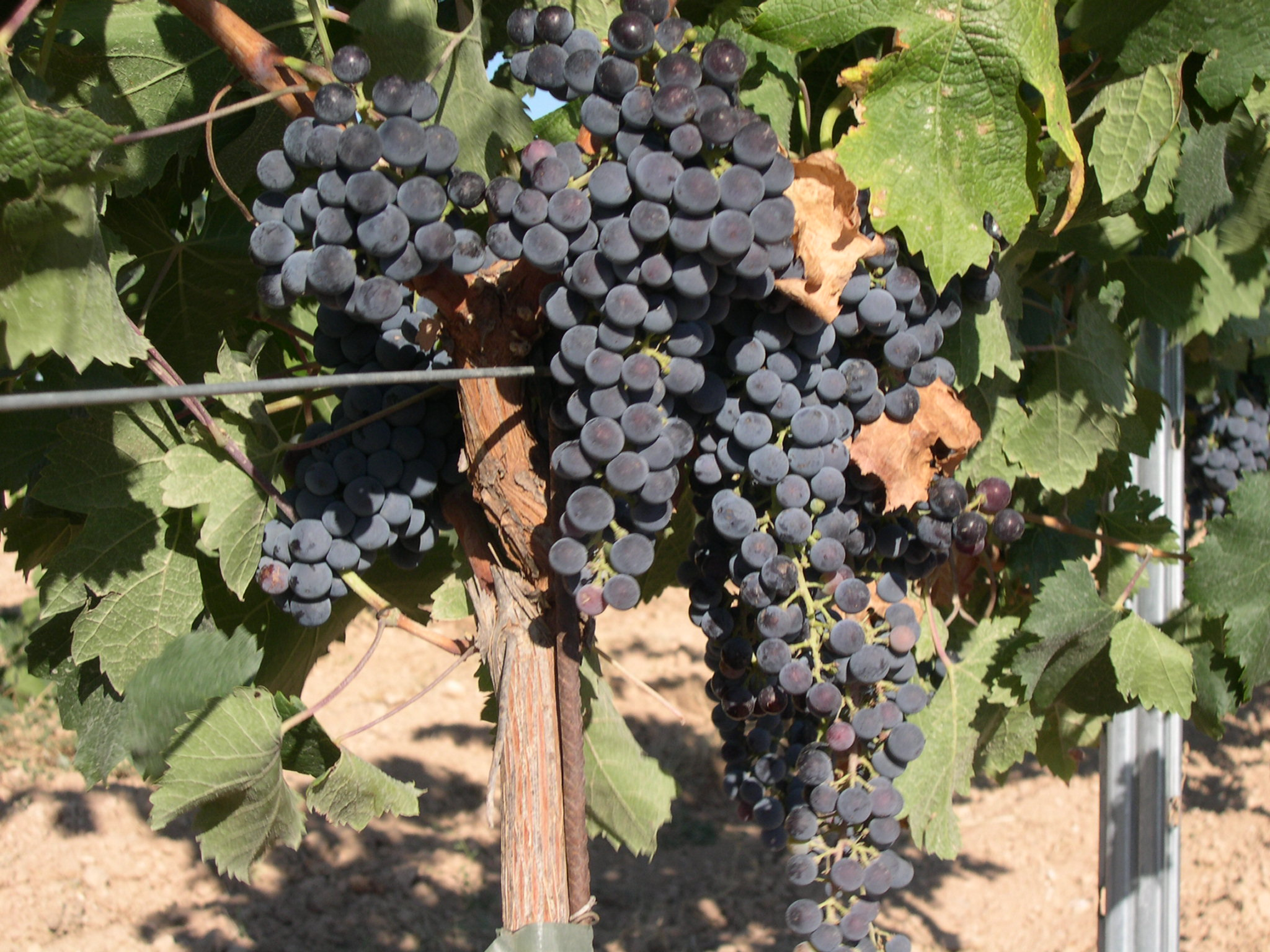
Grappes et feuilles de merlot.
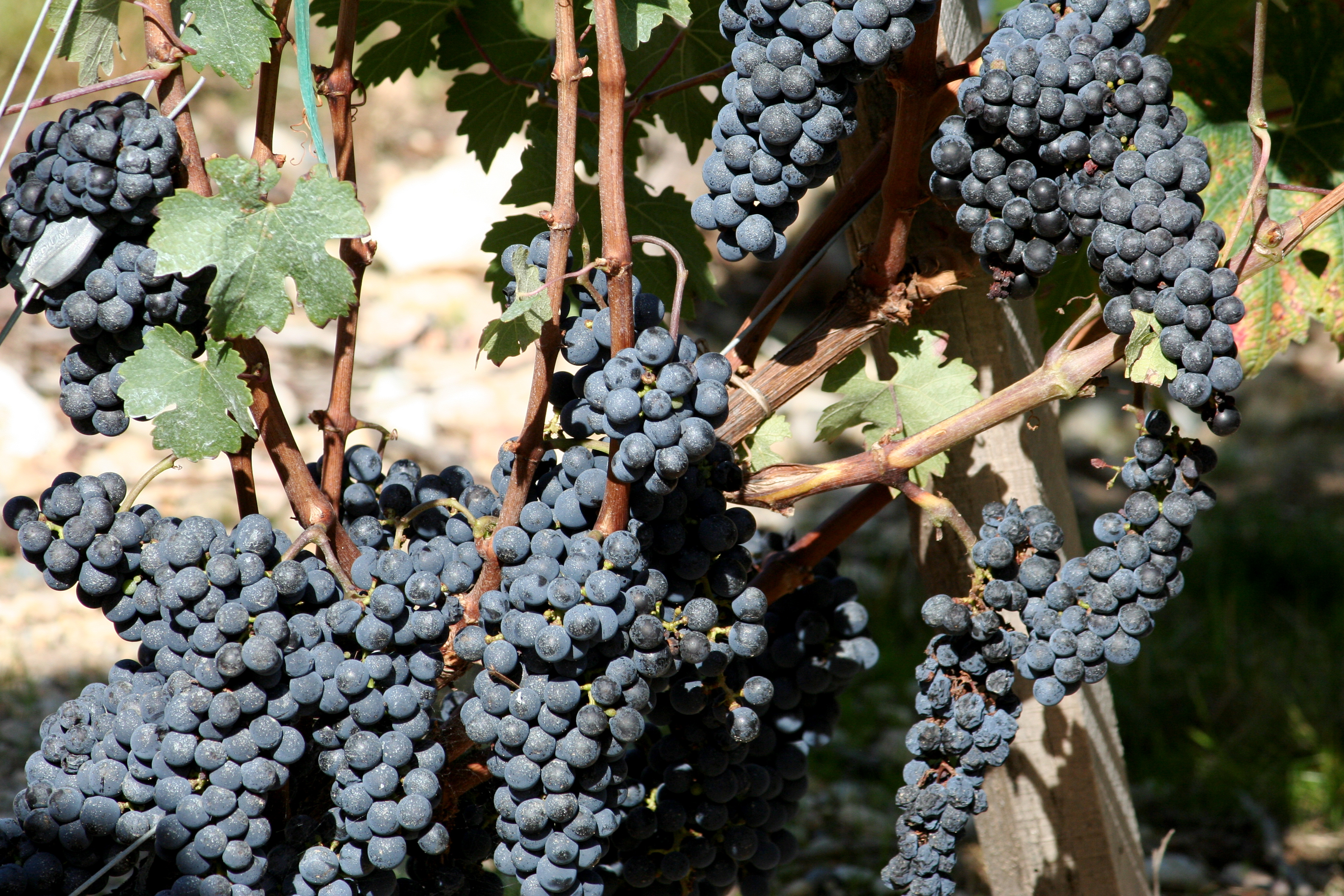
Grappes et feuilles de cabernet sauvignon.
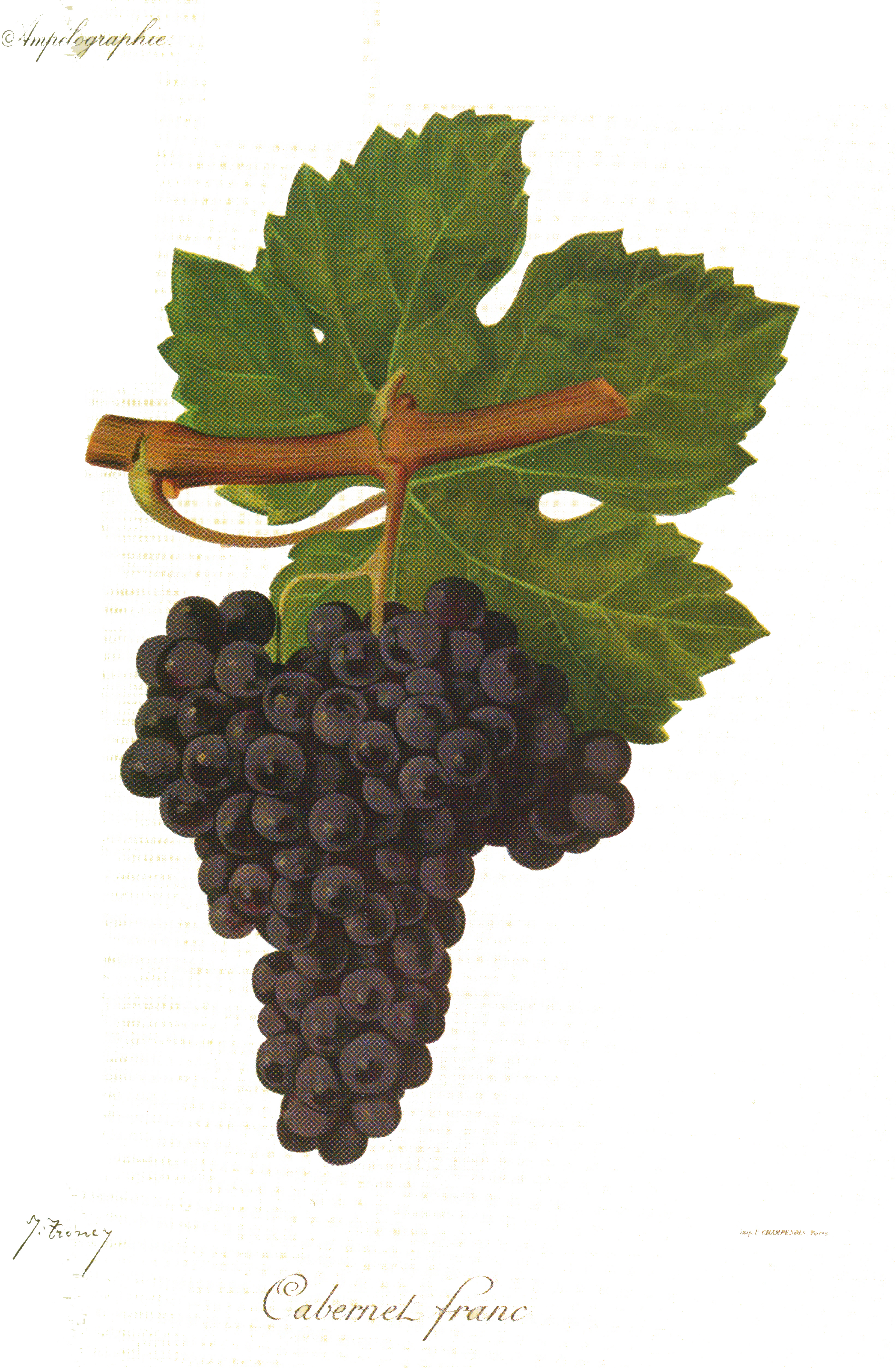
Grappe et feuille de cabernet franc.
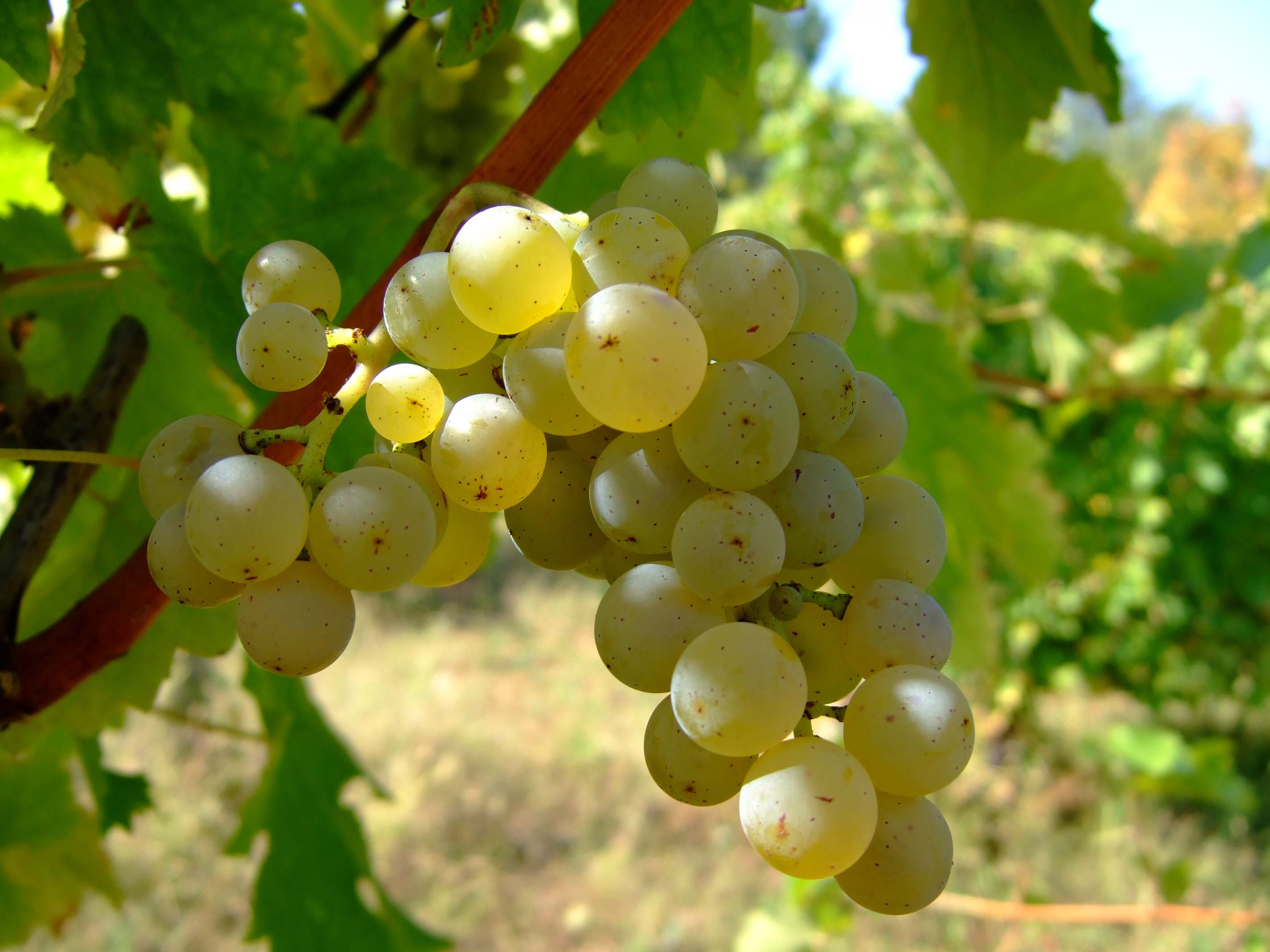
Grappe de sauvignon.
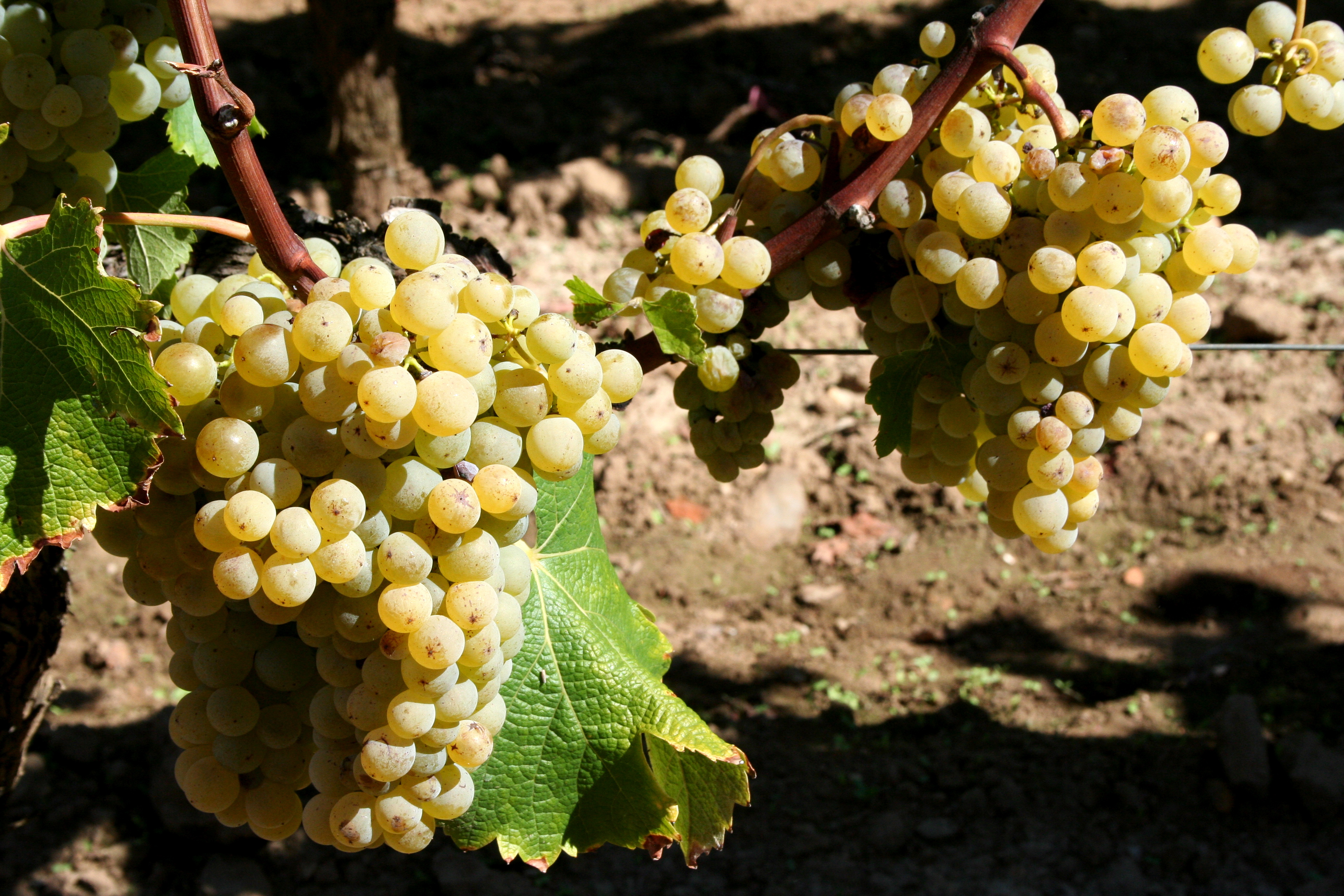
Grappes de sémillon.

### Travail de la vigne

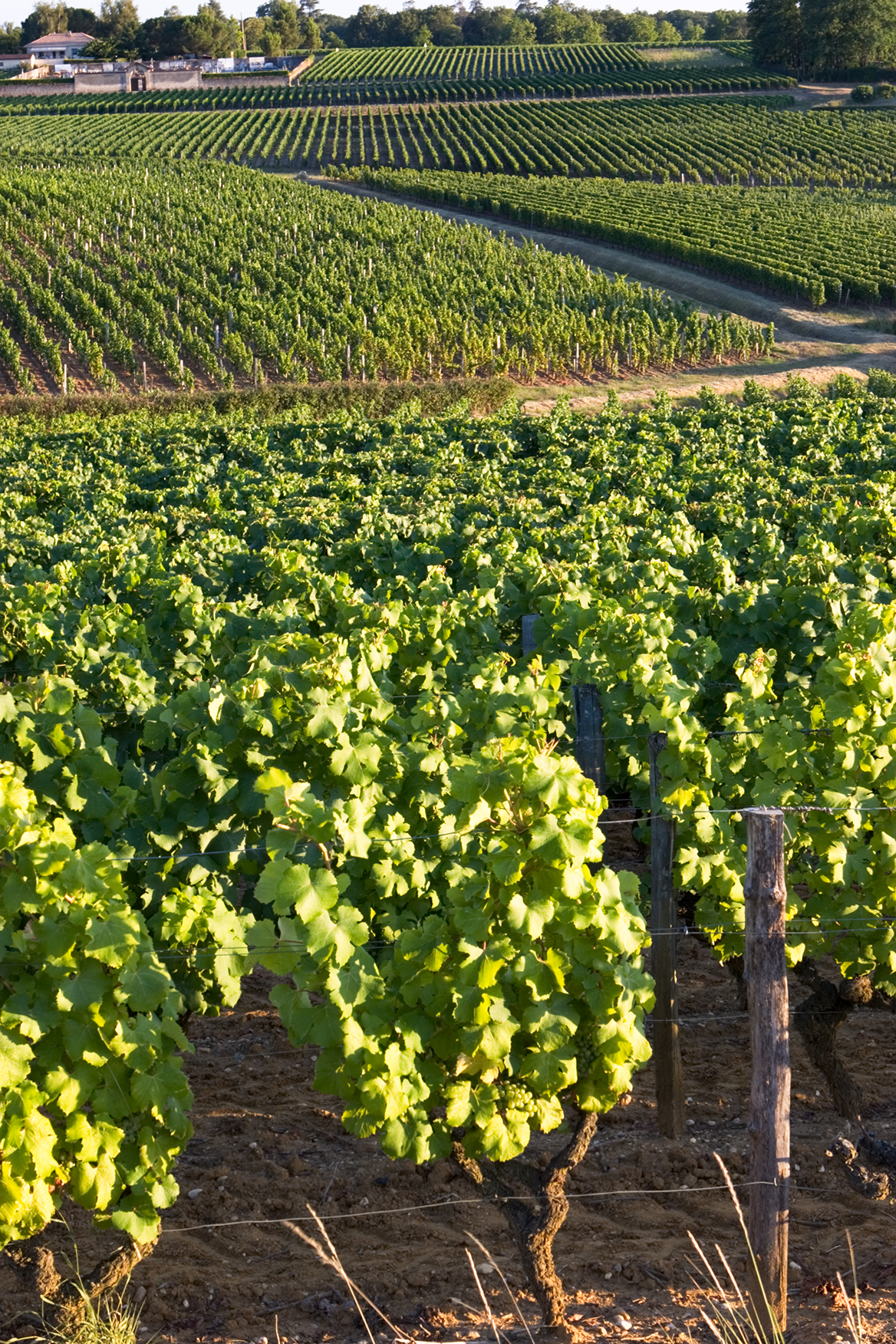
Vignes serrées à Sauternes.

Les vignes bordelaises sont conduites en rangs (appelé localement « règes ») palissés, avec une densité de ceps à l'hectare très variable. Les cahiers des charges des différentes appellations les limitent en minimum à :
- 4 000 pieds par hectare pour les appellations bordeaux et crémant de Bordeaux ;
- 4 500 pieds par hectare pour les appellations bordeaux-supérieur, côtes-de-bordeaux, côtes-de-bourg, graves-de-vayres, cadillac, côtes-de-bordeaux-saint-macaire, premières-côtes-de-bordeaux et entre-deux-mers ;
- 5 000 pieds par hectare pour les appellations graves, graves-supérieures, cérons, sainte-croix-du-mont, loupiac, médoc, fronsac et canon-fronsac ;
- 5 500 pieds par hectare pour les appellations saint-émilion grand cru, pomerol, montagne-saint-émilion, lussac-saint-émilion, saint-georges-saint-émilion, puisseguin-saint-émilion et lalande-de-pomerol ;
- 6 000 pieds par hectare pour l'appellation blaye ;
- 6 500 pieds par hectare pour les appellations sauternes, barsac, pessac-léognan et haut-médoc ;
- 7 000 pieds par hectare pour les appellations pauillac, margaux, saint-estèphe, saint-julien, moulis-en-médoc et listrac-médoc.

Ces chiffres correspondent aux limites imposées théoriquement depuis 2011, mais il y a des mesures dérogatoires pour les vignes plus anciennes, notamment dans l'AOC bordeaux pour les parcelles plantées avant août 2008 qui ont le droit d'avoir une densité de 3 300 pieds par hectare. Les densités élevées entrainent une diminution de la récolte par pied (ce qui est favorable à la maturité du raisin) et oblige la vignes à enfouir profondément ses racines (ce qui est favorable pour résister à la sécheresse) ; mais les densités élevées augmentent les frais de plantations, de culture et de vendange, favorisant en plus la propagation des maladies. D'un autre côté des densités faibles facilitent le passage des machines agricoles. Les records sont d'environ 10 000 pieds par hectare dans les crus du Médoc, voire 20 000 pieds pour les « vins de garage ».
Selon les cahiers des charges, la taille de la vigne peut se fait à coursons (dite aussi « à cots », c'est-à-dire en cordon de Royat ou en éventail) ou à longs bois (dite « à astes », appelée aussi en Guyot) pour l'appellation bordeaux. Dans le Médoc est autorisée celle à astes (dite « médocaine »), ou à cots à deux cordons, ou en éventail à quatre bras. Dans le Libournais la taille peut se faire en guyot simple ou double, ou à coursons en cordon de Royat, ou en éventail, ou à longs bois.
Le nombre d'yeux francs est limité par pied, à raison d'un maximum de 18 (merlot, sémillon et muscadelle) ou 20 yeux par pied (cabernets et sauvignon) dans l'appellation bordeaux, qui passent à 12 et 15 rameaux après ébourgeonnage. Les appellations plus rigoureuses limitent les yeux à douze par pied.
Les vignes peuvent être désherbées mécaniquement (labour) ou le plus souvent chimiquement (herbicides) pour réduire l'humidité des rangs de vigne, ou au contraire laissées enherbées malgré le travail supplémentaire que représente la fauche.
Comme pour tous les vignobles en AOC, l'irrigation est interdite du 1er mai à la vendange, mais peut être autorisé du 15 juin au 15 août, pendant la période de végétation de la vigne entre la fermeture de la grappe (quand les grains se touchent au sein de la grappe) et la véraison (quand la grappe commence à changer de couleur), par autorisation de l'INAO. Pour les vignes du Libournais, l'irrigation est autorisée par les cahiers des charges uniquement « en cas de sécheresse persistante et lorsque celle-ci perturbe le bon développement physiologique de la vigne et la bonne maturation du raisin ».
Le vignoble bordelais étant particulièrement plat, les machines (telles que les enjambeurs) sont largement utilisées pour le labour, le désherbage, le rognage et les nombreux traitements par produits chimiques.
Pour faciliter la maturation des baies les années humides, limiter le développement des maladies cryptogamiques ou réduire les rendements, les viticulteurs peuvent épamprer, effeuiller ou vendanger en vert.
Pour les appellations produisant des vins liquoreux (appellations barsac, cadillac, cérons, loupiac, sainte-croix-du-mont et sauternes), les viticulteurs laissent les raisins « rôtir » (expression locale désignant les baies desséchées), c'est-à-dire se faire attaquer par la pourriture noble : le grain se confit, sa pulpe se concentre en sucre et l'action du champignon donne des arômes de fruits confits caractéristiques.

Vignes et raisins
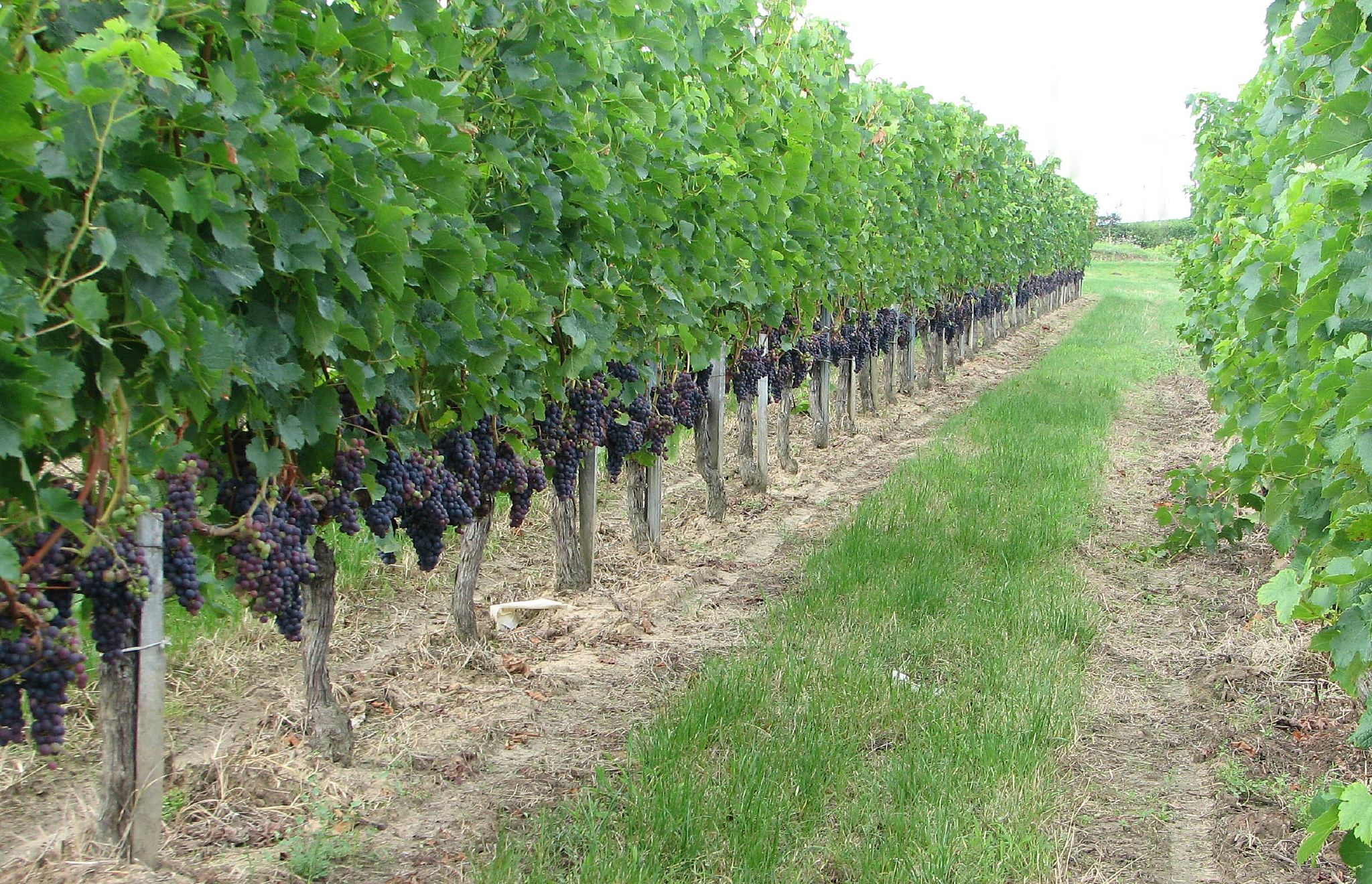
Vignes partiellement enherbées produisant le côtes-de-bourg.
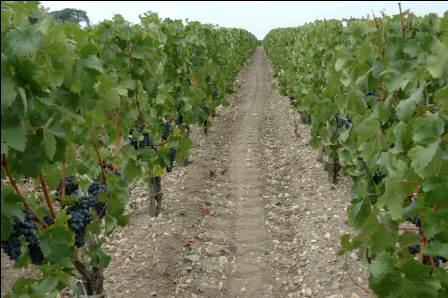
Vignes désherbées produisant le saint-estèphe.
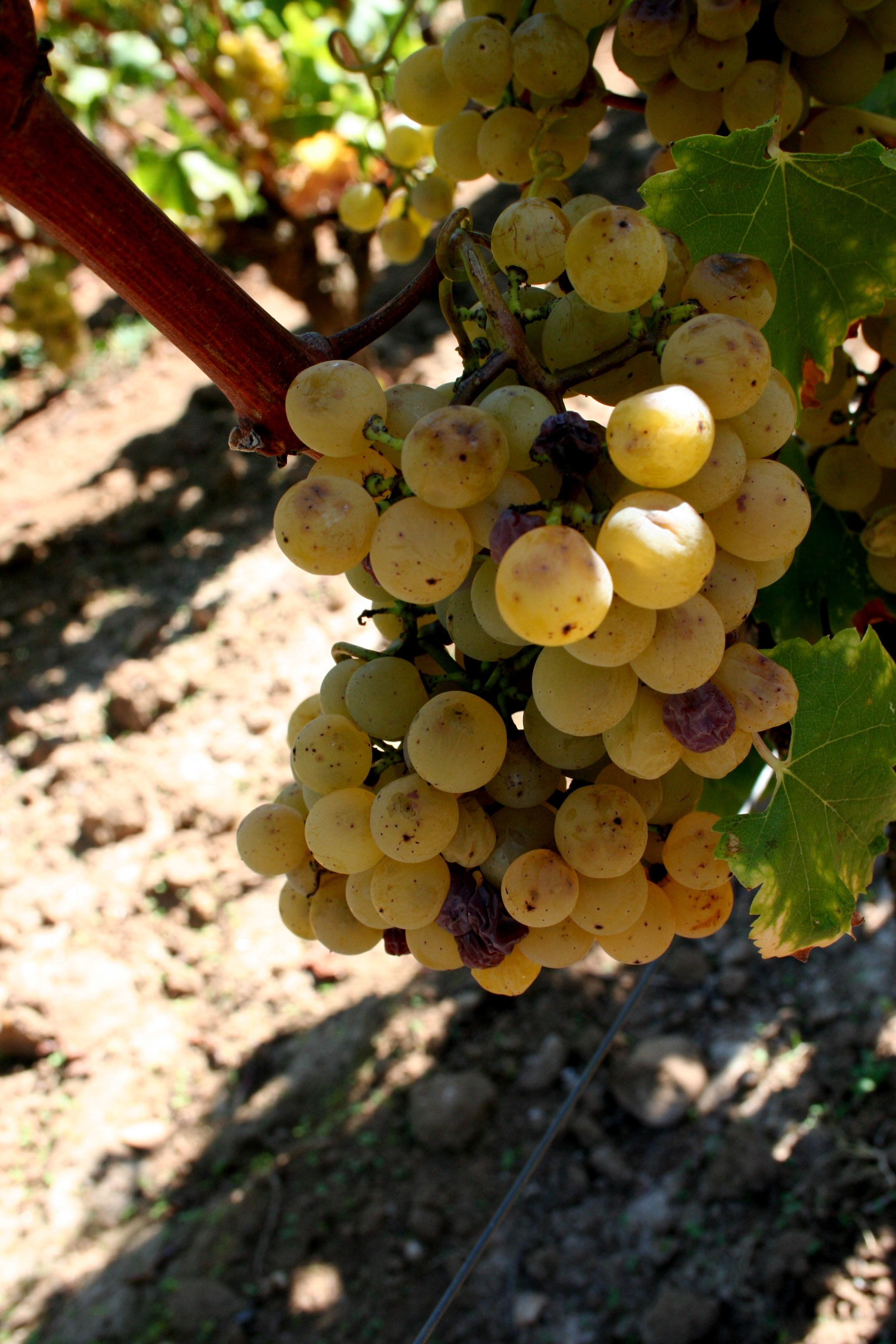
Grappe de sémillon (en septembre), à Barsac.
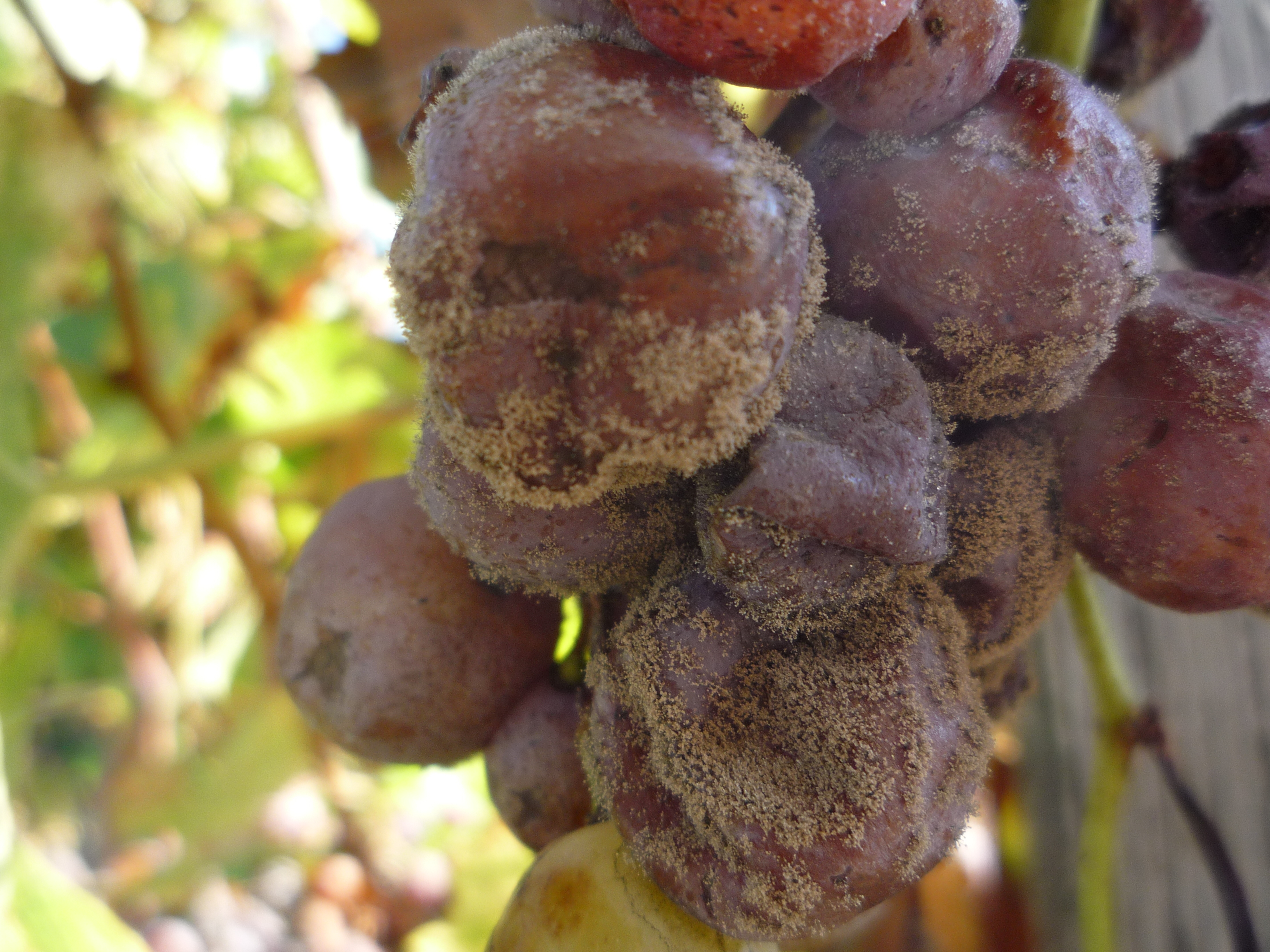
Pourriture noble sur du sémillon (en octobre), à Bommes.

### Vendanges
Les vendanges sont lancées par cépages : d'abord le sauvignon (souvent à la fin d'août, notamment pour le crémant), puis le merlot (mi-septembre), ensuite le cabernet franc et le cabernet sauvignon (fin septembre) et enfin le sémillon en dernier (de la fin septembre pour les moelleux jusqu'à octobre ou même novembre pour les liquoreux).
La récolte est faite le plus souvent avec une machine à vendanger, ou manuellement dans les appellations les plus chers, ce qui permet dans ce dernier cas un premier tri dans la parcelle. Le transport jusqu'au chai se fait dans des remorques ou parfois en cagette.
Dans le cas des vins liquoreux, la vendange est faite à la main par tries sélectives c'est-à-dire en plusieurs fois (de trois à six passages dans les vignes), par grappe ou par grain.
Les rendements moyens bordelais sont légèrement inférieurs à la moyenne nationale pour les AOC et varient fortement selon les appellations et les producteurs. Les plus bas rendements sont le fait des sauternes, dont le cahier des charges limite la production à 25 hectolitres par hectare. Le Château d'Yquem annonce lui un rendement moyen de seulement 9 hectolitres par hectare. En rouge, les record sont détenus par les vins de garage (16 hℓ/ha déclarés à La Mondotte (en)).
Les plus hauts rendements autorisés sont pour produire l'AOC crémant de Bordeaux (78 hℓ/ha) et l'IGP atlantique (125 hℓ/ha).
Un rendement faible permet d'obtenir des jus concentrés, tandis qu'un rendement élevé donne un volume important, mais délayé. Les cahiers des charges fournissent des limites maximum à ne pas dépasser pour que la production soit acceptée en AOC, plus strictes dans les appellations réputées, ces plafonds pouvant être ajustés annuellement en utilisant le système de rendement moyen décennal (RMD).
La vendange 2010 a permis de produire 5 983 000 hectolitres de vin. La vendange 2013 a représenté 3,8 millions d'hectolitres, en baisse par rapport aux années précédentes. En 2023, la récolte a été de 4 331 000 hl ; en 2024, de 3 792 000 hl.
| 2000 | 2001 | 2002 | 2003 | 2004 | 2005 | 2006 | 2007 | 2008 | 2009 | 2010 | 2013 | 2019-2023 | 2023 | 2024 |
| ---- | ---- | ---- | ---- | ---- | ---- | ---- | ---- | ---- | ---- | ---- | ---- | --------- | ---- | ---- |
| 58,8 | 56,1 | 47,6 | 45,8 | 55,1 | 48,6 | 48,6 | 47,3 | 40,3 | 48,9 | 49,3 | 34   | 42        | 39   | 34   |

| Rendements et rendements butoir | Appellations                                                                                                | Rendements et rendements butoir | Appellations |
| ------------------------------- | --- | ------------------------------- | --- |
| 125                             | IGP atlantique                                                                                              | 54 à 65                         | côtes-de-bourg rouges |
| 72 à 78                         | crémant de Bordeaux                                                                                         | 54 à 60                         | pessac-léognan |
| 67 à 77                         | bordeaux blancs                                                                                             | 53 à 65                         | saint-émilion, montagne-saint-émilion, lussac-saint-émilion, puisseguin-saint-émilion, saint-georges-saint-émilion, lalande-de-pomerol, graves-de-vayres rouges, fronsac et canon-fronsac |
| 65 à 75                         | entre-deux-mers                                                                                             | 50 à 65                         | sainte-foy-côtes-de-bordeaux rouge |
| 62 à 72                         | bordeaux rosés, côtes-de-bordeaux blancs, blaye-côtes-de-bordeaux blancs et francs-côtes-de-bordeaux blancs | 52 à 65                         | côtes-de-bordeaux dénominations (blaye, cadillac, castillon et francs) rouges |
| 60 à 72                         | côtes-de-bourg blancs et sainte-foy-côtes-de-bordeaux blancs                                                | 49 à 60                         | pomerol et bordeaux-supérieur rouges |
| 60 à 68                         | bordeaux rouge                                                                                              | 48 à 60                         | blaye |
| 59 à 66                         | bordeaux-supérieur blanc                                                                                    | 46 à 55                         | saint-émilion grand cru |
| 58 à 68                         | graves blancs                                                                                               | 45 à 55                         | côtes-de-bordeaux-saint-macaire moelleux, sainte-foy-côtes-de-bordeaux moelleux et premières-côtes-de-bordeaux                                                                            |
| 57 à 63                         | pauillac, margaux, saint-estèphe, saint-julien, moulis-en-médoc et listrac-médoc                            | 40 à 48                         | graves-supérieures |
| 55 à 72                         | graves-de-vayres blancs                                                                                     | 40 à 44                         | cérons, sainte-croix-du-mont et loupiac |
| 55 à 65                         | côtes-de-bordeaux rouges, haut-médoc, médoc, graves rouges                                                  | 37 à 40                         | cadillac, côtes-de-bordeaux-saint-macaire liquoreux, sainte-foy-côtes-de-bordeaux liquoreux et francs-côtes-de-bordeaux liquoreux                                                         |
| 55 à 60                         | côtes-de-bordeaux-saint-macaire blanc                                                                       | 25 à 28                         | sauternes et barsac |

## Vins

### Vinification

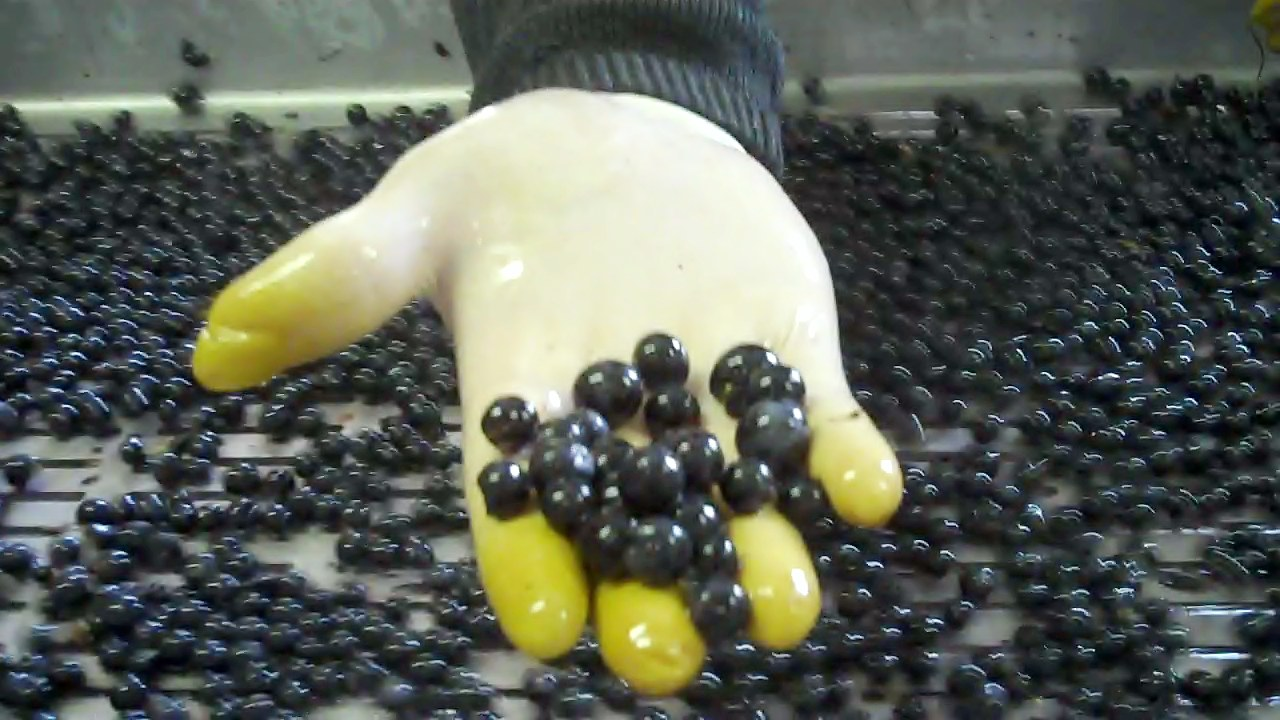
Passage sur la table de tri des baies de merlot au Château Kirwan (appellation margaux).

À l'arrivée au chai, les grappes de raisin sont éraflées (plusieurs producteurs les laissent pour donner plus d'acidité et de tanin à leurs vins rouges), puis passent par des tables de tri, ce qui permet d'enlever les baies pourries ou insuffisamment mûres, les feuilles mortes, les pétioles ou encore les insectes.
Les vins rouges sont faits à partir de cépages noirs : essentiellement à Bordeaux du merlot, du cabernet sauvignon et du cabernet franc. Les rouges sont obtenus en faisant macérer et fermenter pendant quinze à trente jours des baies de raisin seulement foulées : le jus s'imprègne ainsi des tanins (polyphénols) et des pigments (anthocyanes) présents dans les peaux. Les cuves utilisées peuvent être en acier inox, en ciment, en résine époxy ou en bois, souvent thermorégulées (la fermentation alcoolique fait chauffer le moût : elle se produit autour de 28 à 29 °C, mais peut s'arrêter au-delà de 32 °C, d'où le besoin de refroidir les cuves) ; le maître de chai peut procéder à des remontages (en arrosant le chapeau avec le jus pompé dessous), bâtonnage ou délestages pour renforcer la couleur et le goût. On ne presse que le marc restant après le décuvage ; une partie du vin de presse peut être ajouté au vin de goutte pour amener de la complexité. Juste après a lieu la fermentation malolactique, qui est une opération de désacidification.
Les bordeaux rosés sont obtenus avec les mêmes cépages bordelais que pour faire du rouge, soit en soutirant d'une cuve en train de macérer une partie du jus (ce qui concentrera le vin rouge de cette cuve) avant qu'il devienne trop teinté (dit « rosé de saignée »), soit en laissant macérer le jus avec les peaux seulement quelques heures (le résultat est alors appelé « rosé de cuve » ou de macération).
Les vins blancs secs bordelais sont faits avec des cépages blancs, principalement avec du sauvignon et du sémillon. Le vin blanc est obtenu en pressant les grappes de raisin le plus tôt possible, pour éviter que les peaux de raisin ne colorent le jus, en ne les laissant que quelques heures en macération pelliculaire (la macération permet l'extraction des arômes). Le moût ainsi obtenu doit être débourbé (clarifié en le débarrassant de ses bourbes) avant la fermentation. La fermentation alcoolique se poursuit jusqu'à épuisement des sucres pour obtenir un vin sec ; la fermentation malolactique est peu employée, réduisant trop l'acidité.
La fabrication des vins effervescents bordelais (appellation crémant de Bordeaux depuis 1990, auparavant bordeaux mousseux) se fait à l'imitation des champagnes (on appelle ça la « méthode traditionnelle » pour éviter le terme de « champenoise ») : d'abord le jus de raisin est vinifié en blanc ou en rosé sans passer par la fermentation malolactique, puis les producteurs mettent en bouteille en ajoutant des levures et un peu de sucre (mélange appelé « liqueur de tirage ») pour déclencher une seconde fermentation, appelée prise de mousse. Cette fermentation en bouteille durant au minimum neuf mois transforme le sucre en alcool et en gaz carbonique qui reste dissous dans le vin (en surpression d'au moins 3,5 bars) jusqu'au débouchage de la bouteille, rendant le vin mousseux quand il est servi. Ensuite les bouteilles sont dégorgées (débouchées pour chasser le dépôt), on y ajoute avant de reboucher la liqueur d'expédition (dose de vin et de sucre), le dosage se faisant en fonction du produit final recherché : brut (moins de 15 grammes de sucre par litre de vin), sec (17 à 35 g/ℓ), demi-sec (33 à 50 g/ℓ) ou doux (plus de 50 g/ℓ).

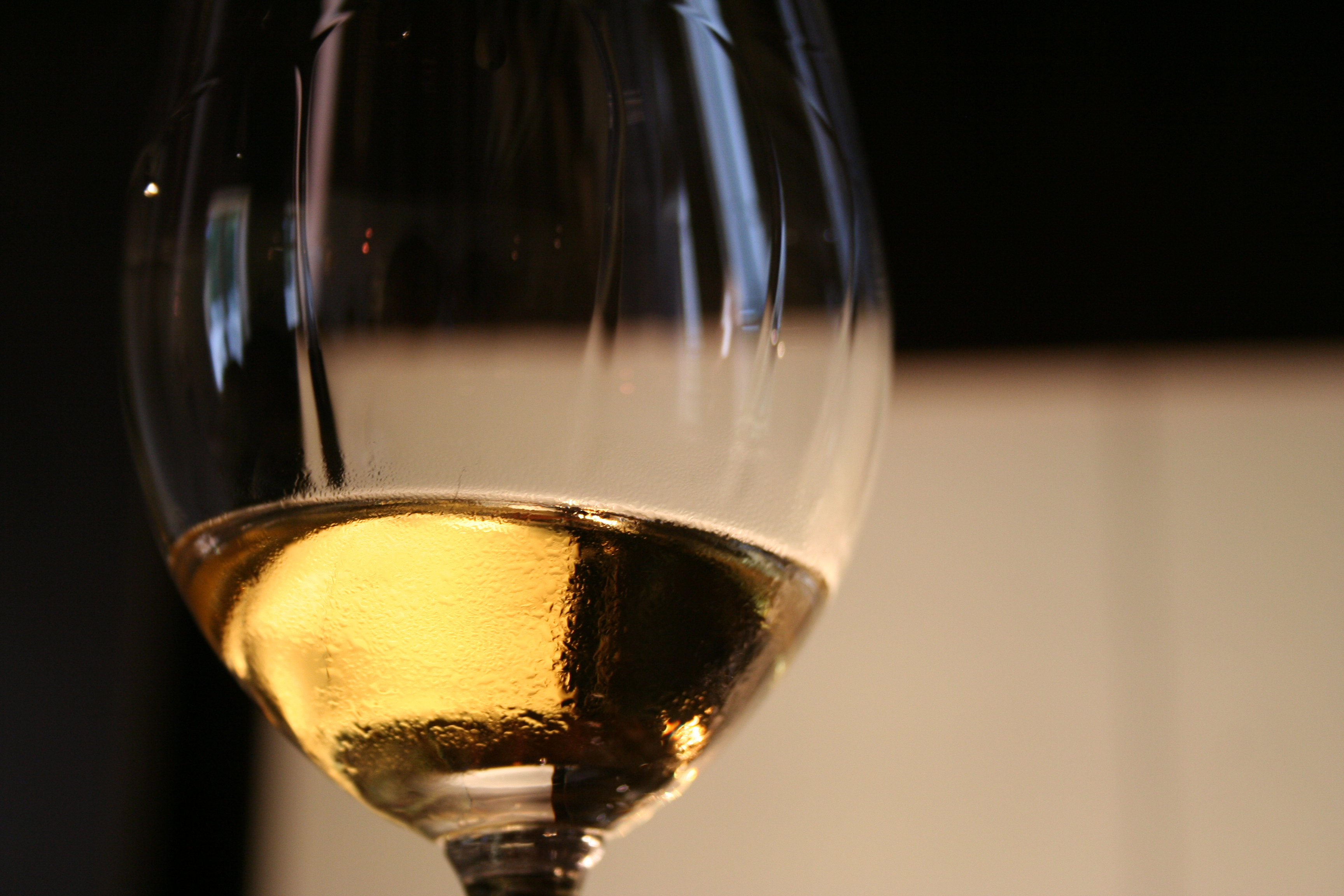
Un verre de vin liquoreux, le résultat du travail de la pourriture noble au Château d'Yquem (appellation sauternes).

Les vins blancs moelleux sont obtenus en laissant sur-mûrir les grappes de raisin (on attend quelques semaines de plus avant de vendanger), tandis que pour les vins liquoreux les baies ne sont récoltées qu'une fois atteintes par la pourriture noble (due au champignon botrytis cinerea) ce qui concentre les sucres dans ce qui reste des baies et donne donc des vins très sucrés et alcoolisés.
Le pressurage des récoltes atteintes par la pourriture est délicat car le jus est visqueux, dégageant un nuage de spores. La vinification se poursuit comme pour tous les vins blancs, mais avec beaucoup plus de sucre. les levures se nourrissent du sucre et produisent de l'alcool, un déchet pour elles : lorsque la fermentation dépasse le titre alcoométrique de 14 à 16 % vol., les levures s'auto-empoisonnent. La fermentation cesse en conservant des sucres résiduels. Pour des raisons de commodité de travail au chai et de maîtrise de la quantité de sucres résiduels, le vinificateur peut provoquer la fin de la fermentation alcoolique ; il dispose d'installation de réfrigération (anesthésiant puis tuant les levures), de systèmes de filtration (ôtant les levures du vin) ou du dioxyde de soufre (tuant les levures).
Des techniques parfois onéreuses peuvent être employées pour améliorer le vin obtenu, plus ou moins encadrées par la législation, comme :
- l'acidification quand le moût manque d'acidité pour équilibrer l'alcool en termes de goût (le vinificateur peut ajouter de l'acide tartrique ou de l'acide citrique, ce qui est parfois utile les années chaudes) ;
- la chaptalisation quand le moût manque d'assez de sucre pour faire de l'alcool (on ajoute du sucre de betterave ou de canne, utile lors des années humides) ;
- le levurage pour remplacer par des levures sélectionnées et cultivées celles présentes dans la pruine du raisin (ce qui permet de contrôler les arômes) ;
- l'osmose inverse qui réduit la quantité d'eau dans le vin (le rendant plus concentré ; la limite autorisée est de 15 %) ;
- le collage pour clarifier en enlever les particules en suspension (avec du blanc d'œuf[N 6], de l'ichtyocolle, de la caséine, du kaolin ou de la bentonite) ;
- la stabilisation tartrique pour éviter la précipitation ultérieure du tartre (avec de l'acide métatartrique ou des gommes de cellulose) ;
- le sulfitage par ajout de dioxyde de soufre (le SO2 a des propriétés antiseptiques et antioxydantes) ;
- le microbullage (micro-oxygénation) et le cliquage (macro-oxygénation) qui oxydent légèrement le vin (lui permettant d'évoluer un peu plus rapidement et donc d'être plus vite consommable) ;
- la thermolisation ou la flash pasteurisation qui élimine la majeure partie des bactéries présentes dans le vin, juste avant l'embouteillage ; etc.

Divers cuviers
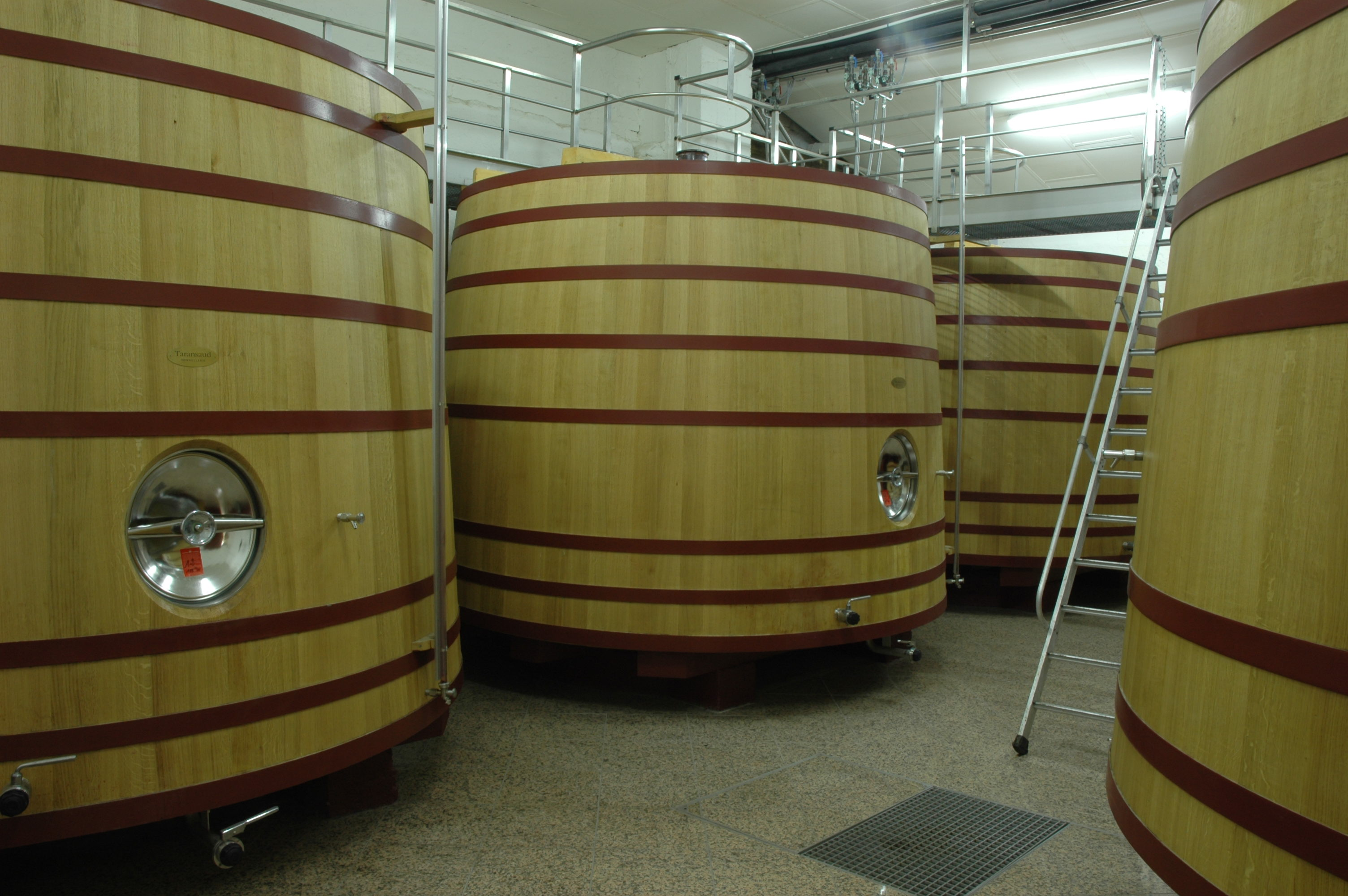
Cuvier bois du Château Haut-Marbuzet (appellation saint-estèphe).
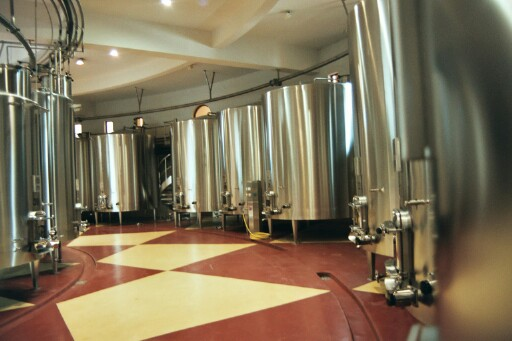
Cuverie en inox du Château Pichon-Longueville (AOC pauillac).
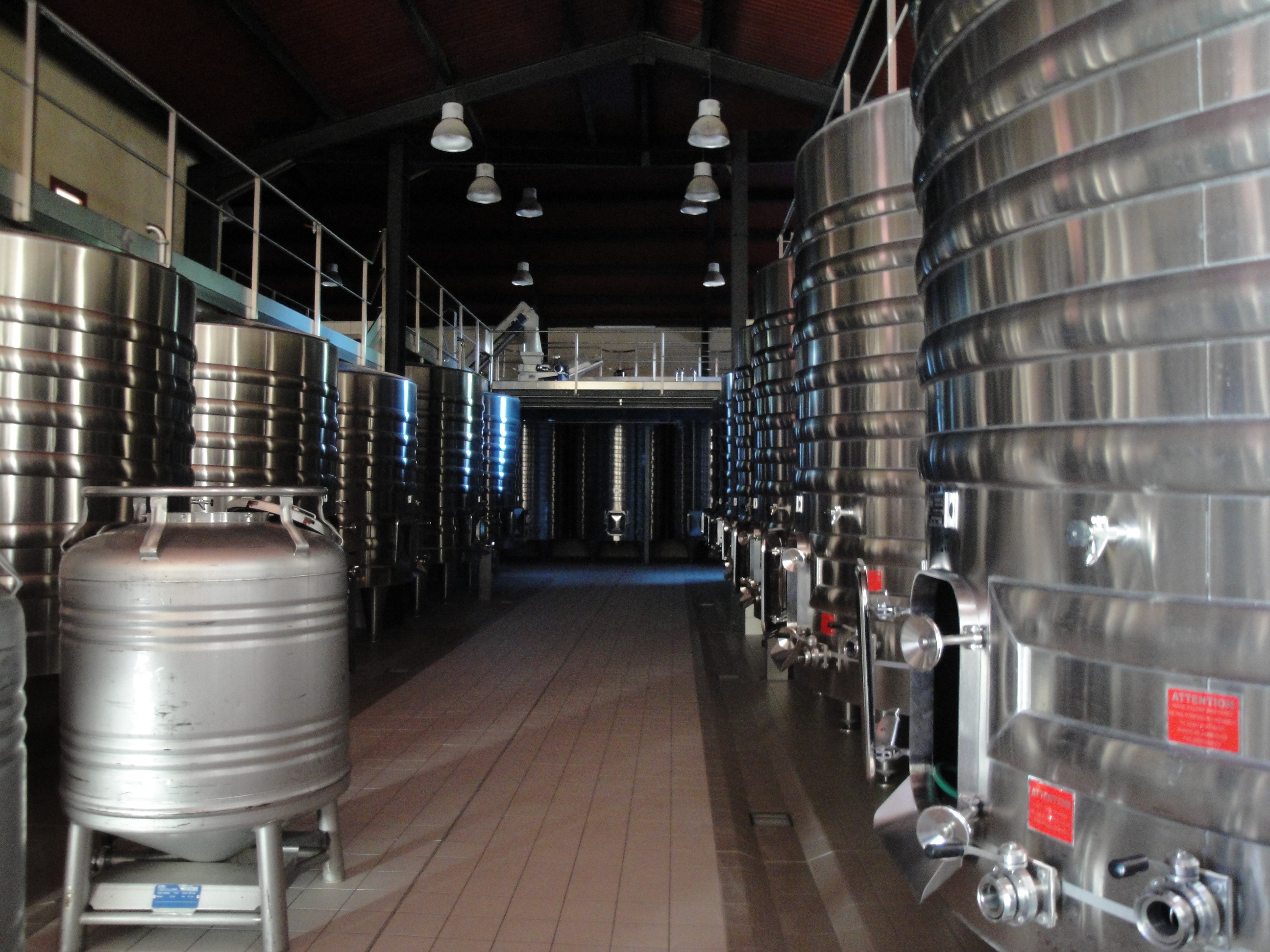
Cuves inox thermo-régulées du Château La Louvière (AOC pessac-léognan).

### Élevage

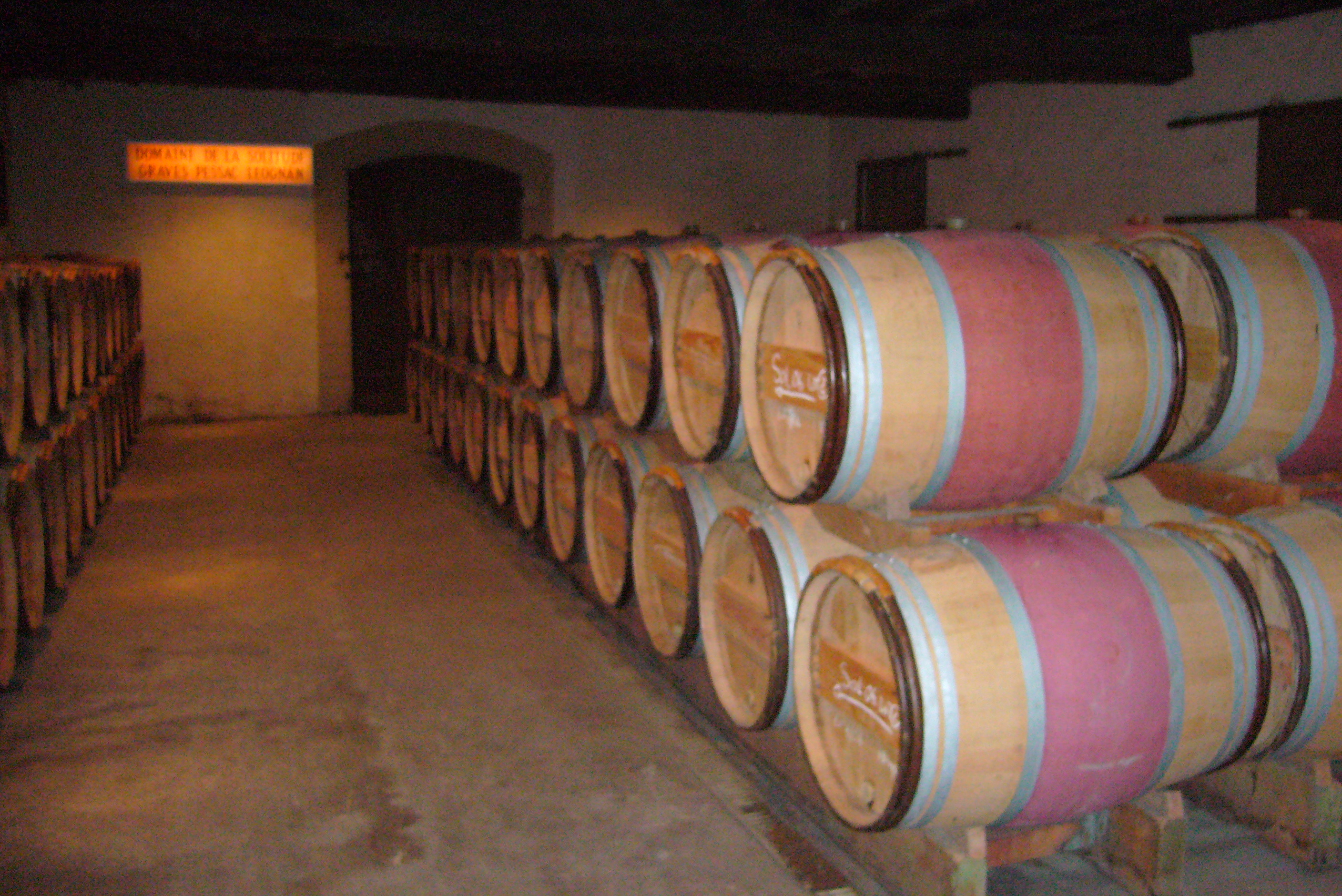
Chai de vieillissement en barrique au domaine de la Solitude (appellation pessac-léognan).

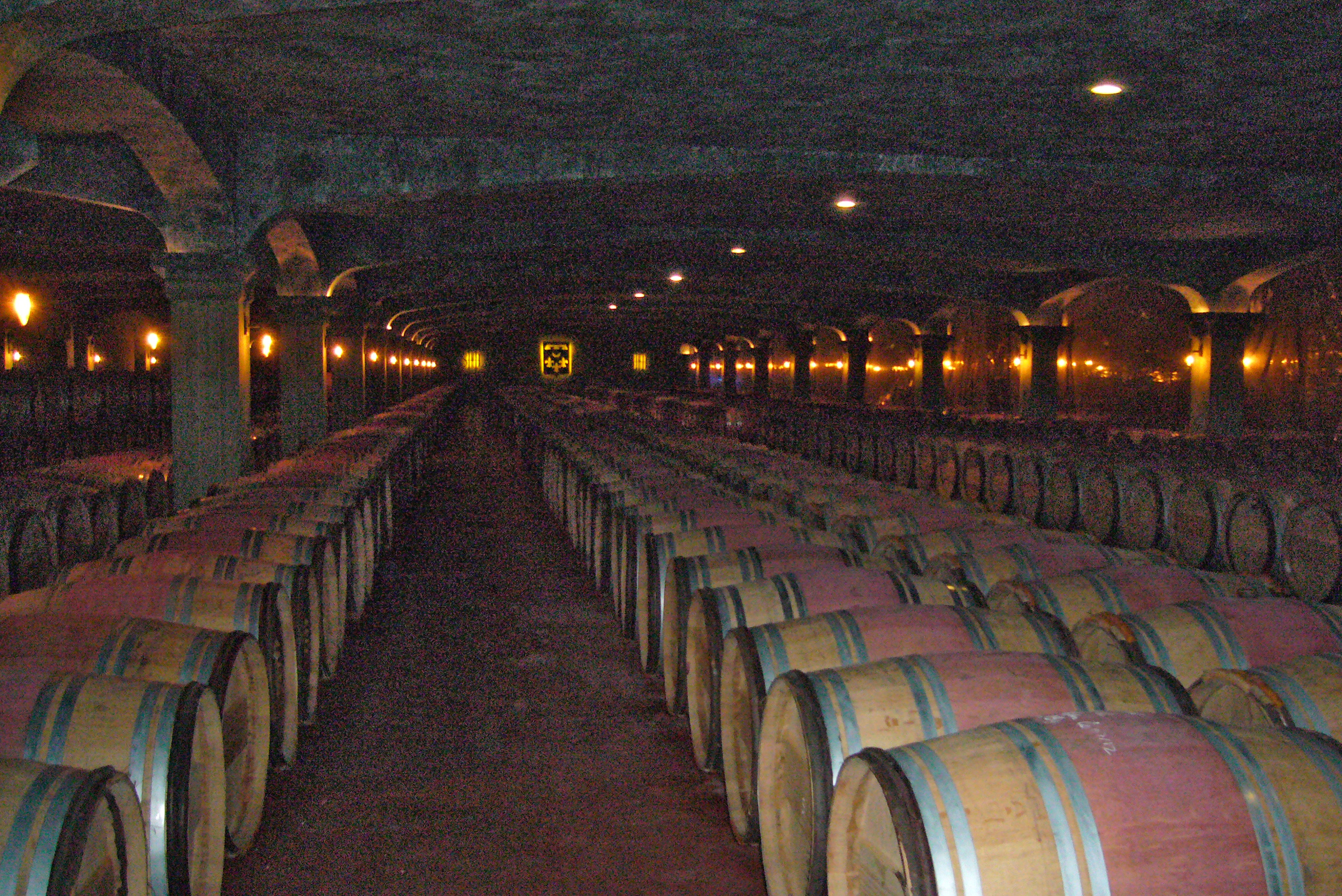
Cave du Château Smith Haut Lafitte (appellation pessac-léognan).

L'élevage du vin comporte notamment l'assemblage. L'essentiel des bordeaux sont le fruit d'un assemblage de plusieurs cépages, par exemple pour les rouges entre le cabernet sauvignon, le cabernet franc et le merlot, ou pour les liquoreux entre le sémillon, le sauvignon et la muscadelle, chaque cépage apportant une qualité à l'ensemble.
La proportion des différents cépages, voire des différentes parcelles, peut varier, de nombreux domaines faisant d'abord des analyses, des essais en éprouvette et des dégustations comparatives. Quelques producteurs font tout ou partie de leur vin en mono-cépage, comme dans l'appellation pomerol avec uniquement du merlot, ou dans le cas de plusieurs bordeaux blanc avec que du sauvignon.
Les producteurs peuvent aussi faire le choix de vinifier en différentes cuvées selon l'âge des vignes, la qualité des parcelles ou bien l'état de la récolte, ce qui fait qu'une partie des châteaux produit deux types de vin : un « premier vin » (ou « grand vin »), fait avec les vieilles vignes des meilleures parcelles, après une sélection sévère des grappes, et un « second vin » avec les pieds venant d'entrer en production, les parcelles les moins intéressantes et la partie de la vendange un peu moins mûre.
Une fois l'assemblage fait, le vin peut être filtré. L'élevage se fait après soit en cuve, soit en barrique, la mise en bouteille (ou la livraison en vrac) n'intervenant que plusieurs mois plus tard.
Le passage en barriques (de 225 litres, à ne pas confondre avec le tonneau de 900 litres qui est une unité de mesure) est courant pour les vins rouges et pour certains vins blancs (notamment les graves et les liquoreux) ; les fûts en chêne sont plus ou moins neufs : une barrique neuve donne des arômes boisés, presque vanillés au vin. Ces barriques sont stockées plusieurs mois (les producteurs faisant un élevage en barrique de 18 mois disposent souvent d'un chai de seconde année) et nécessitent un ouillage régulier par le trou de bonde pour éviter une oxydation trop rapide. Plusieurs soutirages réduisent les dépôts de lie au fond des barriques et permettent un oxydation du vin un peu plus rapide qu'uniquement à travers le bois.
Si une partie importante du vin produit dans le département de la Gironde peut être vendu puis consommé rapidement, certaines appellations de la rive gauche nécessitent un long vieillissement, commencé chez le producteur, qui peut parfois durer plusieurs décennies.

### Bouteilles

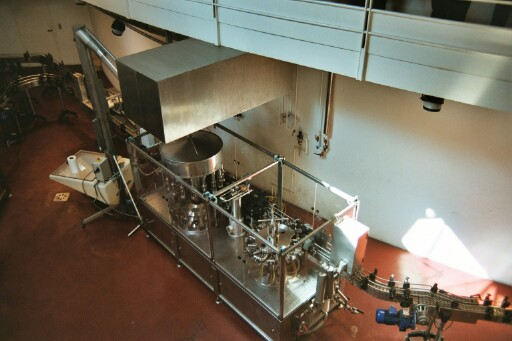
Chaîne d'embouteillage au Château Pichon-Longueville (appellation pauillac).

La mise en bouteille chez le producteur est systématique dans les grands crus et très répandue dans le reste du vignoble.
La forme de bouteille de vin la plus utilisée pour le vin de Bordeaux est la « bordelaise » (appelée aussi « frontignane »), aux flancs droits avec des épaules courtes et plutôt carrées. Pour le crémant de Bordeaux, les producteurs emploient la « champenoise » pour résister à la pression.
Les bouteilles sont d'une part de couleur verte pour les vins rouges (limitant ainsi l'action néfaste de la lumière sur le vin), d'autre part translucide pour les rosés et les blancs (pour profiter au maximum de la couleur du vin et de ses reflets).
La taille de la bouteille affecte le vieillissement : le vin parvient plus vite à maturité dans une petite bouteille et il est de plus longue garde dans une grande. La contenance la plus courante est de 75 cℓ, mais il existe toute une gamme d'autres volumes, avec notamment la demi-bouteille (ou « fillette », de 37 cℓ), le demi-litre (ou « pot », de 50 cℓ), le magnum (150 cℓ soit l'équivalent de deux bordelaises), la marie-jeanne (2,5 litres soit trois bordelaises), le double-magnum (3 litres soit quatre bordelaises), le réhoboam (4,5 litres soit six bordelaises), le jéroboam (5,25 litres soit sept bordelaises), l'impériale (ou mathusalem, 6 litres soit huit bordelaises), le salmanazar (9 litres soit douze bordelaises), le balthazar (12 litres soit seize bordelaises), le nabochodonosor (15 litres soit vingt bordelaises) et le melchior (18 litres, soit vingt-quatre bordelaises). Les noms de ces grands formats sont ceux de personnages bibliques.

Bouteilles bordelaises
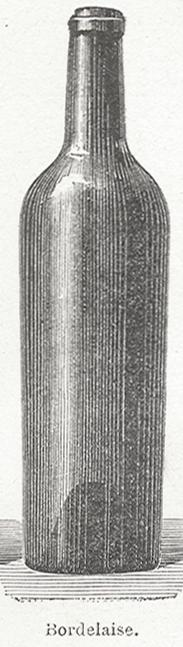
Ancienne forme de bordelaise[67].
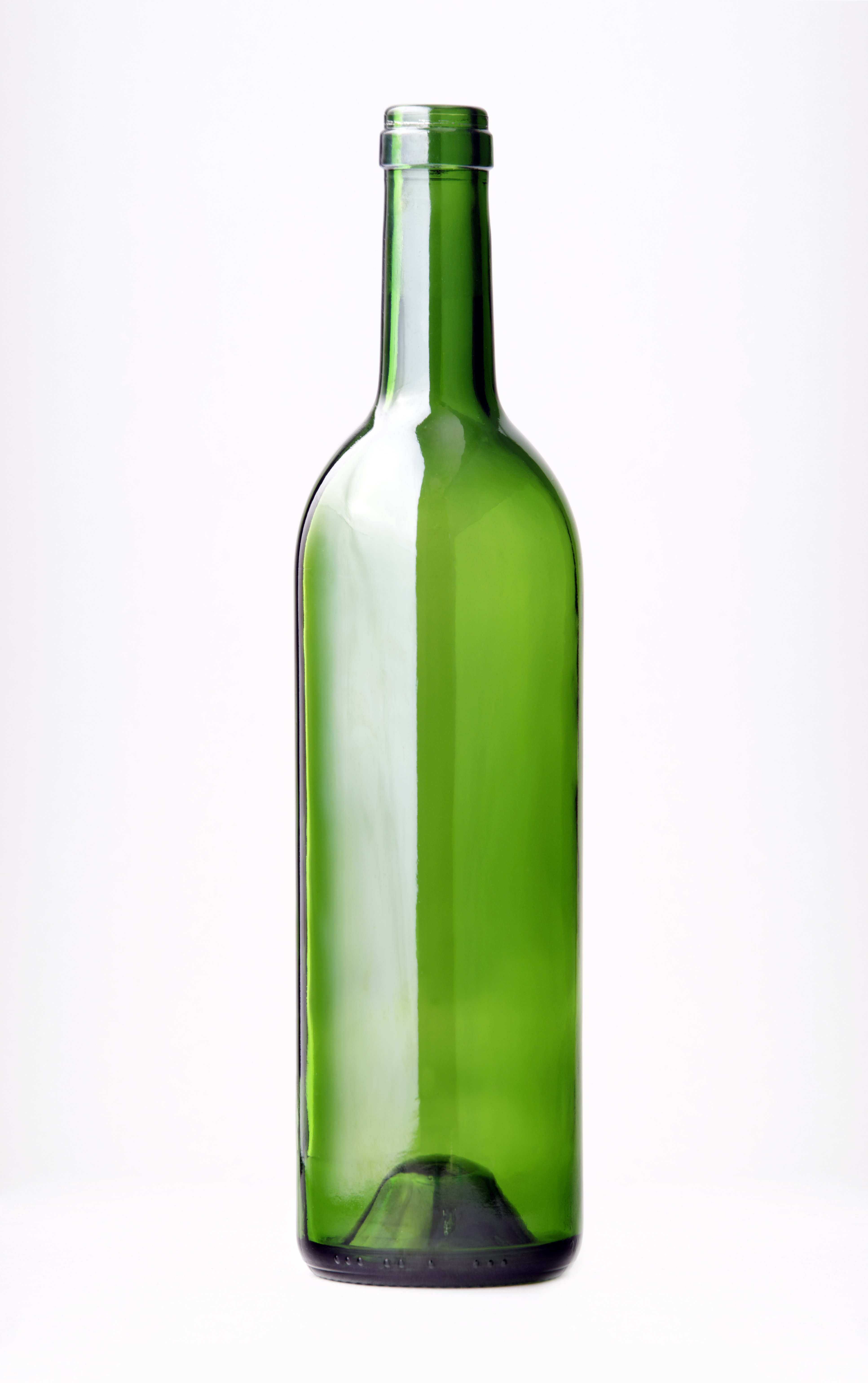
Bouteille bordelaise de couleur verte utilisée pour conserver le vin rouge.
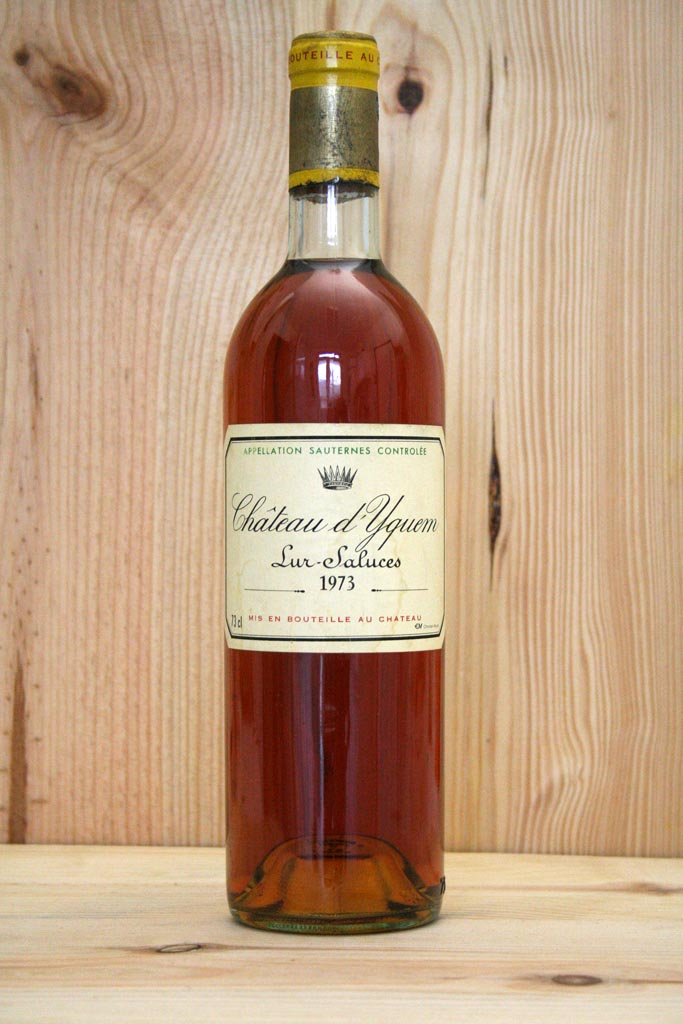
Bouteille translucide permettant de voir la couleur du vin (ici un Château d'Yquem 1973).

La forme droite de la bouteille permet de mettre une seule étiquette indiquant le nom du domaine ou du produit (le plus souvent paré du terme « château »), le nom de l'appellation, le millésime et l'adresse du propriétaire, auxquels s'ajoutent souvent le volume et le titre alcoométrique. L'étiquette du Château d'Yquem a droit à une dérogation, il ne mentionne pas le nom de l'appellation, se limitant à seulement trois lignes : « Château d'Yquem / Lur-Saluces / année ». De même, plusieurs châteaux classés ne mentionnent pas leur rang (surtout les 3e, 4e et 5e rangs). Les mentions « Vin de Bordeaux » ou « Grand vin de Bordeaux » sont autorisées par les différents cahiers des charges.

Styles d'étiquettes
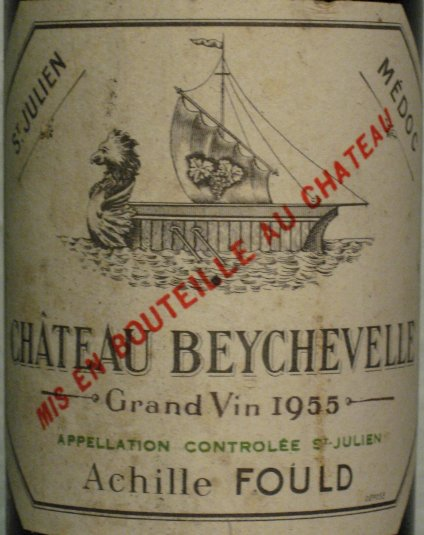
Château Beychevelle (AOC saint-julien, 4e cru classé) : un drakkar rappelle qu'il fut la propriété d'Épernon, amiral de France.
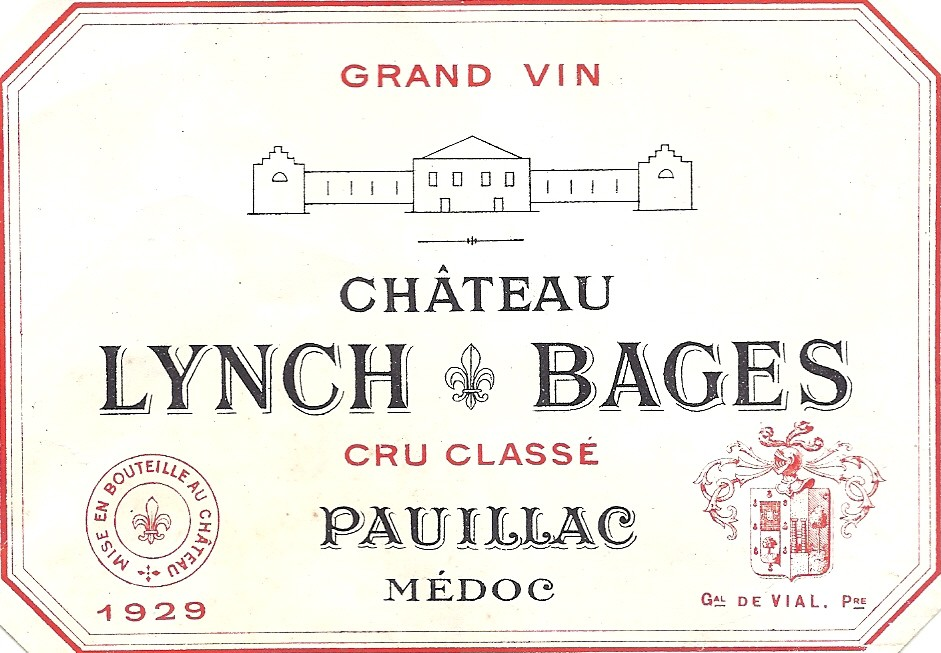
Château Lynch-Bages (AOC pauillac, 5e cru classé) : le château est stylisé.
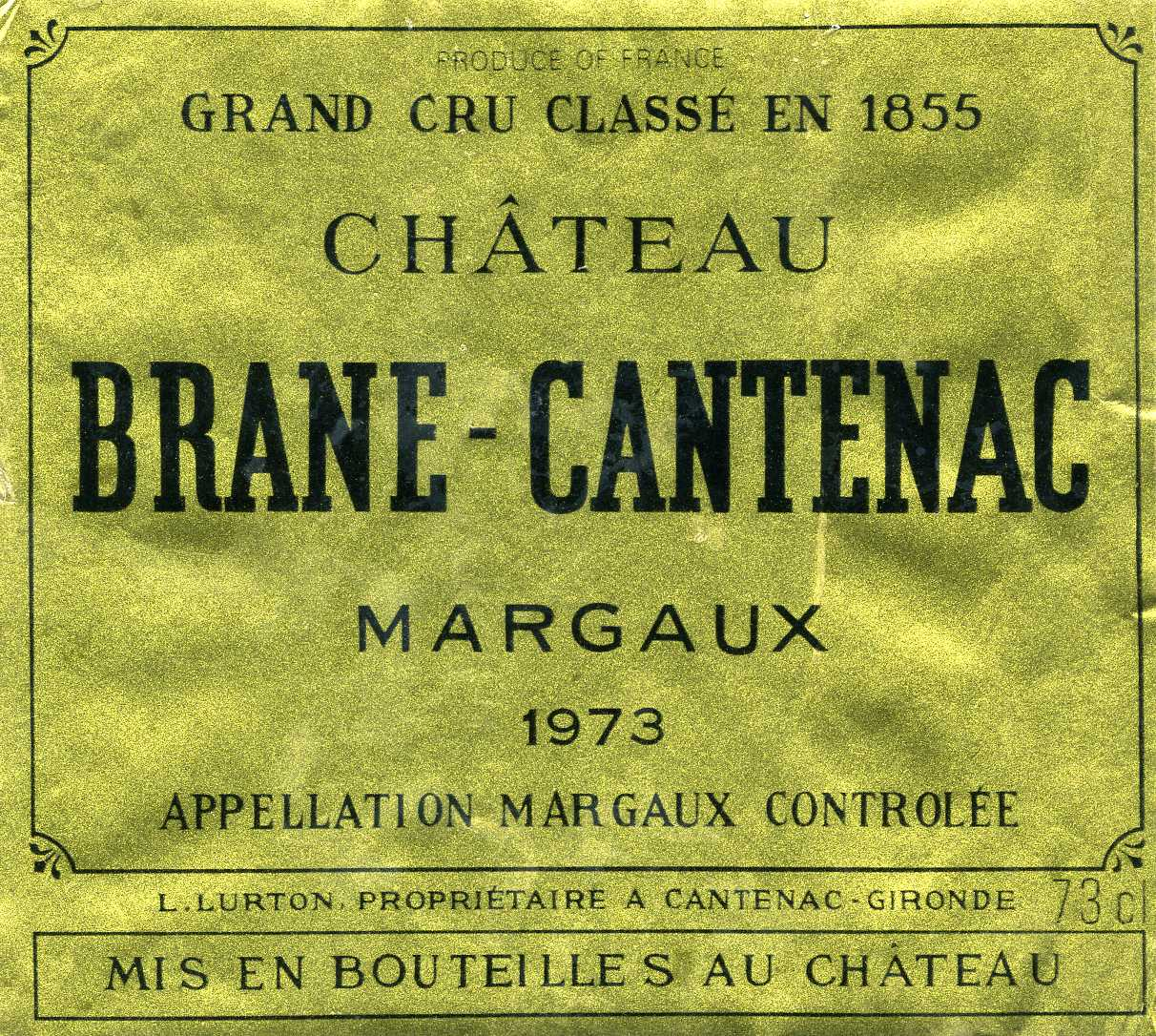
Château Brane-Cantenac (AOC margaux, 2ecru classé) : étiquette de style plus austère.
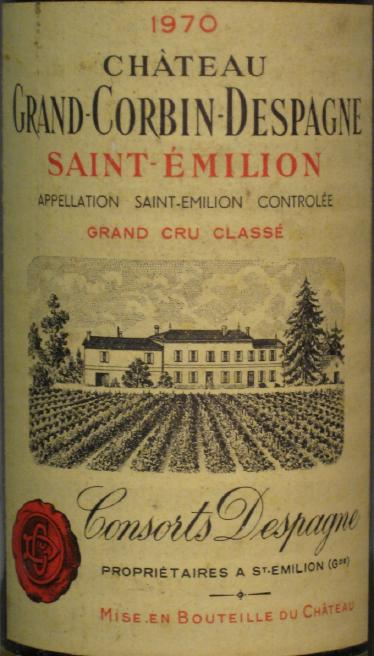
Château Grand Corbin-Despagne (en) (AOC saint-émilion grand cru) : étiquette traditionnelle avec une vue de la demeure seigneuriale.

### Appellations
| \| Bordeaux Médoc Saint-estèphe Pauillac Saint-julien Margaux Listrac Moulis Haut-médoc Pessac-léognan Graves Cérons Barsac Sauternes Loupiac Sainte-croix-du-mont Cadillac Premières-côtes Saint-macaire Vayres Sainte-foy Entre-deux-mers Haut-benauge Castillon Francs Fronsac Canon-fronsac Pomerol Lalande Saint-émilion Puisseguin Lussac Montagne St-georges Blaye Côtes-de-blaye Côtes-de-bourg \| Les différentes appellations bordelaises. |
| Bordeaux Médoc Saint-estèphe Pauillac Saint-julien Margaux Listrac Moulis Haut-médoc Pessac-léognan Graves Cérons Barsac Sauternes Loupiac Sainte-croix-du-mont Cadillac Premières-côtes Saint-macaire Vayres Sainte-foy Entre-deux-mers Haut-benauge Castillon Francs Fronsac Canon-fronsac Pomerol Lalande Saint-émilion Puisseguin Lussac Montagne St-georges Blaye Côtes-de-blaye Côtes-de-bourg                                                 |

Il y a 38 appellations dans le vignoble bordelais en 2011 (année d'homologation de tous les cahiers des charges actuels), auxquels s'ajoutent six dénominations.
Les principales appellations en termes de volume sont les bordeaux génériques, auxquelles peuvent prétendre tous les vignobles du Bordelais, y compris les appellations les plus prestigieuses décrites plus bas : il s'agit du bordeaux (y compris les dénominations bordeaux-clairet et bordeaux-haut-benauge), du bordeaux-supérieur et du crémant de Bordeaux. Les autres appellations, limitées chacune à une partie du vignoble, peuvent être regroupées en plusieurs subdivisions : le Médoc, les Graves et le Sauternais sur la rive gauche de la Garonne, l'Entre-deux-Mers entre Garonne et Dordogne, le Libournais, le Bourgeais et le Blayais sur la rive droite de la Dordogne.

Carte détaillée des appellations de la rive gauche : celles du Médoc, des Graves et du Sauternais.

Le vignoble du Médoc s'étend sur la rive gauche de la Gironde, de Saint-Vivien-de-Médoc au nord jusqu'à Bordeaux au sud. Vignoble à vins rouges, il a été propulsé au sommet de la hiérarchie bordelaise par la classification officielle des vins de Bordeaux de 1855. Il comprend deux AOC régionales, médoc et haut-médoc, ainsi que six AOC communales :
saint-estèphe, pauillac, saint-julien, listrac-médoc, moulis-en-médoc et margaux.
Les Graves s'étendent au sud de Bordeaux, le long de la rive gauche de la Garonne, jusqu'au canton de Langon. Il comprend deux appellations régionales, graves et graves-supérieures, ainsi que deux communales : pessac-léognan à l'extrémité nord et cérons au sud.
Le vignoble du Sauternais est une enclave au sud des Graves, sur la rive gauche de la Garonne. Il bénéficie d'un climat particulier dû à l'humidité de la rivière Ciron ; ce climat local favorise la pourriture noble du raisin et explique que la zone comprenne des appellations de vin blanc liquoreux : barsac et sauternes.
Le vignoble de l'Entre-deux-Mers s'étend entre la Dordogne et la Garonne à l'intérieur du département de la Gironde. Il est constitué d'une AOC régionale, entre-deux-mers (blancs), ainsi que plusieurs communales : premières-côtes-de-bordeaux et côtes-de-bordeaux-saint-macaire (blancs) ; cadillac, loupiac et sainte-croix-du-mont (liquoreux) ; cadillac-côtes-de-bordeaux (rouges, dénomination au sein de l'AOC côtes-de-bordeaux) et bordeaux-haut-benauge (rouges, dénomination au sein de l'AOC bordeaux) ; graves-de-vayres et sainte-foy-côtes-de-bordeaux (rouges, blancs et moelleux).
Le vignoble du Libournais se situe sur la partie méridionale de la rive droite de la Dordogne et est subdivisé en plusieurs zones d'ouest vers l'est : d'abord la zone du Fronsadais avec les appellations fronsac et canon-fronsac ; ensuite celle autour de Pomerol avec les appellations pomerol et lalande-de-pomerol ; puis la zone autour de Saint-Émilion avec les appellations saint-émilion, saint-émilion grand cru, montagne-saint-émilion, saint-georges-saint-émilion, lussac-saint-émilion et puisseguin-saint-émilion ; enfin plus à l'est s'étendent deux dénominations au sein de l'AOC côtes-de-bordeaux, castillon-côtes-de-bordeaux (les ex côtes-de-castillon) et francs-côtes-de-bordeaux (les anciens bordeaux-côtes-de-francs).
Le vignoble du Blayais et du Bourgeais s'étend sur la partie septentrionale de la rive droite de la Gironde jusqu'à la frontière du département de la Charente-Maritime. Il comprend une appellation régionale blaye, avec deux autres AOC et une dénomination en fonction des vins produits : côtes-de-blaye (les anciennes premières-côtes-de-blaye), côtes-de-bourg et blaye-côtes-de-bordeaux (dénomination au sein de l'AOC côtes-de-bordeaux).

## Économie
En 2000, la Gironde comptait 9 820 exploitations ayant de la vigne de cuve dont 9 308 commercialisent leur vin. Le terme de « château » présent sur la majorité des étiquettes bordelaises ne fait que rarement référence à l'existence sur la propriété d'une demeure seigneuriale, mis à part dans les crus médocains (elles ont été construites aux XVIIIe et XIXe siècles). On compte jusqu'à 11 074 produits baptisés châteaux, dont 997 vinifiés en cave coopérative ; le CIVB essaye d'en réduire le nombre.
Le Bordelais, avec une proportion de 60 % des propriétés possédant plus de 20 hectares de vignes en 2000, est un vignoble où dominent les grands domaines (la moyenne du vignoble français est de 45 %), surtout en comparaison des vignobles alsacien (6 %), champenois (11 %) ou bourguignon (20 %). Certains domaines sont particulièrement vastes, d'un seul tenant, comptant non seulement des vignes mais aussi quelques bois, tels que Château Margaux avec ses 262 hectares ou Château d'Yquem avec 133 hectares. Les plus petits, comptant seulement quelques hectares, se trouvent sur la commune de Pomerol, qui est un vignoble très morcelé (le Château Le Pin fait 2,7 hectares), auxquels s'ajoutent les « vins de garage » produits notamment dans le Libournais (le Château de Valandraud était produit sur seulement 0,6 hectare au début).
Les 45 coopératives viticoles de Gironde regroupent 40 % des récoltants (le plus souvent possédant de petites surfaces) et assurent 25 % de la production départementale.

### Prix des vignes
| | Moyenne des ventes | Moyenne des 10 % les moins chers | Moyenne des 10 % les plus chers |
| Cadillac-côtes-de-bordeaux | 18 000             | 8 000                            | 30 000                          |
| Bordeaux, bordeaux-supérieur, sainte-foy-bordeaux, premières-côtes-de-bordeaux, entre-deux-mers, côtes-de-bordeaux-saint-macaire, blaye et crémant de Bordeaux | 15 000             | 7 000                            | 21 000                          |
| Canon-fronsac | 60 000             | 40 000                           | 80 000                          |
| Blaye-côtes-de-bordeaux | 19 000             | 7 000                            | 30 000                          |
| Côtes-de-bourg | 22 000             | 9 000                            | 35 000                          |
| Castillon-côtes-de-bordeaux et francs-côtes-de-bordeaux | 21 000             | 15 000                           | 25 000                          |
| Fronsac | 28 000             | 20 000                           | 45 000                          |
| Graves blanc, graves-supérieures et cérons | 27 000             | 20 000                           | 42 000                          |
| Graves-de-vayres | 15 000             | 7 000                            | 21 000                          |
| Graves rouge | 27 000             | 20 000                           | 42 000                          |
| Haut-médoc | 70 000             | 50 000                           | 90 000                          |
| Lalande-de-pomerol | 170 000            | 150 000                          | 230 000                         |
| Sainte-croix-du-mont, loupiac et cadillac | 18 000             | 8 000                            | 30 000                          |
| Listrac-médoc | 70 000             | 45 000                           | 90 000                          |
| Médoc | 35 000             | 30 000                           | 50 000                          |
| Moulis-en-médoc | 80 000             | 50 000                           | 120 000                         |
| Pauillac | 1 650 000          | 1 200 000                        | 2 000 000                       |
| Pessac-léognan | 330 000            | 280 000                          | 420 000                         |
| Pomerol | 900 000            | 500 000                          | 2 350 000                       |
| Saint-estèphe | 350 000            | 110 000                          | 550 000                         |
| Saint-émilion et saint-émilion grand cru | 200 000            | 100 000                          | 1 000 000                       |
| Saint-julien et margaux | 1 100 000          | 600 000                          | 1 200 000                       |
| Montagne-saint-émilion, saint-georges-saint-émilion, lussac-saint-émilion et puisseguin-saint-émilion                                                          | 85 000             | 60 000                           | 110 000                         |
| Barsac et sauternes | 50 000             | 35 000                           | 65 000                          |

Ces chiffres sont à comparer avec la moyenne nationale des vignes, qui est à 51 000 € en 2011 (hors champagne), ou encore avec les prix des terrains de la forêt des Landes se trouvant dans le département de la Gironde qui sont à 5 400 € en moyenne. La pression sur le foncier des appellations les plus prestigieuses est telle que l'ancien hippodrome de Libourne (hippodrome de Cantereau, de 1904) a été vendu fin 2010 car il occupait 13 hectares classés en appellation pomerol. Seul l'urbanisme fait concurrence aux vignes, d'où le mitage de l'appellation pessac-léognan. Par contre dans les appellations plus basiques, la crise de surproduction a comme conséquence la mise en vente de parcelles à prix faibles (à moins de 10 000 € l'hectare) sans qu'elles ne trouvent acquéreur.
Le prix des vignes et le poids politique de la filière a même une influence sur les projets d'infrastructure : l'idée d'un contournement autoroutier de l'agglomération par le nord a été abandonnée à la fin des années 2000 car touchant le Blayais et Margaux ; la LGV L'Océane évite les principaux vignobles (franchissement de la Dordogne à Cubzac-les-Ponts) ; tandis qu'une des contraintes d'un des projets (l'option est) de la LGV Bordeaux - Espagne est qu'elle passerait par le nord des Graves.

### Classements des bordeaux
Des classements des vins de Bordeaux ont existé dès l'époque moderne (par exemple ceux d'Abraham Lawton entre 1742 et 1775, et celui de Thomas Jefferson en 1787), mais la première classification officielle des bordeaux date de 1855. À l'occasion de l'exposition universelle de Paris de 1855, la Chambre de commerce de Bordeaux formula la demande suivante au Syndicat des courtiers : « Nous venons vous prier de vouloir bien nous transmettre la liste bien exacte et bien complète de tous les crus rouges classés du département en spécifiant à laquelle des cinq classes appartient chacun d'eux et en signalant dans quelle commune ils se trouvent. »
Le syndicat des courtiers adressa le fameux classement officiel le 8 avril 1855. Elle ne comprenait en fait que les grands crus classés du Médoc, à laquelle s'ajoutait le château Haut-Brion dans le vignoble des Graves. Cette liste était accompagnée de celles des vins blancs en provenance des cinq communes bénéficiant des appellations sauternes et barsac. Cette classification n'a subi qu'une modification importante : par arrêté du 21 juin 1973, le Château Mouton Rothschild a été promu au rang de premier cru. Par la même occasion, les premiers crus ont été classés par ordre alphabétique.

Les cinq rouges bénéficiaires du titre de « premier cru » lors du classement de 1855 et le seul sauternes « premier cru supérieur »
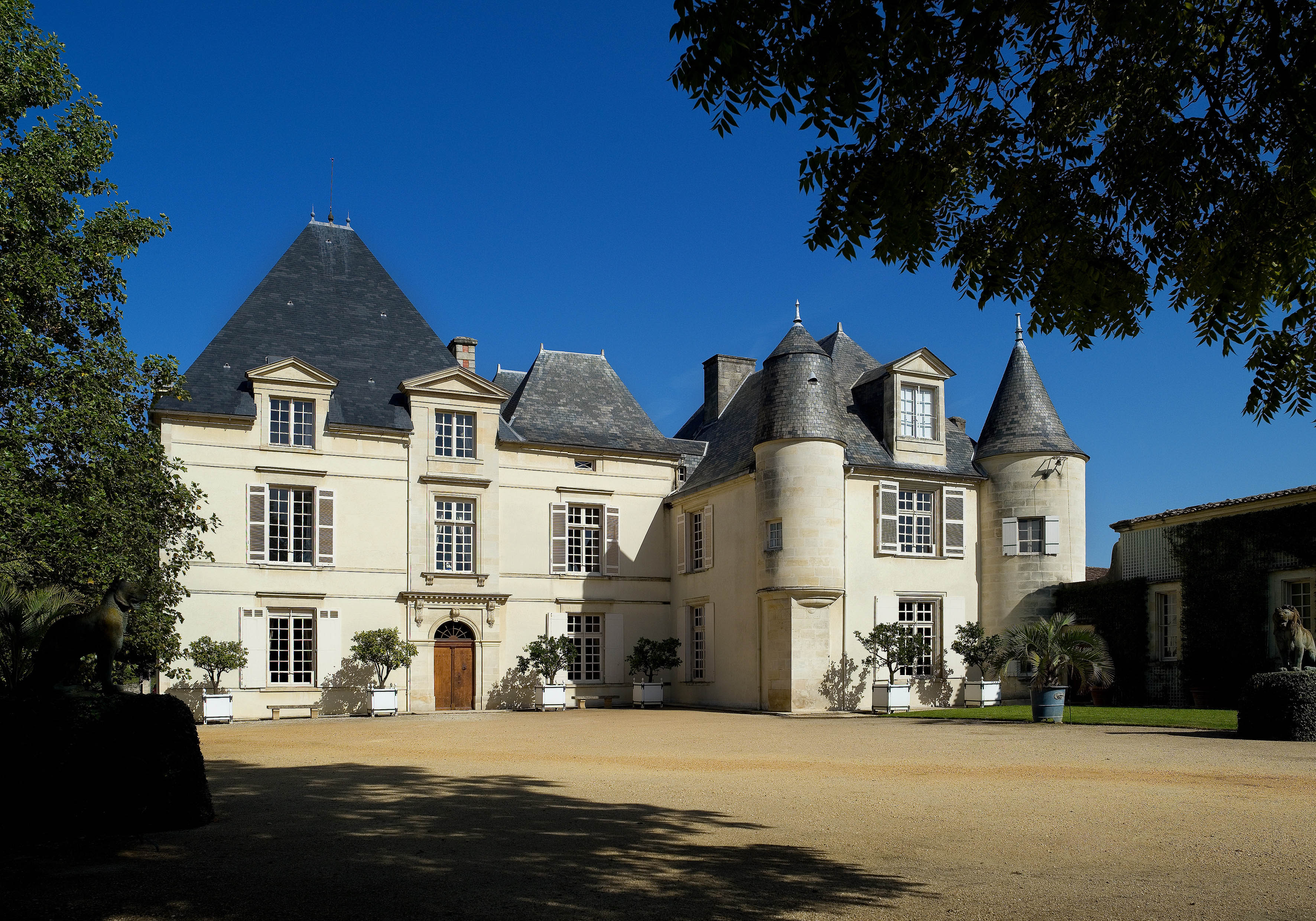
Château Haut-Brion (appellation pessac-léognan)
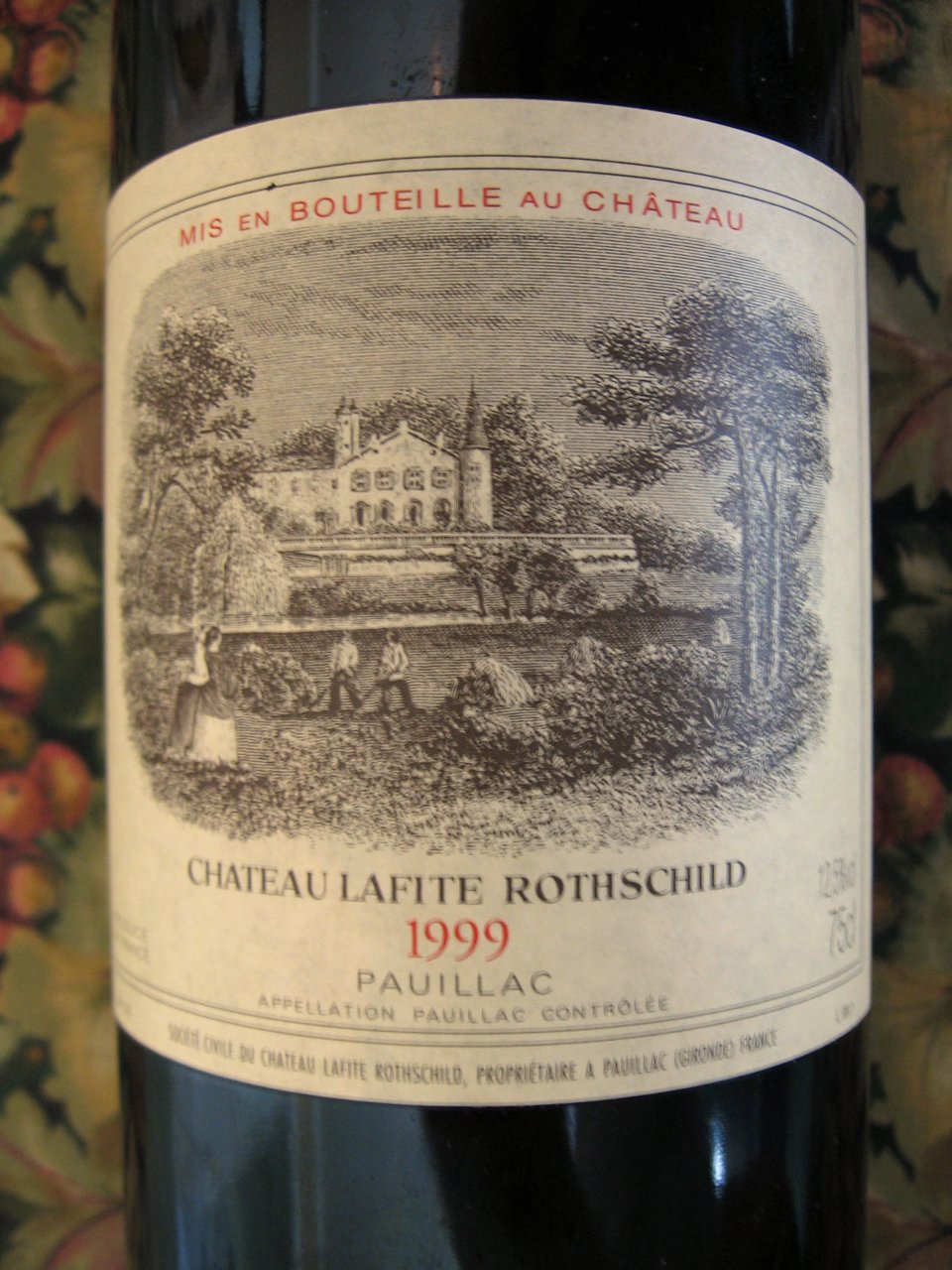
Château Lafite Rothschild (appellation pauillac).
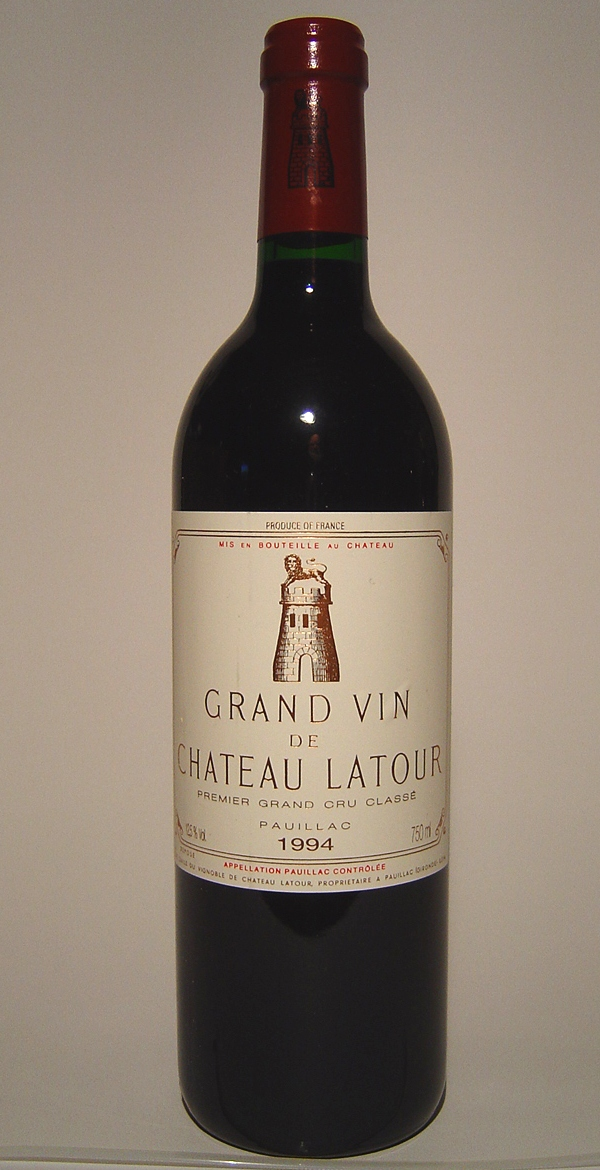
Château Latour (appellation pauillac).
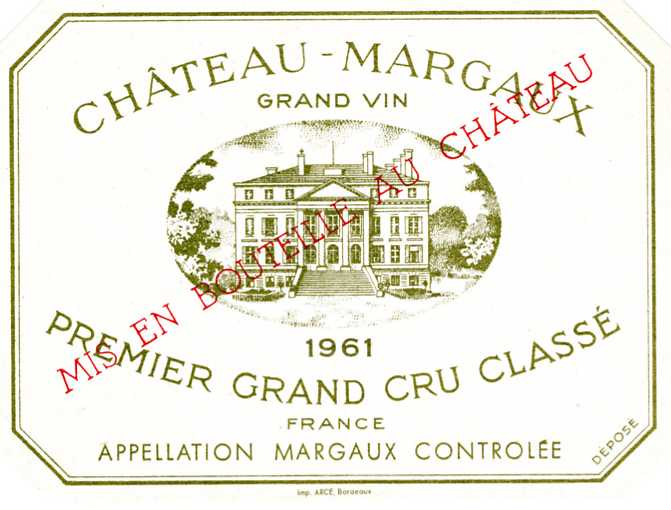
Château Margaux (appellation margaux).
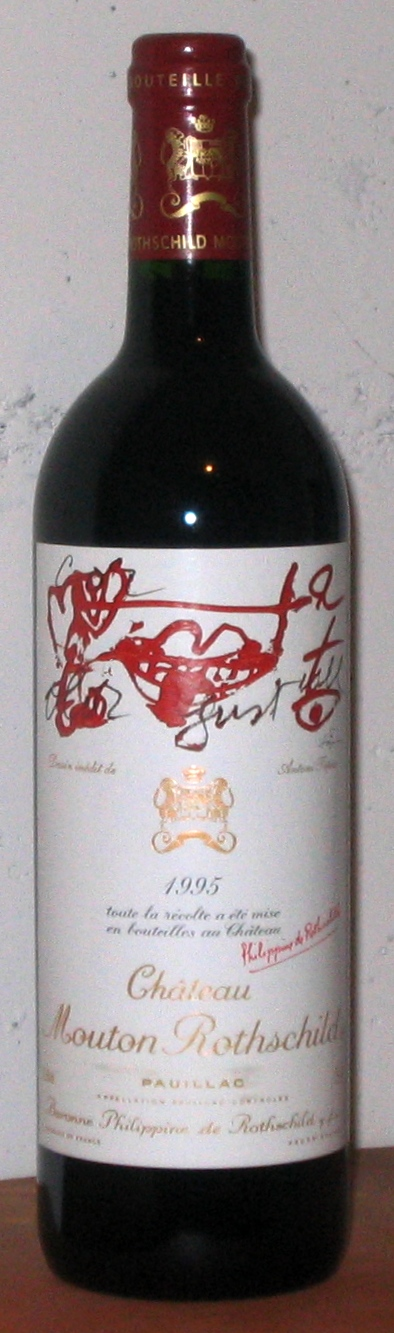
Château Mouton Rothschild (pauillac).
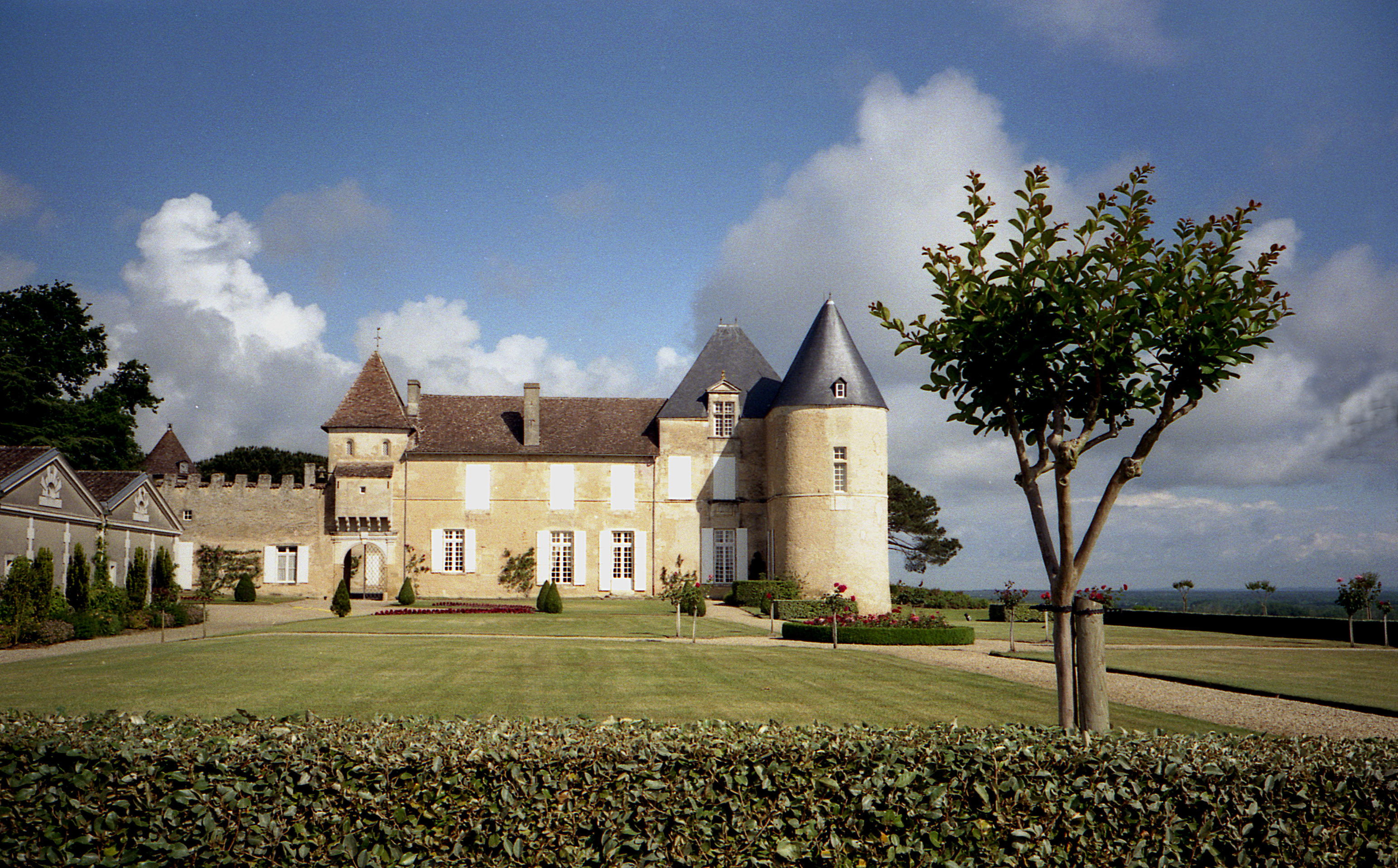
Château d'Yquem (appellation sauternes).

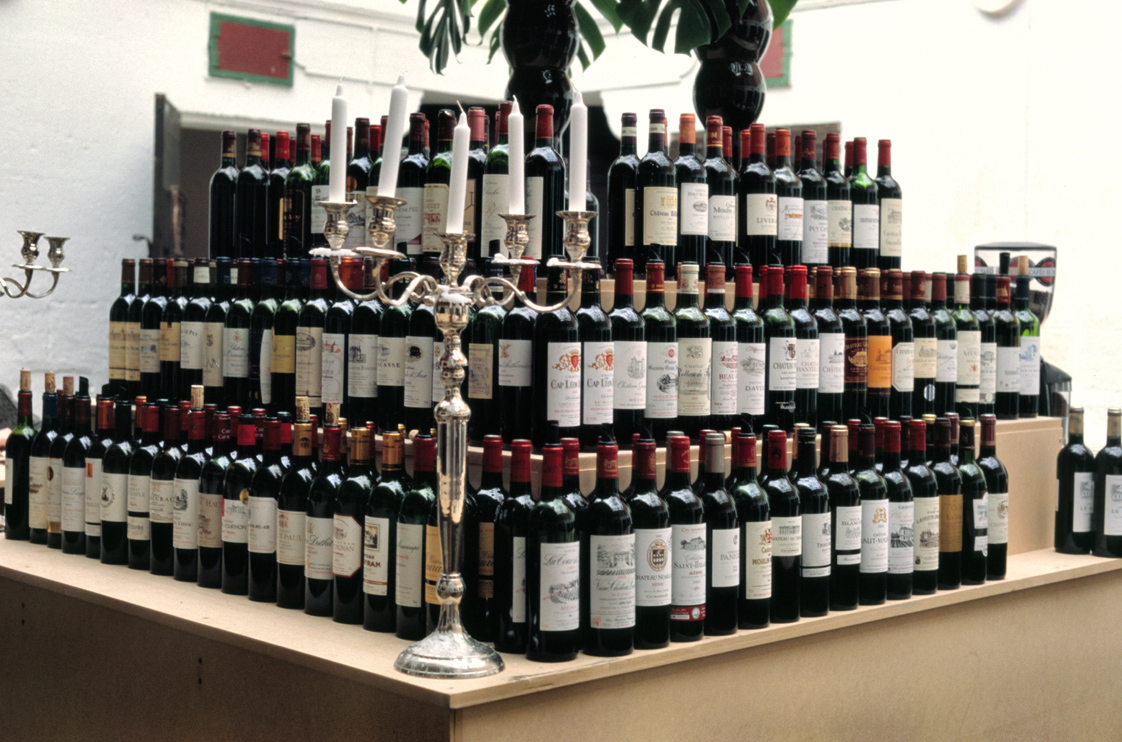
Pyramide de crus bourgeois.

Depuis 1932, un classement non officiel dit des crus bourgeois existe pour des vins du Médoc et du Haut-Médoc. Il concernait 444 crus moins prestigieux que les crus figurant dans le classement initial de 1855.
Depuis un arrêté ministériel de 2003, un classement officiel des crus bourgeois du Médoc, révisable tous les douze ans, a été établi par un jury sous l'égide de la Chambre de commerce de Bordeaux et de la Chambre d'agriculture de Gironde.
Ce classement a retenu 247 crus (sur 487 crus candidats), établissant une hiérarchie en trois catégories : « cru bourgeois exceptionnel » (9 crus), « cru bourgeois supérieur » (87 crus) et « cru bourgeois » (151 crus).
77 crus non retenus ou s'estimant mal classés ont obtenu devant le tribunal administratif de Bordeaux la possibilité d'un réexamen de leur candidature. La cour administrative d'appel de Bordeaux, le 26 février 2007, a définitivement annulé le classement de 2003,, laissant l'Alliance des crus bourgeois dans l'incertitude.
Ce nouveau classement permet de rétablir une appellation quelque peu galvaudée dans le Médoc.
Le classement de 1855 ne tenant pas compte des vins de Graves (à l'exception du château Haut-Brion), le Syndicat viticole et l'Institut national des appellations d'origine ont établi un classement des vins de Graves qui fut officialisé par le décret ministériel du 16 février 1959.
Ce classement porte sur les vins blancs et les vins rouges.

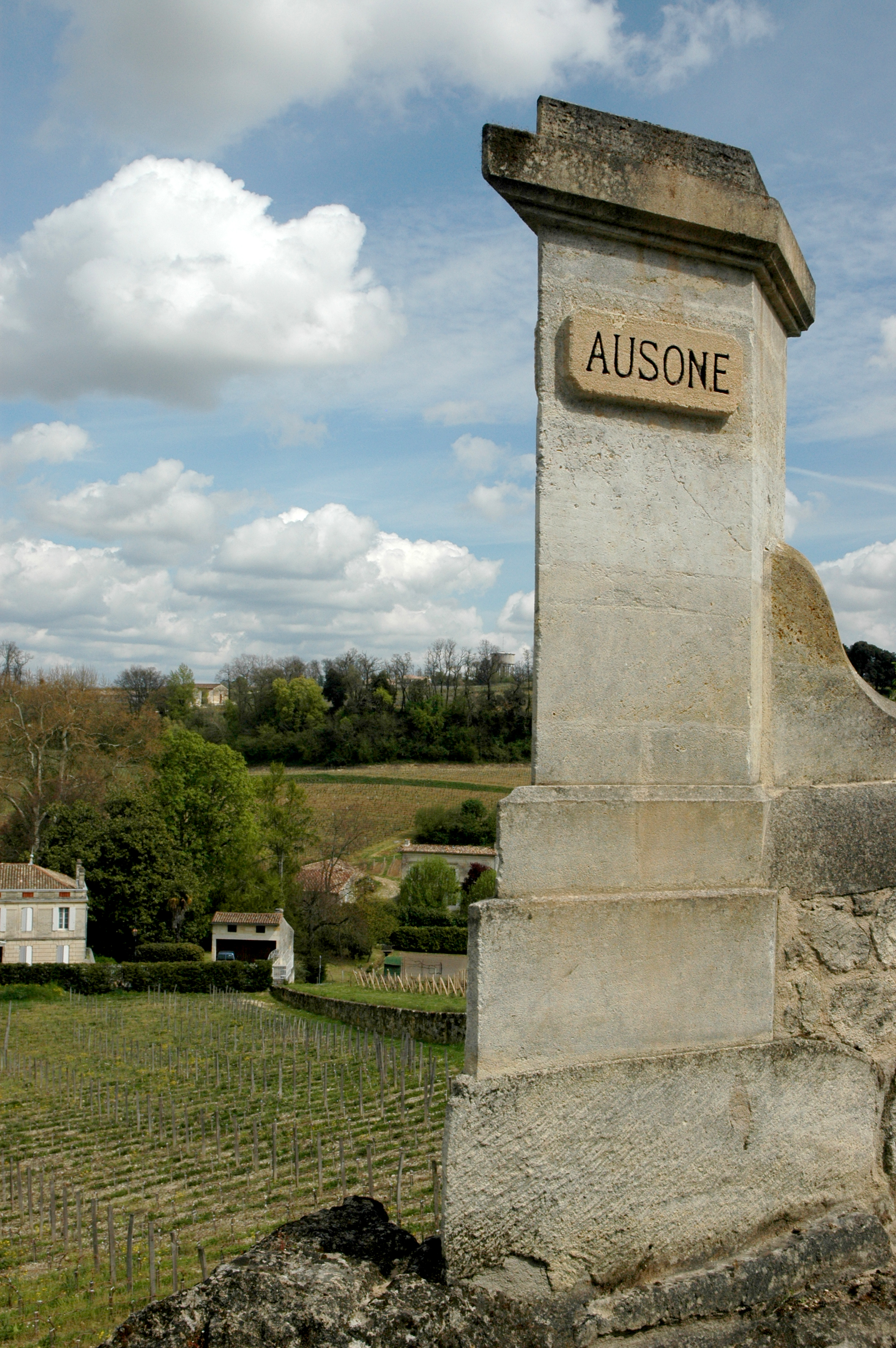
Château Ausone, saint-émilion premier grand cru classé A.

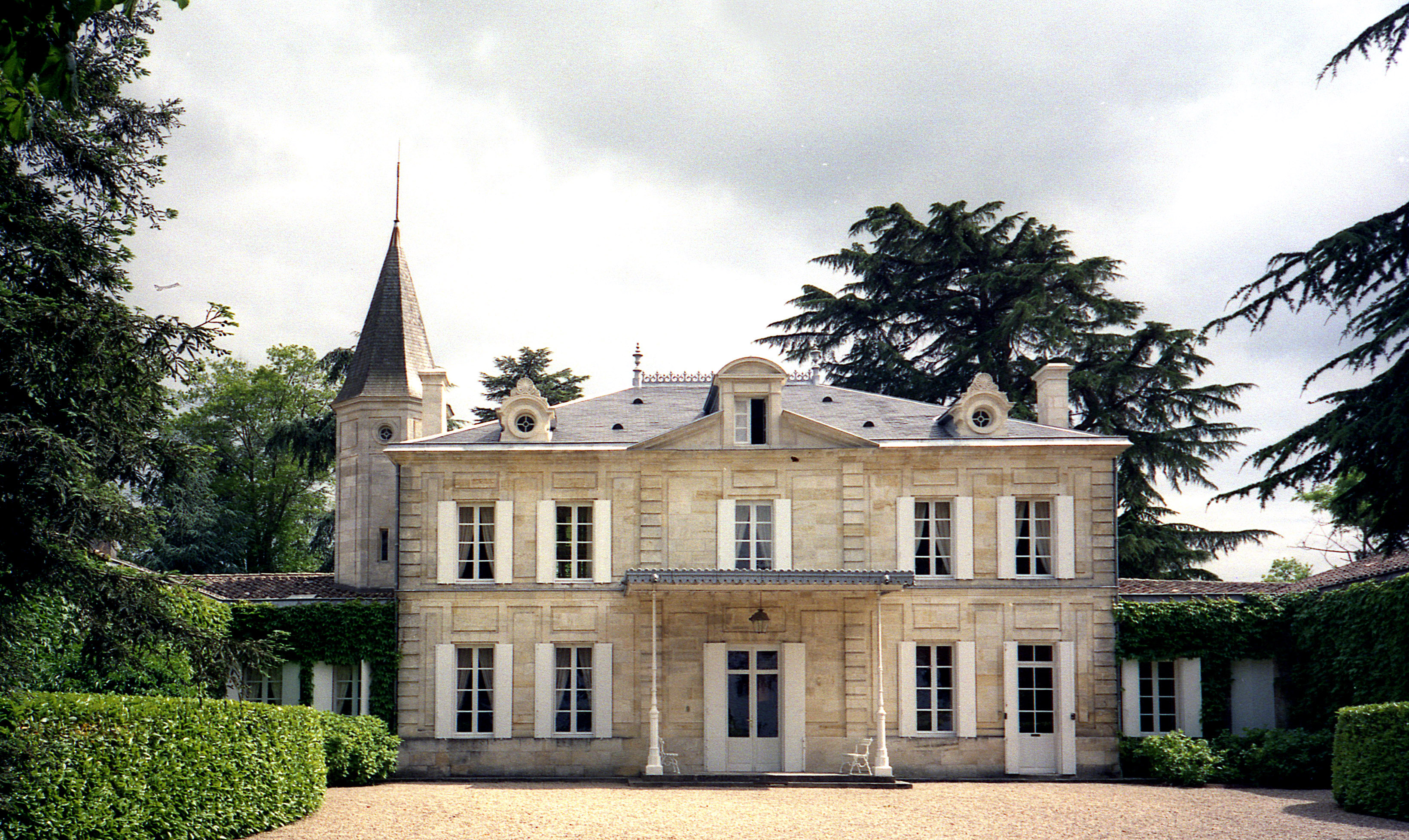
Le Château Cheval Blanc, saint-émilion premier grand cru classé A.

Aucun des crus de Saint-Émilion ne figure au classement de 1855. Le syndicat viticole a décidé d'établir son propre classement, révisable tous les dix ans. Cette période a toujours été allongée par les délais administratifs. La première classification date de 1954, et la dernière date de 2006. On y trouve douze premiers grands crus classés et 62 grands crus classés. Le classement de 2006 a depuis été annulé le 2 juillet 2008 par le Tribunal administratif de Bordeaux, à la suite d'un recours en annulation déposé par huit propriétés déclassées lors de cette dernière révision. Cette annulation a ensuite été confirmée par la Cour administrative d'appel de Bordeaux le 12 mars 2009, puis par le Conseil d'État le 23 décembre 2011. Cependant, l'article 106 de la loi no 2008-776 du 4 août 2008 de modernisation de l'économie a provisoirement rétabli le classement dans sa version de 1996, « pour les vins issus des récoltes 2006 à 2009 et à défaut d'intervention d'un nouveau classement applicable à certaines de ces récoltes. » Puis une loi du 12 mai 2009 a prolongé la durée de vie de ce classement jusqu'en 2011 et a autorisé l'utilisation des mentions « grand cru classé » (châteaux Bellefont-Belcier, Destieux, Fleur Cardinale, Grand Corbin, Grand Corbin-Despagne et Monbousquet) et « premier grand cru classé » (châteaux Pavie Macquin et Troplong Mondot) pour les huit propriétés promues par le classement annulé de 2006 et non comprises dans le classement de 1996. Une nouvelle procédure de classement est mise en place pour la récolte de 2012, avec dépôt de candidatures.

### Commercialisation

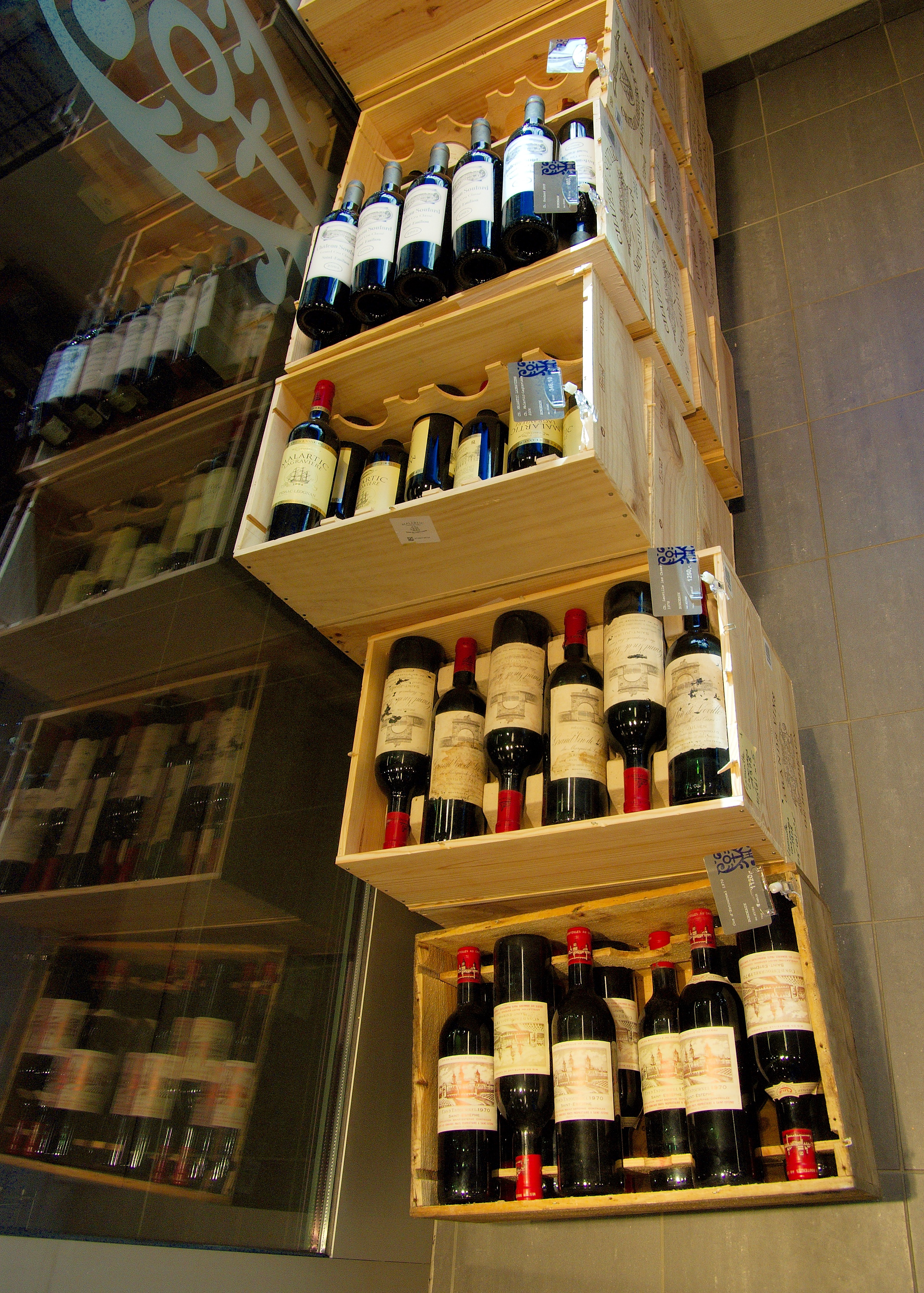
Les bordeaux les plus chers sont commercialisés dans des caisses en bois sur lesquelles est pyrogravé le nom du château.

La majorité de la production bordelaise est vendue au négoce (grossistes ou grande distribution) en vrac (2 240 582 hectolitres en 2000, soit 44 % de la production du département) ou en bouteille (1 547 424 hℓ, soit 30 %), le reste étant vendu directement par les producteurs soit par correspondance ou à la propriété (765 231 hℓ soit 15 %), soit à l'exportation ou auprès des cavistes et restaurateurs (526 939 hℓ, soit 10 %). Les 5,7 millions d'hectolitres de vin vendus en 2007 représentent un chiffre d'affaires global estimé à 3,4 milliards d'euros. Une partie de la vinification et de la commercialisation est réalisée par des caves coopératives, tels que les Caves de Rauzan ou l'Union de producteurs de Saint-Émilion. Chaque adhérent détient une partie du capital en fonction de son niveau d'activités ; son engagement d'apport est lié à la taille de son exploitation et sa rémunération est fonction de la qualité du raisin apporté au moment des vendanges. Chaque adhèrent est ainsi à la fois actionnaire et fournisseur de la cave.

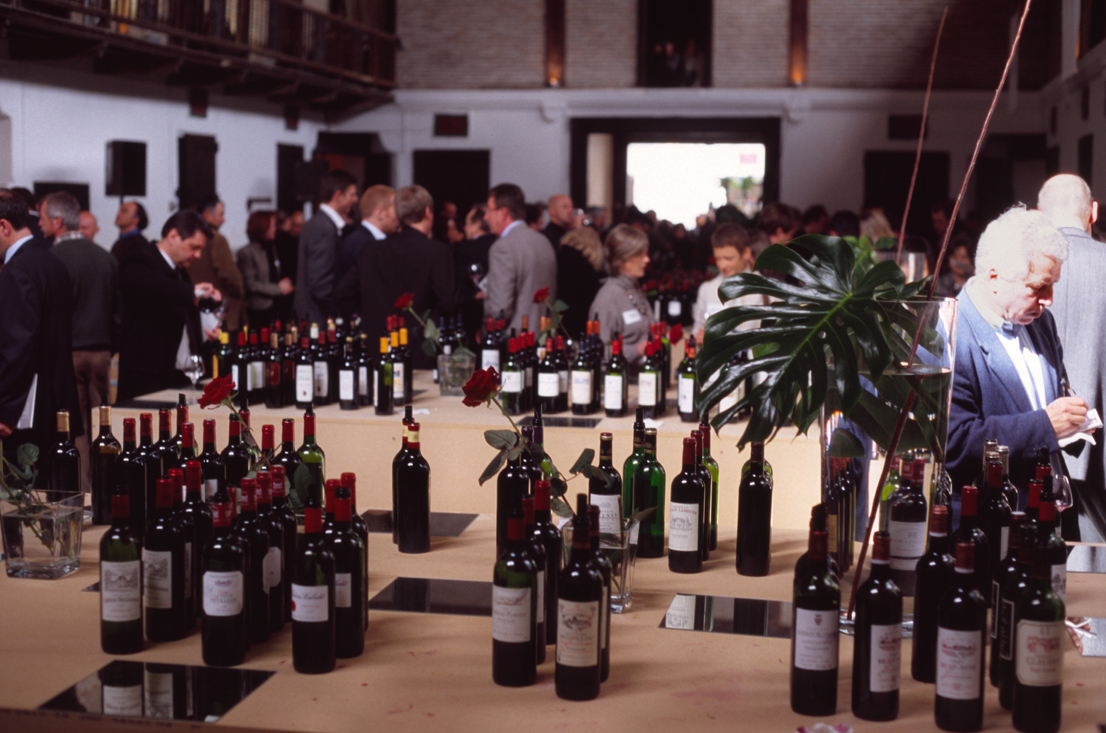
Dégustation de crus bourgeois 2007 en primeur en 2008 au Château de Malleret (appellation haut-médoc).

Pour les crus les plus chers (environ 300 vins différents, soit 3 % du volume produit dans le département), les producteurs les proposent à la vente « en primeur » au printemps suivant la vendange, pour livraison en bouteille seulement une année et demie voire deux ans plus tard. Ce sont surtout les étrangers qui achètent en primeur (à près de 80 %), avec pour certains la volonté de spéculer sur les prix, d'où le développement de cotations officielles sur les marchés internationaux spécialisés dans le vin, tels que la London International Vintners Exchange (ou Liv-ex).

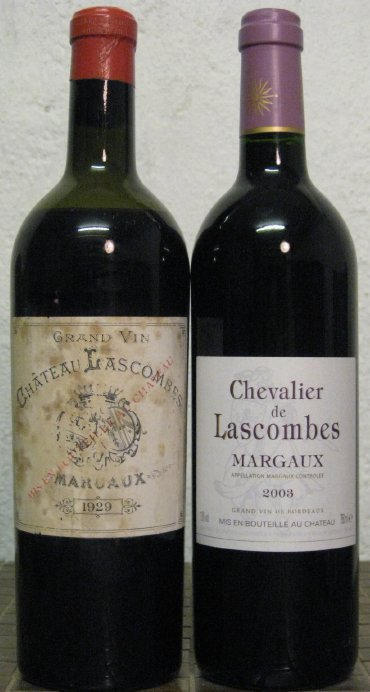
Le Château Lascombes (appellation margaux) et son second vin, le Chevalier de Lascombes.

Toujours dans les grands crus, la partie de moindre qualité de la production est souvent proposée à la vente comme « second vin », sous un nom légèrement différent par rapport au produit-phare mais avec un prix moins élevé. Les plus prestigieux sont : Carruades de Lafite (Château Lafite Rothschild), Forts de Latour (Château Latour), Petit Mouton (Château Mouton Rothschild), Pavillon Rouge (Château Margaux), Clarence de Haut-Brion (Château Haut-Brion), Alter Ego de Palmer (Château Palmer), La Chapelle de la Mission Haut-Brion (Château la Mission Haut-Brion), Pagodes de Cos (Château Cos d'Estournel), Clos du Marquis (Château Léoville Las Cases), Réserve de la Comtesse (Château Pichon Longueville Comtesse de Lalande), La Croix de Beaucaillou (Château Ducru-Beaucaillou), Clementin du Pape Clément (Château Pape Clément), etc.
Un autre type de produit est le « vin de garage » (ou vin des « micro-châteaux », des « mini-cuvées »), qui s'illustre par de petites surfaces de production, des soins constants de la vigne, une vendange très mûre, des rendements très faibles, une recherche de la concentration lors de la vinification, un passage en fût neuf systématique, par la grande rareté du produit et donc son prix très élevé. Cette production est apparue au début des années 1990 dans l'appellation saint-émilion grand cru (Valandraud (en), La Mondotte (en), Le Tertre Rotebœuf, Gracia (en), etc.), puis s'est développée dans les graves (Liber Pater), à pessac-léognan (Branon) et à margaux (Marojallia (en)).

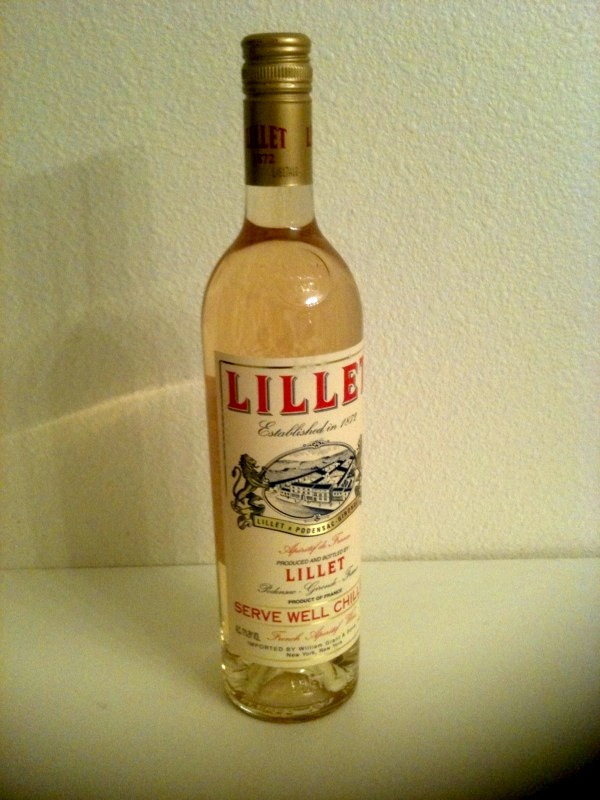
Bouteille d'apéritif Lillet, fabriqué avec du bordeaux blanc.

Les regroupements d'appellation, tels que les côtes-de-bordeaux ou les Sweet Bordeaux sont destinés à favoriser la promotion et la vente de ces vins.
La partie de la production ne trouvant pas d'acquéreur les années de surproduction peut être transformée en un autre produit, par distillation (l'éthanol est utilisé comme carburant : 185 000 hectolitres ont été utilisés comme vin de chaudière en 2005, 368 000 hℓ en 2006) ou par assemblage pour faire un apéritif (le cas de la marque Lillet avec de la liqueur d'orange).
Les principaux débouchés sont par ordre décroissant : l'Union européenne (marché français compris, représentant les deux tiers des ventes du Bordelais en volume), la Chine, les États-Unis et le Japon.
En Chine, les ventes de bordeaux en 2010-2011 représentent un total de 380 000 hectolitres de vin, à comparer avec les 16 000 hℓ de vins du Rhône et les 5 000 hℓ de bourgogne. Au premier semestre 2014, les exportations de vins de Bordeaux ont chuté de 28 % par rapport à la même période de l'année 2013, à une valeur de 835 millions d'euros, notamment à cause d'une baisse de l'engouement chinois.

### Fraude
L'entreprise de négoce Grands Vins de Gironde (marques « De Luze », « Chantecaille », « Marquis de Lalande » et « Duc de Lalande ») est condamnée en mars 2018 pour une fraude portant sur 6 000 hectolitres de vin en 2014 et 2015. Des vins du Languedoc avaient été mélangés illégalement et renommés pomerol, margaux ou saint-julien. Le dirigeant de l'entreprise condamnée est également le président du Conseil des grands crus classés de 1855. La société avait déjà été condamnée en 2005.

### Évaluation par les critiques
L'évaluation des différents vins par les critiques détermine partiellement les prix et les réputations, en plus des classements officiels. Ces critiques écrivent des articles dans les revues spécialisées et les journaux quotidiens, ou éditent annuellement des guides d'achat. En langue française, il existe le Guide Bettane & Desseauve, le Guide Patrick Dussert-Gerber, le Guide Fleurus des sommeliers, le Guide Gault Millau, le Guide Hachette, le Guide Parker et La Revue du vin de France ; en langue anglaise il y a The Bordeaux Wine Atlas and Encyclopedia of Chateaux et le Pocket Vintage Wine Companion de Michael Broadbent (un critique britannique), le Decanter (un magazine britannique), le Parker's Wine Buyer's Guide, le Bordeaux et le Wine Advocate (en) (guides et magazine de Robert Parker, un critique américain), le Wine Spectator (un magazine américain), etc. La plupart fournissent, en plus des commentaires sur les vins dégustés, des notes sur vingt ou sur cent, ou un système d'étoiles. Tous ces critiques consacrent une large place aux vins de Bordeaux.

Selon Robert Parker, 

« de toutes les grandes régions vinicoles du monde, Bordeaux produit avec régularité le meilleur niveau de qualité. Si l'on y trouve aussi quantité de vins dénués de complexité et de caractère, les mauvais y sont rares. En matière de cabernet-sauvignon, de merlot et de cabernet franc, Bordeaux demeure la référence mondiale. »

Cette influence du bordeaux se retrouve dans le monde entier : les cépages bordelais ont été plantés dans la majorité des pays pratiquant la viticulture, on retrouve du merlot un peu partout, notamment dans les vignobles du « Nouveau Monde du vin » (États-Unis, Chili, Argentine, Australie et Nouvelle-Zélande). Les vins qui y sont produits font une très forte concurrence à ceux de la Gironde par leurs qualités (comme lors du Jugement de Paris en 1976, l'expérience ayant été reconduite en 1978, 1986, 2006 et 2009) et leurs prix.

## Gastronomie

### Conservation
Une partie importante de la production bordelaise est censée être bue rapidement, notamment le vin en bag-in-box ou en cubitainer, les bordeaux rosés, les entre-deux-mers, les IGP atlantique, les crémants de Bordeaux et la majorité des bordeaux blancs (sauf ceux produits par les grands châteaux).
Par contre les vins des appellations du Médoc, des Graves, du Sauternais et du Libournais sont des vins de longue garde, non seulement pouvant se conserver longtemps, mais nécessitant ce vieillissement qui leur est bénéfique pour arriver à leur maturité gustative.
Les meilleurs producteurs bordelais commencent ce vieillissement en barriques (tonneaux) avant de mettre le vin en bouteille, relayés par les négociants et cavistes qui peuvent stocker à leur tour, pour arriver enfin chez le particulier, dont certains attendent quelques années avant de revendre le vin par caisse entière voire à la bouteille pour faire une plus-value.
Pour que la conservation du vin se fasse dans de bonnes conditions, elle doit se faire dans un endroit à l'abri de la lumière, dont l'humidité et la température sont stables (ou variant très lentement), si possible sans vibration, avec les bouteilles en position couchée à l'horizontale (pour que les bouchons soient mouillés en permanence). L'idéal est une cave à vin enterrée, parfaitement obscure (les plus traditionalistes ne l'éclairent qu'à la bougie), humide (avec une hygrométrie de 70 à 80 % pour protéger les bouchons du dessèchement), fraîche toute l'année (entre 10 et 14 °C), sans aucune vibration (pas de route, de voie ferrée ou d'atelier à proximité).
Les risques de perte dû à un mauvais stockage ou une trop longue attente sont d'avoir des vins prématurément oxydés, perdus par un défaut du bouchon, « bouchonnés » (dû au développement de moisissures), ou dénaturés (sans saveurs) à cause de la lumière, de la chaleur ou des chocs.

Caves
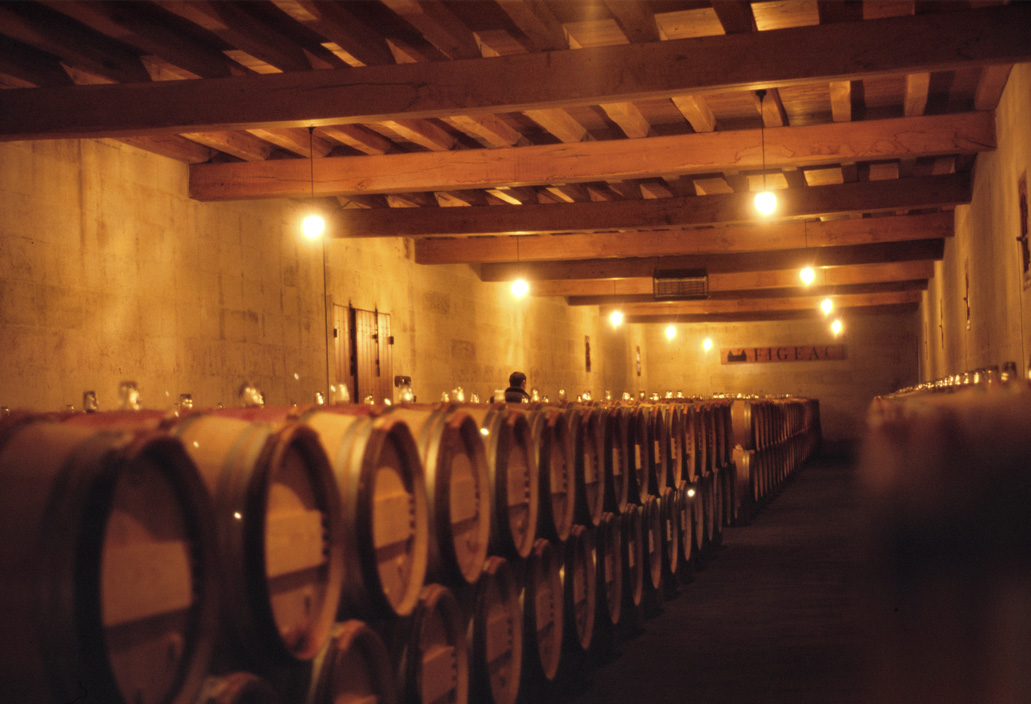
Une des caves du Château-Figeac (appellation saint-émilion), dont le vin commence son vieillissement en barrique.
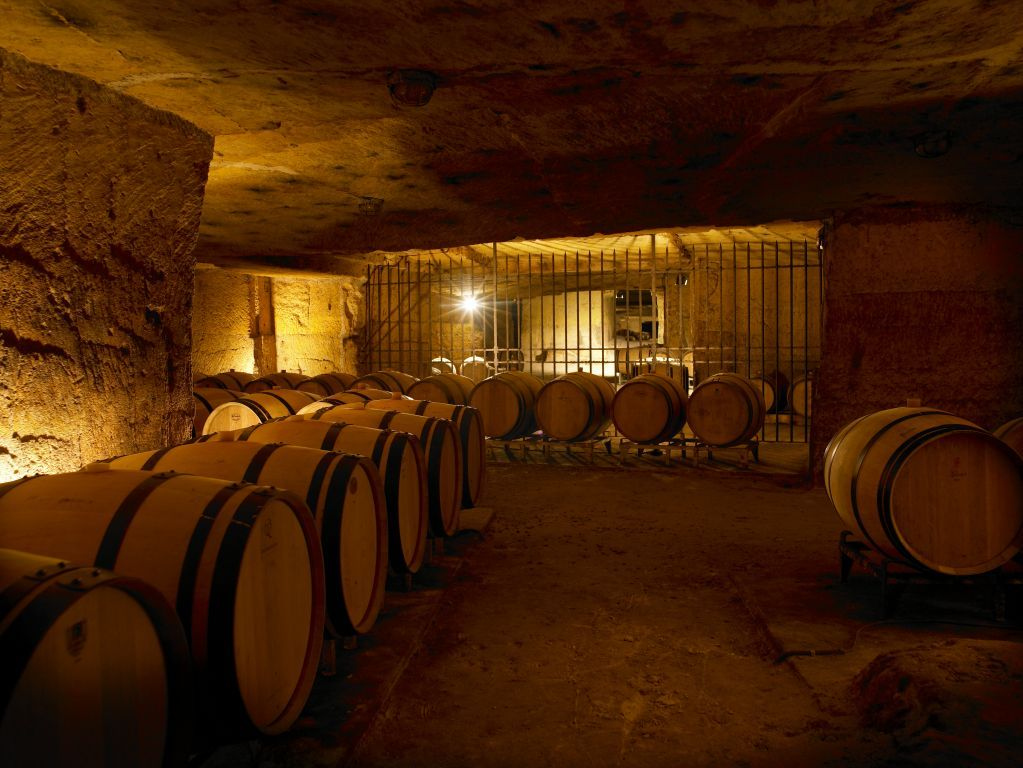
Caves du Château Franc Mayne (AOC saint-émilion), aménagées dans des anciennes carrières souterraines, une garantie pour la stabilité des températures.
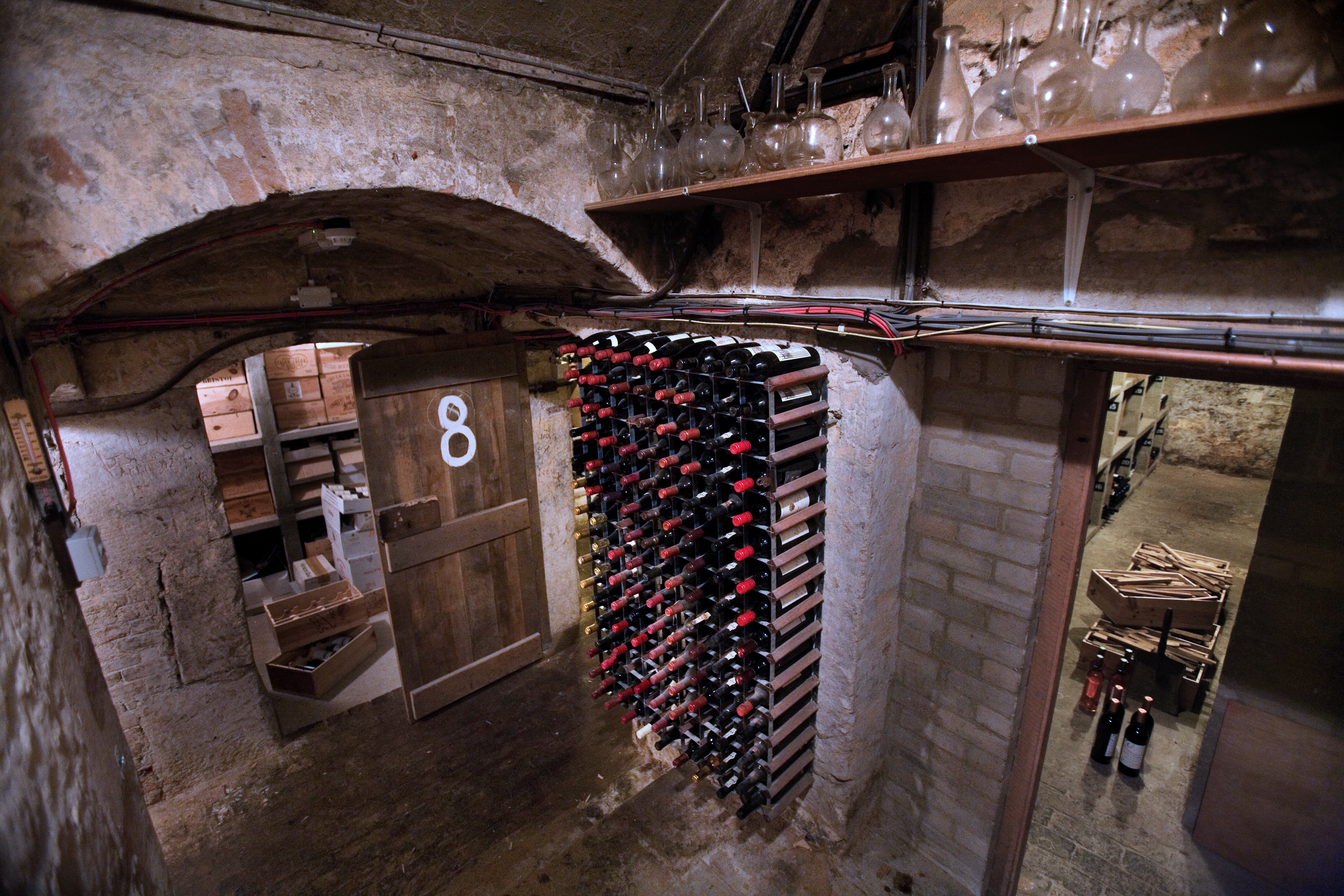
La cave à vin du Jesus College de l'université d'Oxford, où le vin (destiné aux professeurs) est entreposé par bouteille mais aussi en caisses.
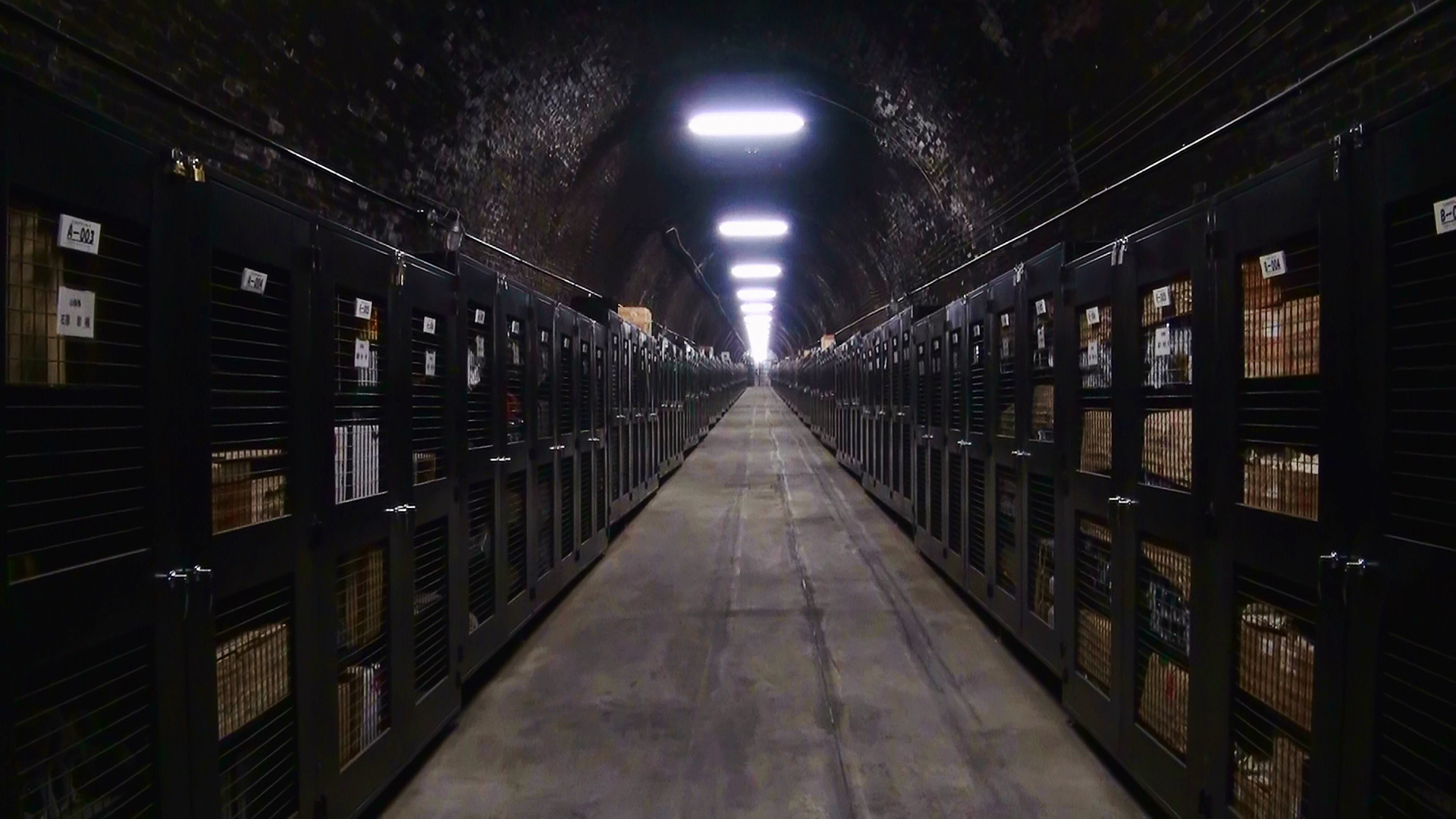
Le tunnel de Fukasawa (entre Kōshū et Yamanashi, au nord du mont Fuji), utilisé pour la conservation du vin.
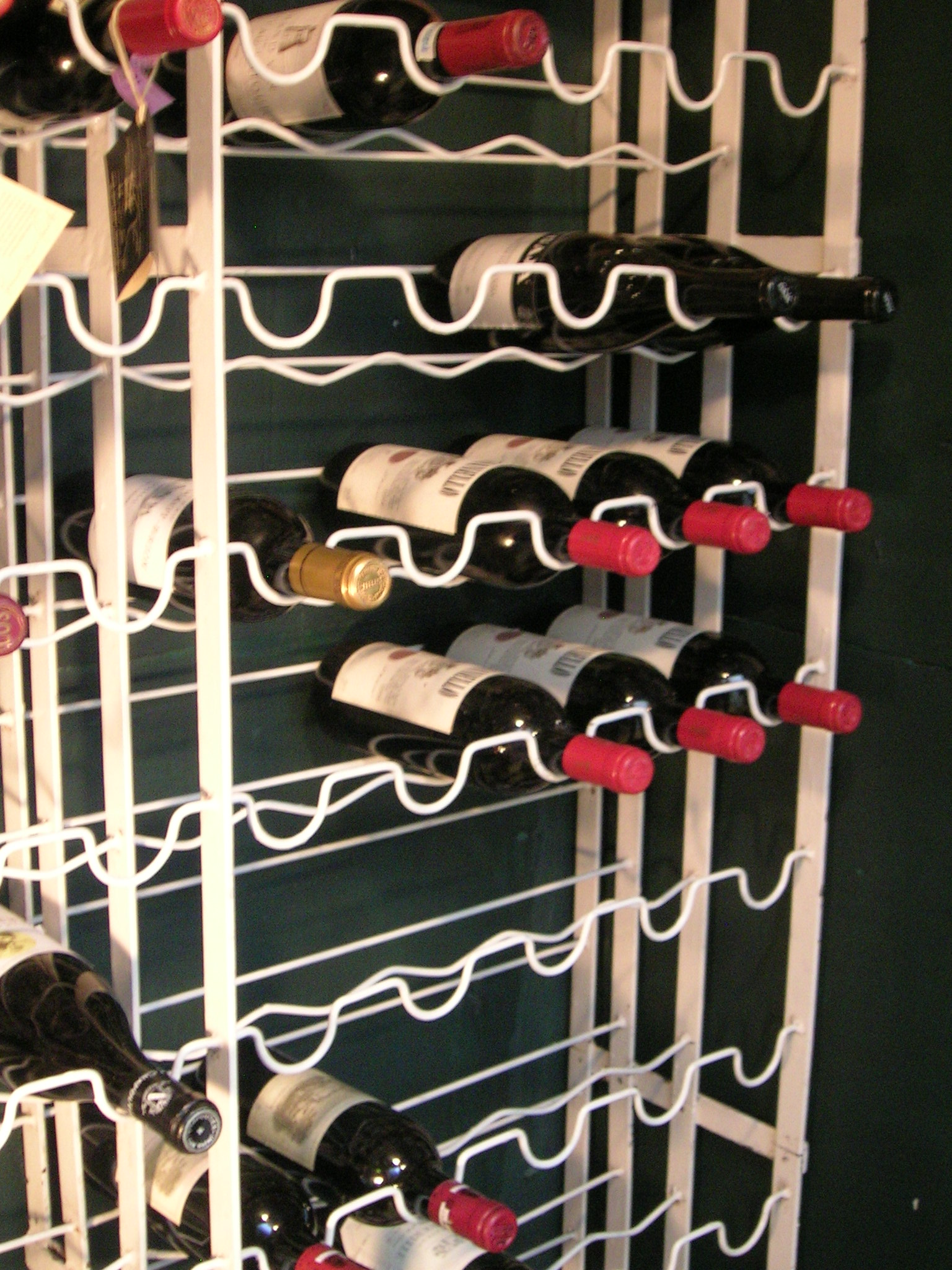
Cave d'un particulier sur portiques métalliques.
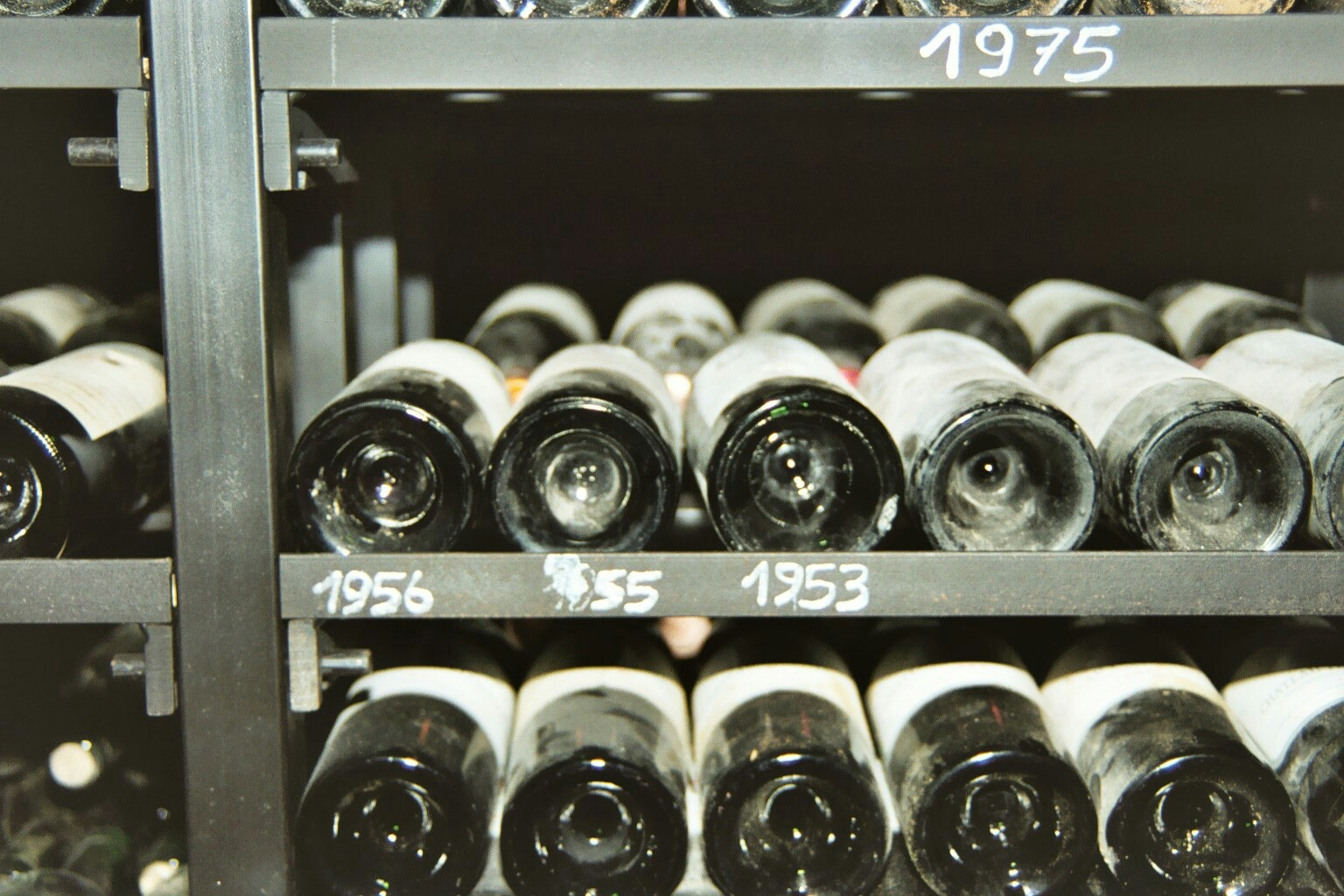
Collection de vieux millésimes au Château Pape Clément (AOC pessac-léognan).

Le potentiel de garde varie selon les châteaux, les millésimes et les appellations. Si un bordeaux rouge générique a un potentiel de garde de deux à cinq ans, les vins du Blayais, du Bourgeais et de Sainte-Foy sont plutôt dans la fourchette de trois à sept ans, les satellites de saint-émilion (lussac, montagne, puisseguin et saint-georges) entre quatre et neuf ans ; les bordeaux-supérieur, fronsac, canon-fronsac, lalande-de-pomerol, francs et castillon doivent se garder de cinq à dix ans ; les médocs de six à quinze ; les haut-médoc, listrac, moulis et graves rouges de sept à quinze ans ; les pessac-léognan rouges, saint-émilion, saint-émilion grand cru et pomerol de six à vingt ans, tandis que les meilleurs crus médocains (margaux, pauillac, saint-julien et surtout le saint-estèphe) doivent attendre jusqu'à une dizaine d'années pour que les tanins s'adoucissent un peu, pouvant attendre vingt ans théoriquement sans problème, voire plus.
Les bordeaux blancs secs et moelleux se gardent moins longtemps, ils peuvent être bus dans l'année avec un potentiel de deux à trois maximum, mis à part les graves blancs et les pessac-léognan blancs (qui peuvent patienter jusqu'à dix ou douze ans).
Enfin les liquoreux ont un potentiel de garde dépassant la décennie pour les entrées de gamme (loupiac, cérons, cadillac, saint-croix-du-mont), les vingt ans pour les barsac et sauternes, atteignant le siècle pour les meilleurs,. Pour les vins de très longue garde, les bouchons, choisis particulièrement longs, doivent être changés tous les 25 ans : ce service est assuré par les grands châteaux qui complètent en vin les bouteilles avant de les reboucher).

### Service à table

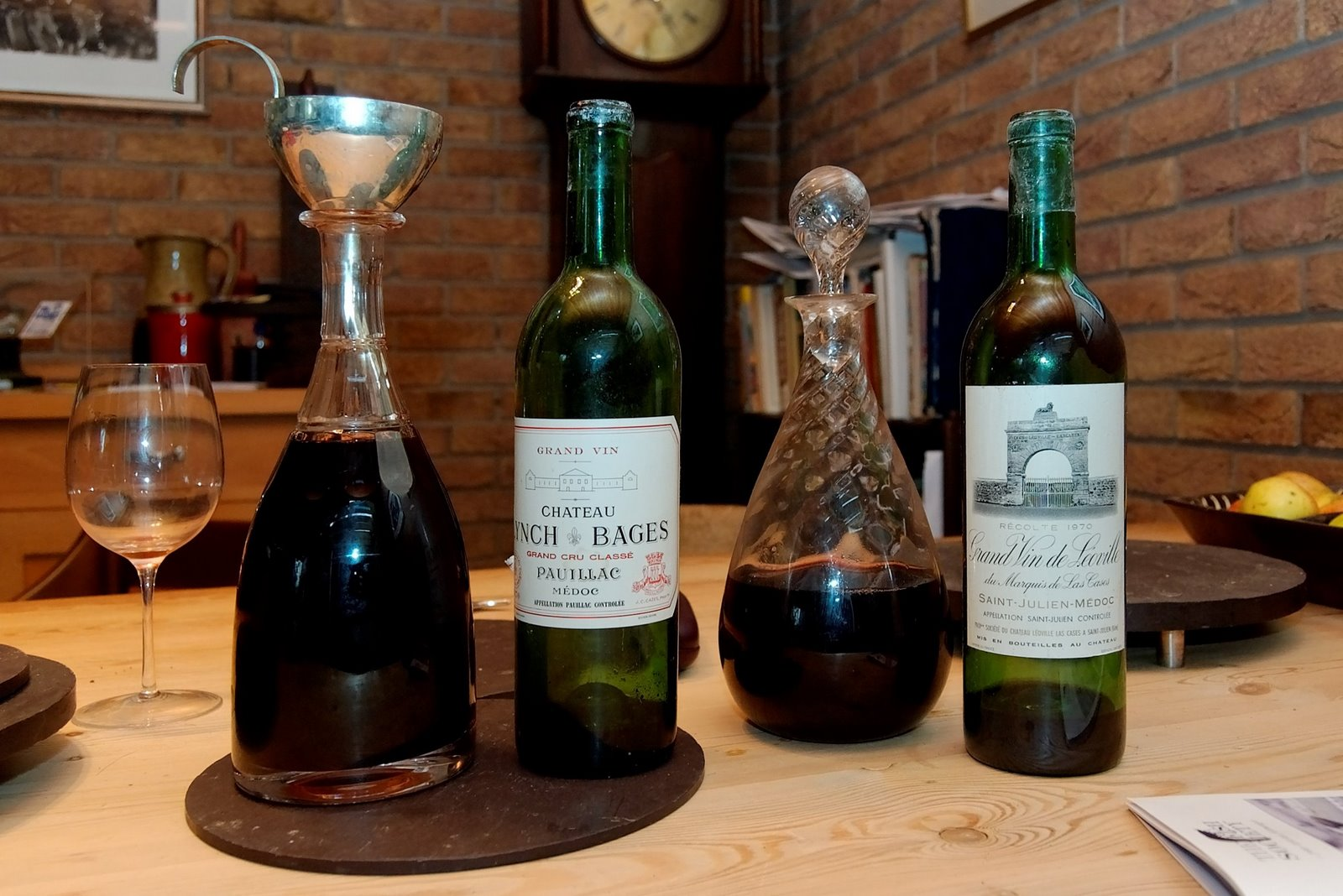
Deux médocs mis en carafe : Château Lynch-Bages (AOC pauillac) et Château Léoville Las Cases (AOC saint-julien).

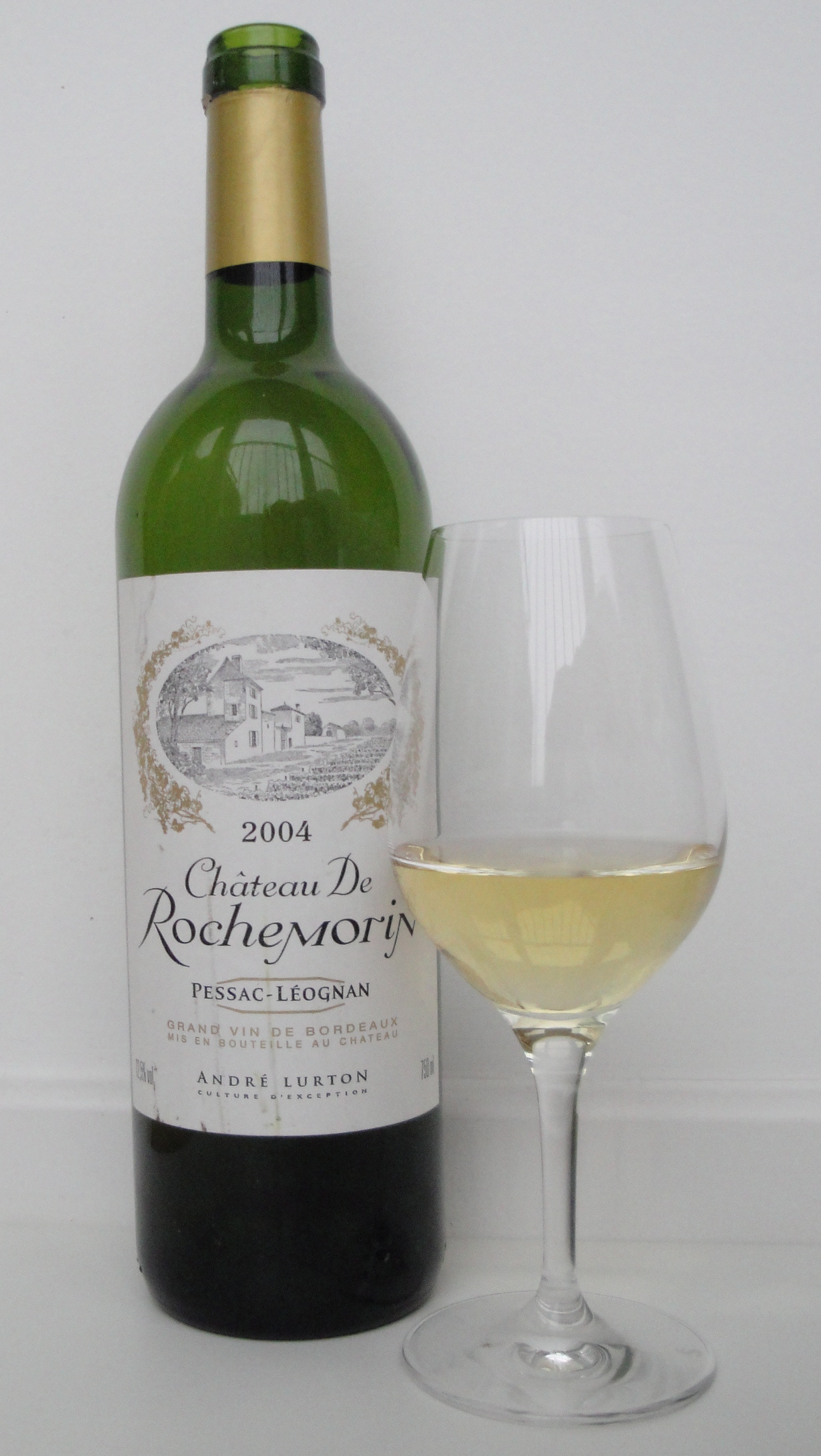
Un pessac-léognan blanc (Château de Rochemorin).

La production du vignoble bordelais est diversifiée, permettant plusieurs usages voire un repas accompagné des différents types de bordeaux (ce qui n'empêche pas la cave de la mairie de Bordeaux de disposer de nombreux champagnes parmi ses 14 500 bouteilles). Les conventions de service sont de servir le blanc avant le rouge, les vins légers avant les puissants, les secs avant les sucrés, les jeunes avant les vieux.
Le vin peut être servi en mettant la bouteille sur la table, pour profiter de l'étiquette, ou en carafe (ou un très grand verre, un pichet voire une cruche).
Le carafage est nécessaire quand il y a de la lie (ou plutôt du tartre qui a précipité) au fond de la bouteille, mais le passage en carafe permet aussi d'adoucir l'austérité des tanins d'un vin rouge encore trop jeune en l'oxydant (il faut parfois quelques heures), ou d'aérer un vieux vin (rouge ou blanc, mais pas trop longtemps au risque de leur faire perdre rapidement leurs arômes).
Le crémant de Bordeaux doit être servi très frais (4 à 7 °C) et peut convenir en apéritif, sur une entrée ou un dessert.
Les blancs secs (appellations bordeaux, pessac-léognan, graves, entre-deux-mers, côtes-de-bourg, premières-côtes-de-bordeaux, côtes-de-bordeaux-saint-macaire, côtes-de-blaye, graves-de-vayres et côtes-de-bordeaux) et les rosés (bordeaux rosés, bordeaux-clairet ou claret) sont à servir frais (environ 10 °C) sans être givrés (le froid masque les arômes, ce qui peut être recherché en cas de mauvaise qualité), en accompagnement d'une entrée, d'un poulet, d'un poisson, de fruits de mer ou d'une assiette de légumes.
Les rouges très tanniques des appellations médocaines (notamment le saint-estèphe, le pauillac, le saint-julien et le margaux) sont de couleur rouge sombre (du grenat au noir à reflet violet) et au goût puissant quand ils sont plutôt jeunes, de couleur rouge brique (plutôt orangé sur les bords du verre) et aux tanins assouplis quand ils sont très âgés. Ils doivent être servis si possible chambrés (aux environs de 18 °C), en accompagnement de plats au goût relevé, tels que du bœuf rôties ou grillées (par exemple une entrecôte à la bordelaise), du gibier (daubes de chevreuil ou de sanglier), du canard ou de l'agneau de Pauillac.
Les rouges un peu moins tanniques des graves, de la rive droite (le Libournais, le Blayais et le Bourgeais) et ceux produit dans l'Entre-deux-Mers (qui produit les trois cinquièmes des bordeaux rouges) sont de couleur sang de bœuf à bordeaux (virant à l'acajou ou au tuilé en vieillissant) et peuvent accompagner des plats un peu moins relevés, tels que du veau, du chapon ou du pigeon rôti.
Enfin les moelleux (appellations graves-supérieures, premières-côtes-de-bordeaux, graves-de-vayres, côtes-de-bordeaux-saint-macaire et côtes-de-bordeaux) et surtout les liquoreux (appellations barsac, cadillac, cérons, loupiac, sainte-croix-du-mont et sauternes) sont des vins de dessert (car ils sont très sucrés) de couleur dorée, à boire frais (un peu plus de 11 °C), mais peuvent être servis avec du foie gras, des fromages (du roquefort par exemple) ou de la cuisine sucrée-salée.

### Œnotourisme
Les différents intervenants de la filière viti-vinicole bordelaise cherche à développer l'œnotourisme dans le département. À Bordeaux se trouvent des bars à vins et de cavistes (tout comme à Libourne et à Saint-Émilion). Une année sur deux y est célébrée la fête du vin (appelée « Bordeaux fête le vin », par exemple du 28 juin au 1er juillet 2012), qui s'ajoute aux fêtes des vendanges à Saint-Émilion et dans plusieurs villages.
Le Musée du vin et du négoce de Bordeaux est ouvert depuis 2008 dans le quartier des Chartrons ; S'y ajoute la « Cité du Vin » dans le quartier des bassins à flot, inaugurée en mai 2016.
Il existe quatorze confréries bachiques liées au bordeaux : Jurade de Saint-Émilion, Commanderie du Bontemps du Médoc, des Graves, Sauternes et Barsac, Connétablie de Guyenne, Hospitaliers de Pomerol, Gentilshommes du Duché de Fronsac, Ordre des Vignerons des Bordeaux et Bordeaux Supérieur, etc., fédérées autour du Grand Conseil du Vin de Bordeaux et avec 68 commanderies dispersés dans le monde, notamment aux États-Unis.
Les vignes elles-mêmes attirent les touristes, dont la visite est dirigée vers plusieurs routes des vins. Anciennement appelées « route des châteaux » dans le Médoc, « route du patrimoine » dans le Libournais, « route des coteaux » dans le Blayais et Bourgeais, « route des bastides » dans l'Entre-deux-Mers, « route des Graves » dans les Graves et le Sauternais, ces routes des vins sont aujourd'hui remplacées par « les routes du vin de Bordeaux », déclinés en six parcours : Bordeaux Porte du vignoble ; Graves et Sauternes ; Médoc ; Blaye et Bourg ; Saint-Émilion-Pomerol-Fronsac ; Entre-deux-Mers. L'accueil des visiteurs peut se faire dans les exploitations, avec des journées portes ouvertes par appellation (par exemple le « Printemps des châteaux » dans le Médoc), y compris dans certains châteaux renommés. Le tourisme d'affaires est pratiqué, avec des séminaires, des conventions ou des dîners de gala dans les châteaux.
Enfin, l'inscription sur la liste du patrimoine mondial de l'UNESCO de la Juridiction de Saint-Émilion en 1999 et du « Port de la Lune » (le port de Bordeaux dans sa partie urbaine) en 2007 renforce l'attraction touristique.